# Histoire de l'aviation
Pour un article plus général, voir Aviation.

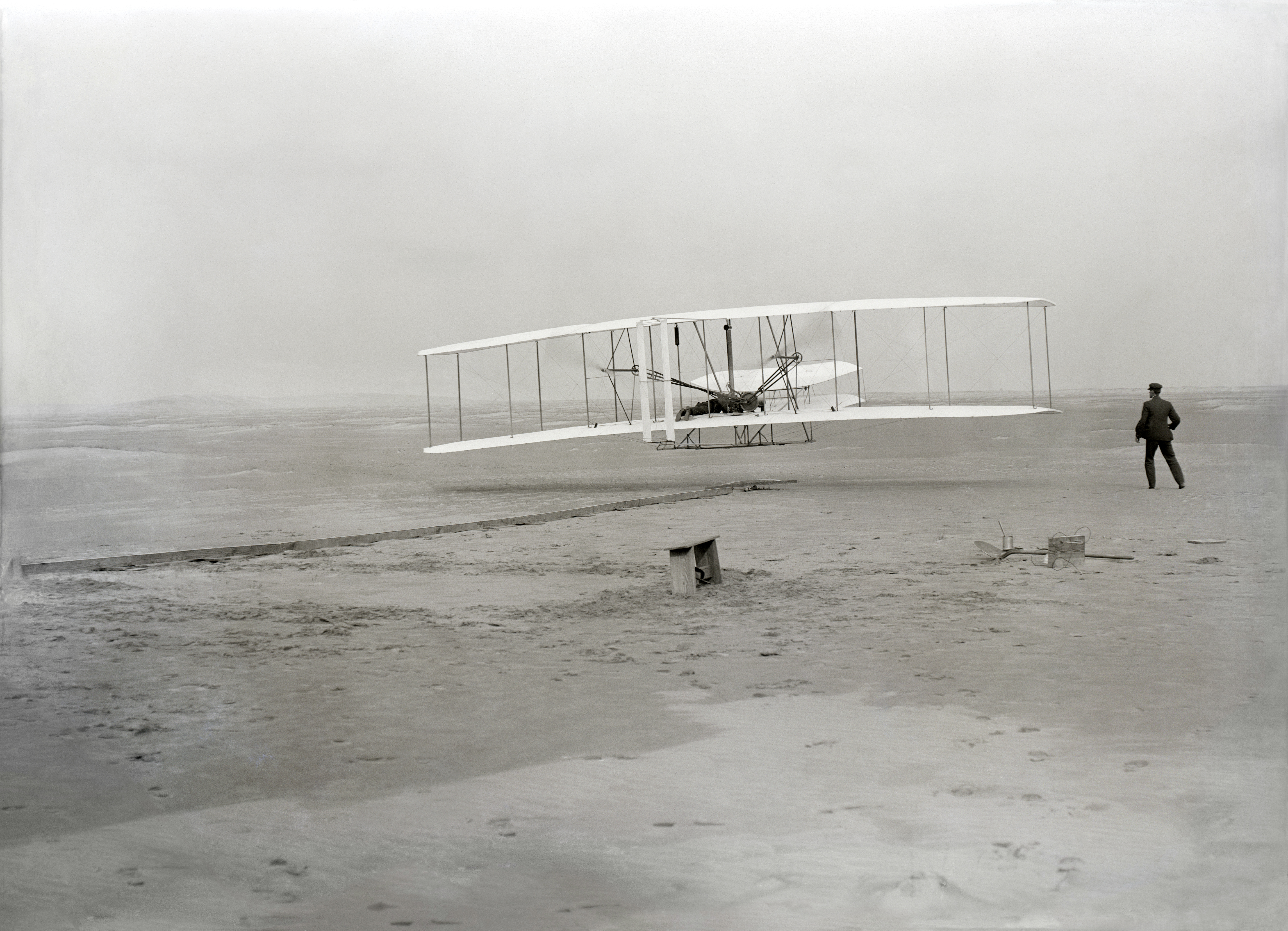
Le Wright Flyer des frères Wright, avion biplan à moteur 4 cylindres Wright de 12 ch, est le premier avion ayant effectué un vol motorisé et contrôlé historique, le 17 décembre 1903.

L'histoire de l'aviation peut être divisée en six périodes. 
L'époque des précurseurs : des premiers ornithoptères de l'antiquité jusqu'au début du XVIIIe siècle, l'être humain imagine – de manière plus ou moins réaliste – ce que pourrait être une machine volante. Puis la fin du XVIIIe siècle et le XIXe siècle voient le début de la conquête de l'air avec le développement de l'aérostation et de nombreuses tentatives de vol plané.
Les pionniers du plus lourd que l'air : le début du XXe siècle est la période des premiers vols d'engins à moteur capables de décoller par leurs propres moyens. Presque chaque vol est une première ou une tentative de record : un peu plus vite, un peu plus loin, un peu plus haut. Les aviateurs sont, le plus souvent, des concepteurs ou des aventuriers.
La Première Guerre mondiale : quelques années seulement après le premier vol, l'avion apparaît comme un nouvel outil du champ de bataille. La production passe soudainement à la grande série, certains modèles d'avions étant même construits à plus d'un millier d'exemplaires ; devenir pilote requiert un entraînement et une formation, même si le parfum d'aventure n'a pas totalement disparu.
L'entre-deux-guerres : la Première Guerre mondiale a produit une abondance de pilotes et d'appareils et la fin du conflit met les uns au chômage et rend les autres inutilisés, ce qui conduit à l'essor du transport aérien commercial et, en premier lieu, celui de l'aéropostale. L'aviation se développe. De nombreux pays se dotent d'une armée de l'air. L'aviation militaire pousse les constructeurs à battre de nouveaux records et profite à l'aviation civile.
La Seconde Guerre mondiale : l'aviation est largement utilisée sur le champ de bataille. Cette période peut être considérée comme l'acmé de la mécanique aérienne fondée sur les moteurs à piston et sur les hélices, tandis que naissent le moteur à réaction et le radar.
La seconde moitié du XXe siècle : une fois encore, la fin de la guerre crée une abondance d'appareils et de pilotes. C'est le début du transport aérien commercial régulier « tout temps » s'affranchissant des contraintes météorologiques et pratiquant le vol sans visibilité. L'aéronautique militaire contribue au développement du réacteur, c'est l'ère du jet, puis elle part à la conquête du vol supersonique. Les retombées civiles se voient dans les premiers avions de ligne à réaction tandis que le transport aérien se démocratise.

## Les précurseurs

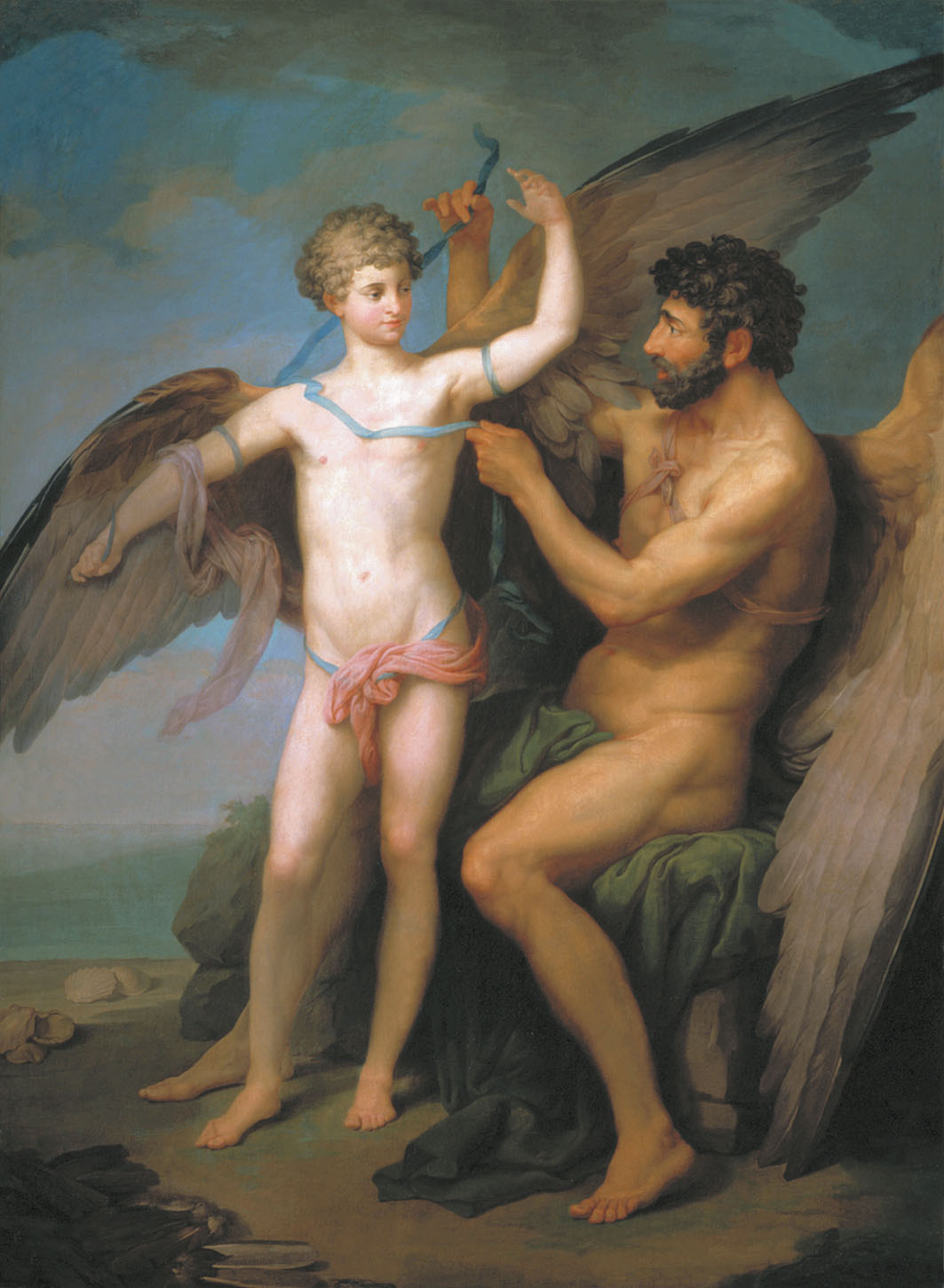
Mythe et légende du vol ornithoptère de Dédale et Icare, de la mythologie grecque.

L'être humain a probablement très tôt rêvé de voler en imitant entre autres le vol des oiseaux. Des légendes de la mythologie grecque, dont celles de Dédale et Icare, ou du dieu Zeus (métamorphosé en cygne ou en aigle), ou de Pégase, ou de nombreux récits apocryphes revendiquent des tentatives de vol d'ornithoptères bioniques harnachés d'ailes, ou de celles des tapis volant de la mythologie perse. Le cerf-volant chinois remonte au IVe siècle av. J.-C., et les égyptiens de l'antiquité égyptienne ont fabriqué des jouets ou maquettes en bois léger de balsa ayant la capacité de s'élever et de planer dans les airs. On attribue à Archytas de Tarente l'invention d'une colombe en bois capable de voler,.

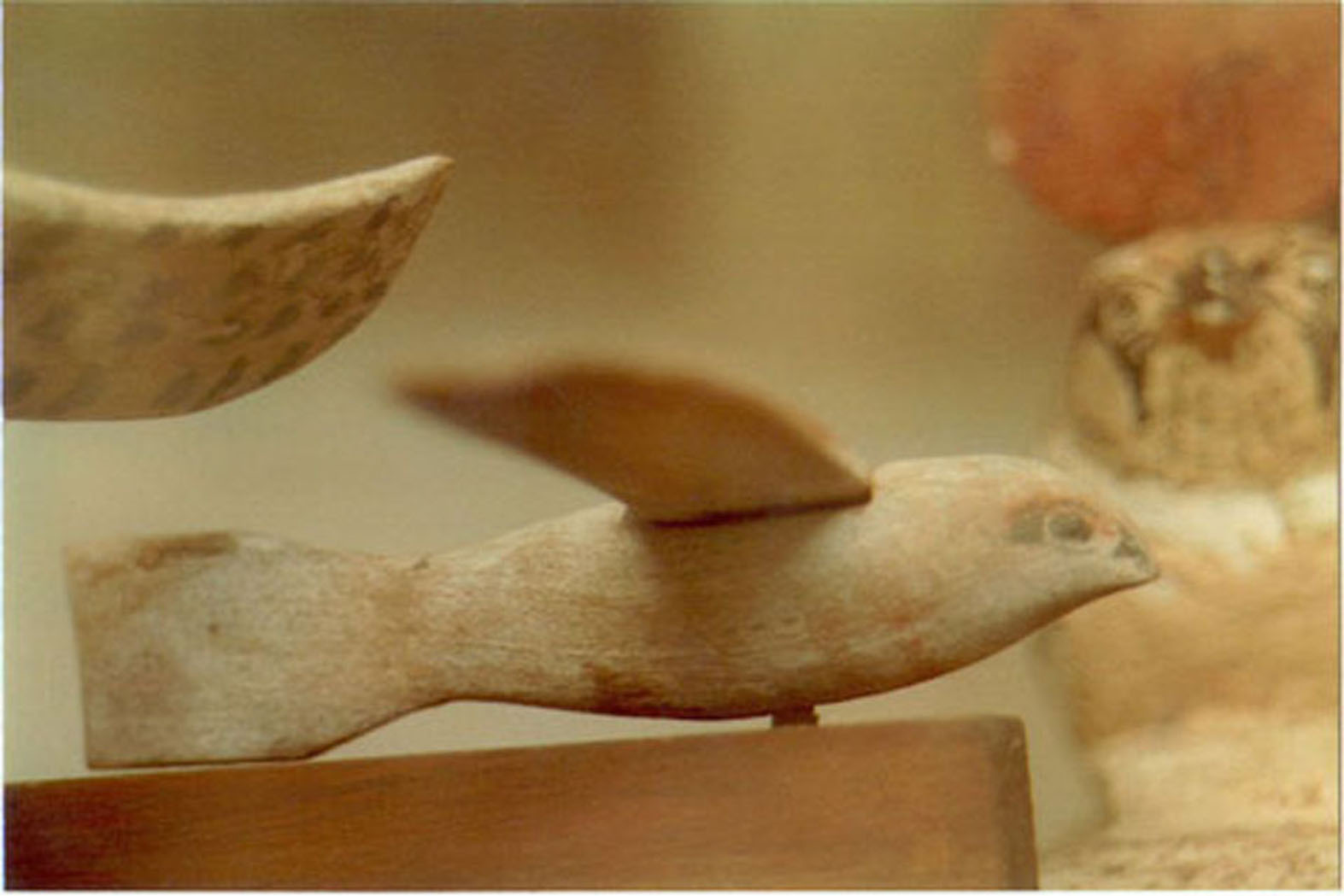
L'oiseau de Saqqarah (antiquité égyptienne, IIe siècle av. J.-C.).
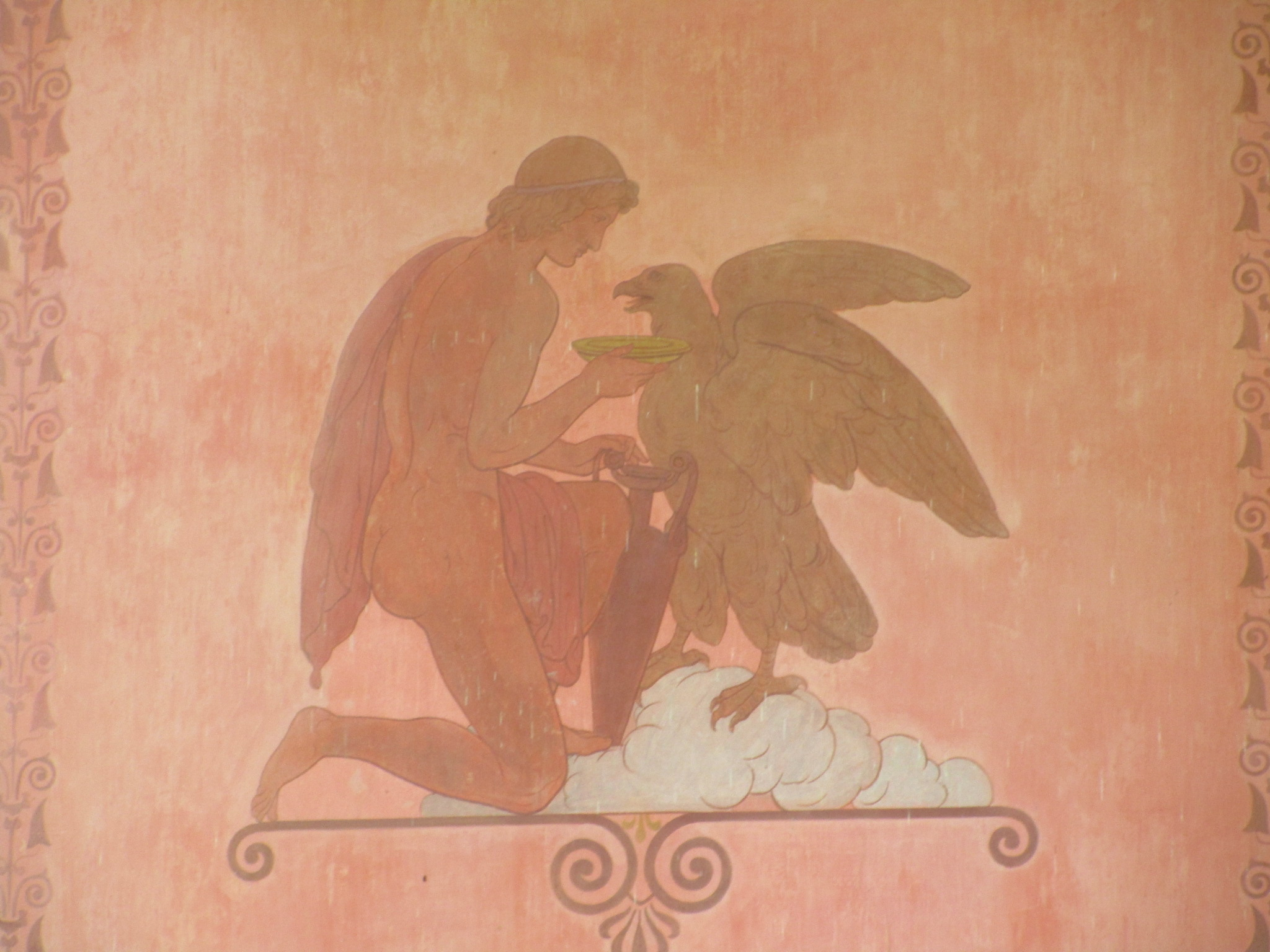
Le dieu métamorphe Zeus, en aigle (mythologie grecque).

Le jeu-jouet bambou-coptère, des années 320, de la dynastie Jin chinoise, est une des plus anciennes formes connues de rotor-pale-hélice-aile d'aéronef de l'histoire de l'aviation (arrivé en Europe au XVe siècle) et la lanterne céleste, du IIIe siècle, une des plus anciennes formes d'aéronef. Au IXe siècle en Andalousie, le savant ingénieur berbère Abbas ibn Firnas aurait fabriqué deux ailes garnies de plumes qu'il aurait attachées à son corps et, se lançant d'une hauteur, aurait plané sur une distance notable avant d'atterrir brutalement et de se casser le dos. Trois siècles plus tard, le moine bénédictin anglais Eilmer de Malmesbury, sans doute inspiré par la légende d'Icare et peut-être par un récit sur Abbas ibn Firnas, aurait tenté de voler au moyen d'ailes mécaniques.

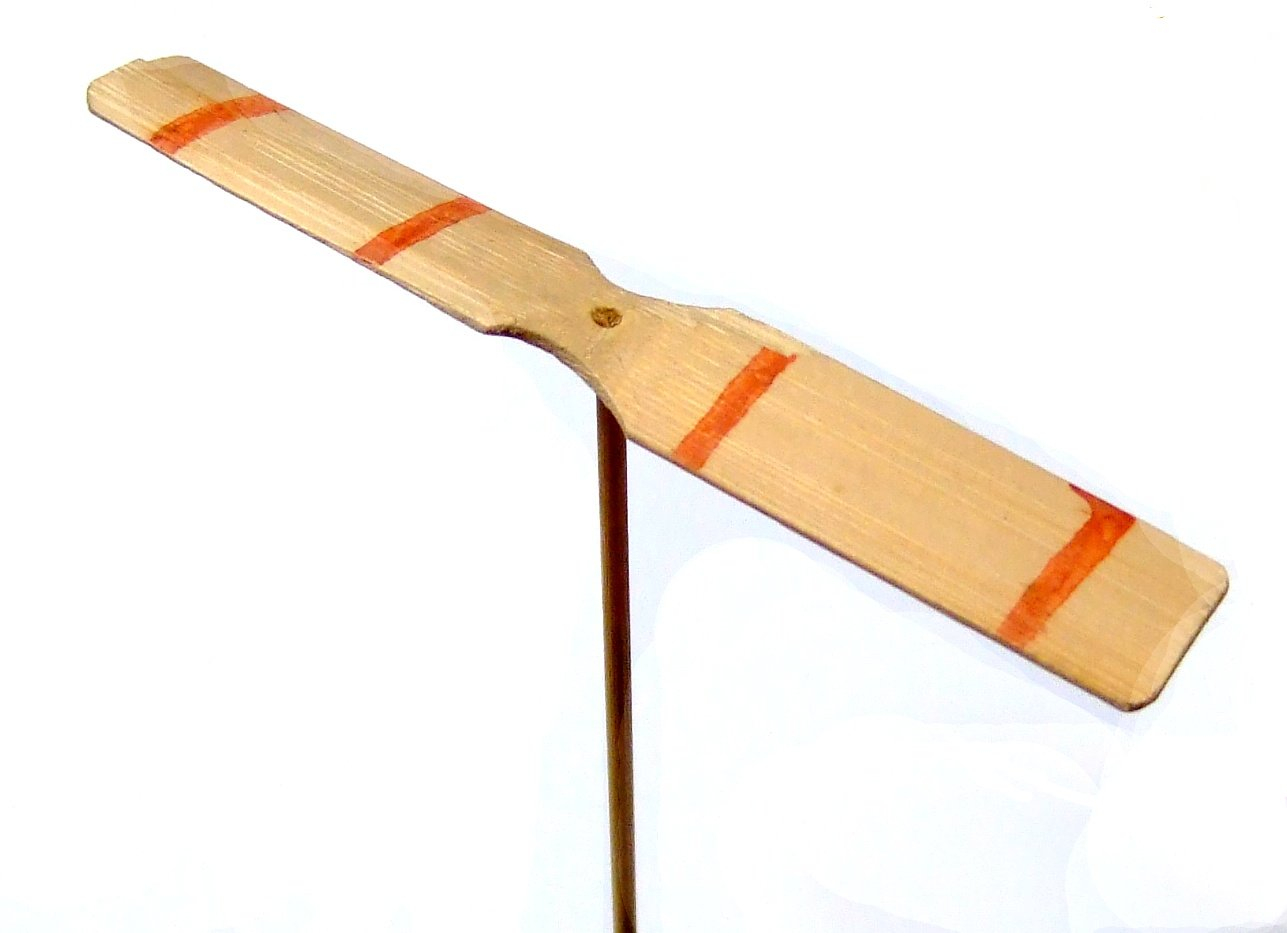
Bambou-coptère volant chinois (années 320) une des plus anciennes formes connues de rotor-pale-hélice-aile d'aéronef de l'histoire de l'aviation.
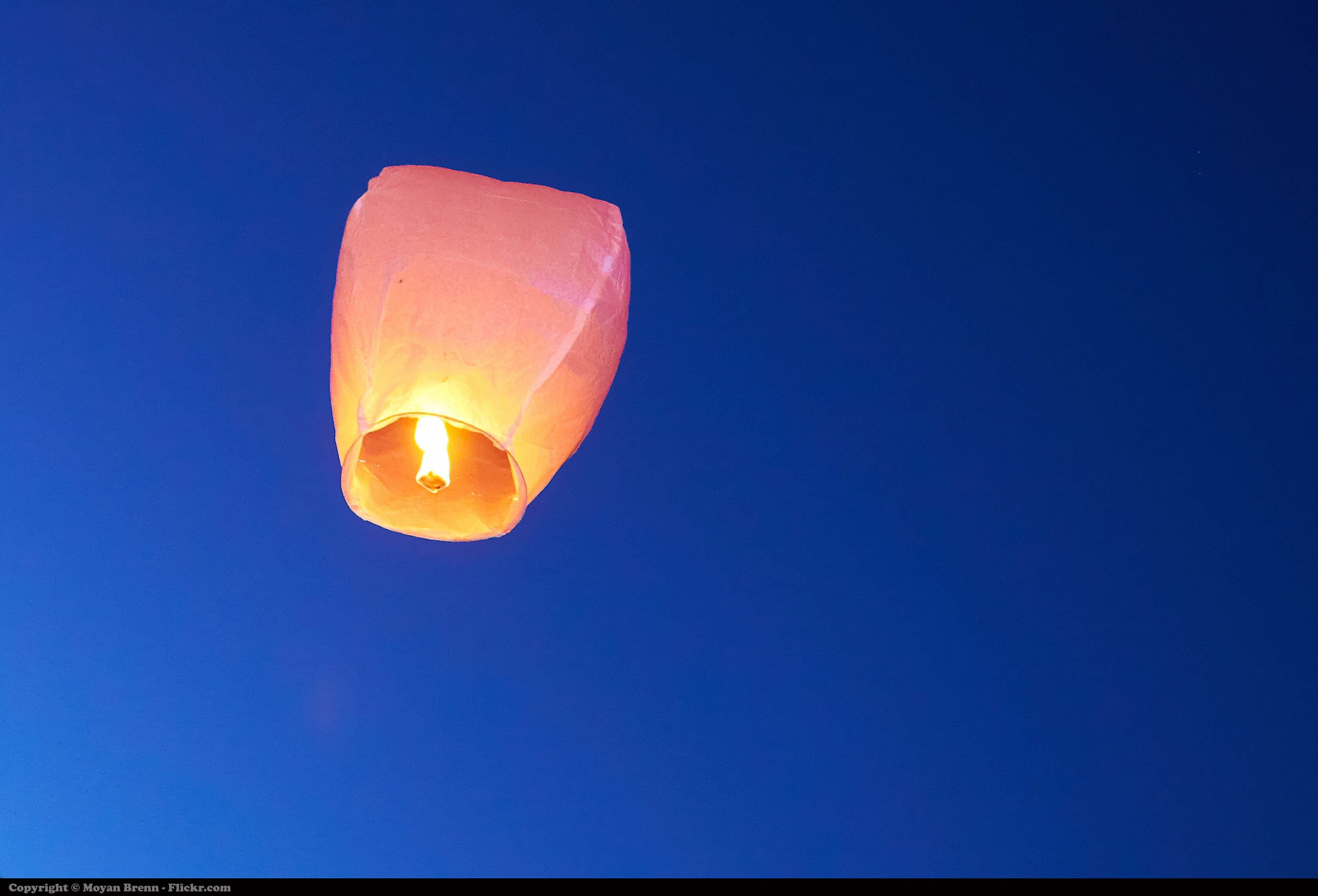
Lanterne céleste asiatique (IIIe siècle)
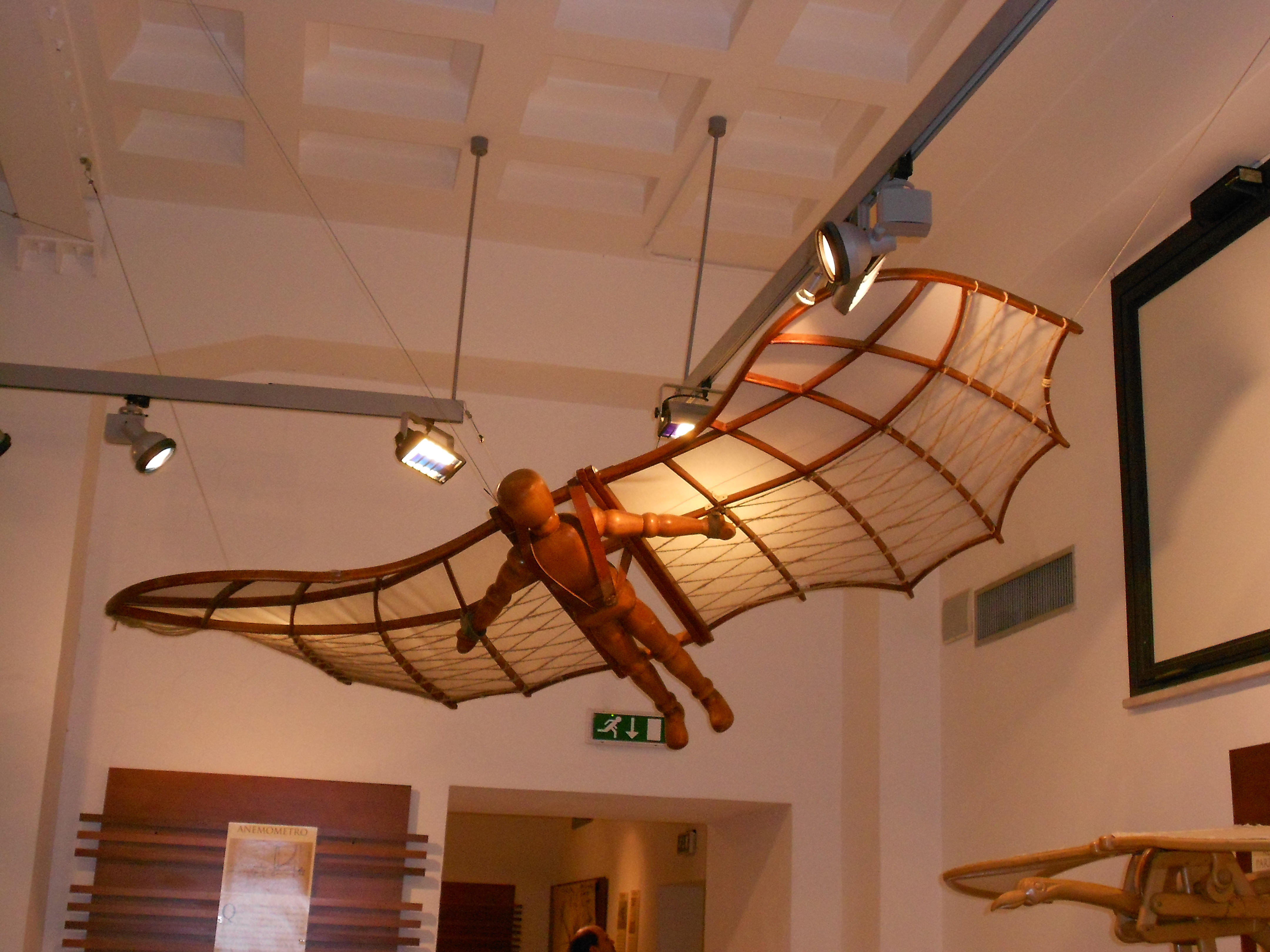
Maquette de machines volantes
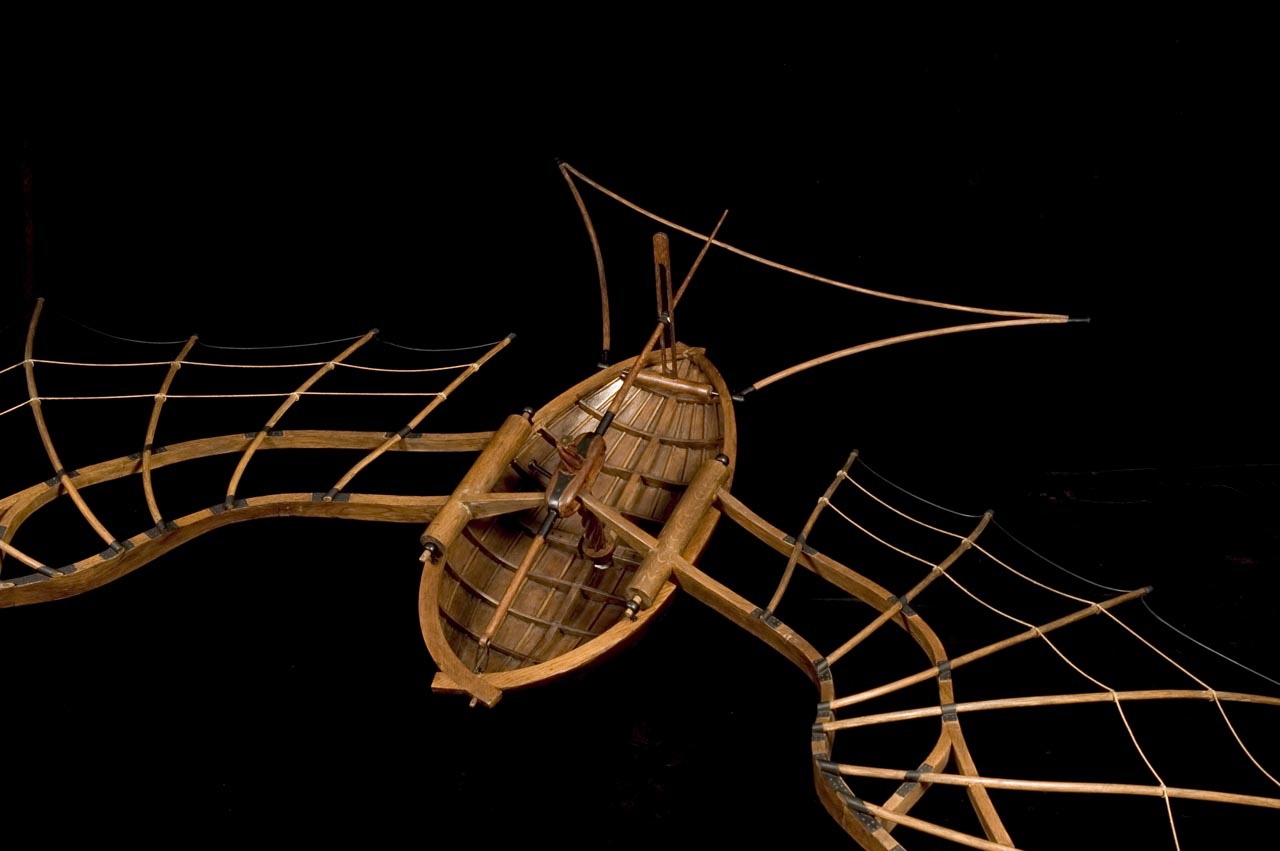
de Léonard de Vinci
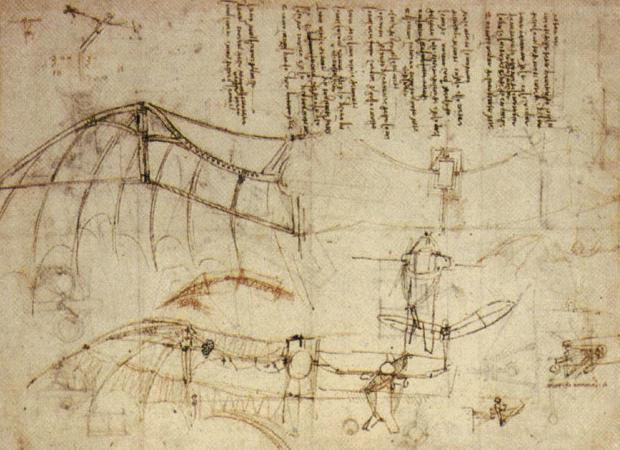
du XVe siècle.

Tableau montrant les précurseurs de l'aviation

Vers les années 1480, Léonard de Vinci étudie sans concrétisation de nombreuses premières formes de « machines volantes visionnaires » (ornithoptères de Léonard de Vinci, parachute, et vis aérienne, inspirées de son Codex sur le vol des oiseaux). En 1655, Robert Hooke, mathématicien, physicien et inventeur anglais, conclut à l'impossibilité du vol humain sans l'assistance de la puissance d'un « moteur artificiel ». Hezârfen Ahmed Çelebi (1609-1640) est un inventeur ottoman considéré comme l'un des pionniers de l'aviation pour avoir plané depuis la Tour de Galata à Istanbul.
Dans l'un de ses premiers ouvrages, très certainement inspiré par le vol du marquis de Bacqueville en 1742 à Paris, au-dessus de la Seine, le philosophe Jean-Jacques Rousseau exprime clairement la possibilité du voyage aérien
En 1783, les frères Montgolfier grâce à leur montgolfière (ballon à air chaud) et Jacques Charles grâce au ballon à gaz permettent à l'être humain de s'élever dans l'atmosphère, sans contrôle de la trajectoire, suivi par l'invention des ballons dirigeables. La solution viendra de l'étude d'un jouet, le cerf-volant, connu en Orient depuis l'Antiquité qui sera introduit en Europe au XIIIe siècle. À l'opposé de leurs travaux, en 1781, Karl Friedrich Meerwein avait expérimenté à Giessen un ornithoptère,. 
En 1801, l'officier et inventeur français André Guillaume Resnier de Goué confectionna des ailes en fil de fer recouvert de taffetas ciré, avec lesquelles il effectua une série de tentatives à Angoulême. Son premier essai de « vol ramé » n'aboutit qu'à dévaler une pente rocheuse. À sa deuxième tentative, sautant d'un pont haut de cinq mètres, il plana cinquante mètres avant de plonger dans la Charente. Son troisième et dernier essai réussit. Sautant des remparts de la ville, il parcourut trois cents mètres, survola la Charente et se cassa une jambe à l'arrivée. Il avait 72 ans. Guillaume Resnier est sans doute l'un des premiers hommes, après le Turc Hezârfen Ahmed Çelebi, qui aient réellement « volé », au sens de « planer ».

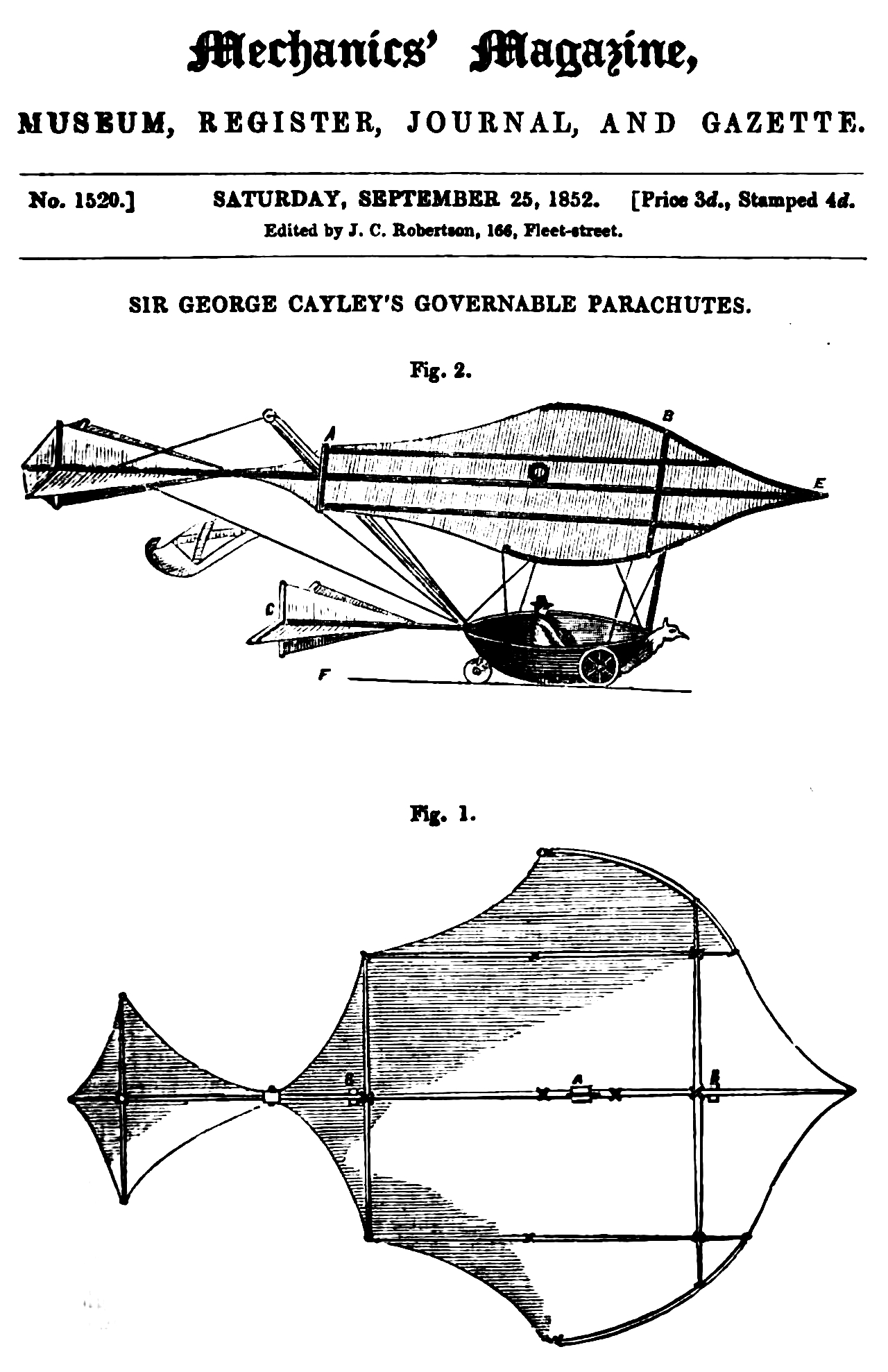
Planeur conçu par George Cayley : les bases de la structure de l'avion sont jetées.

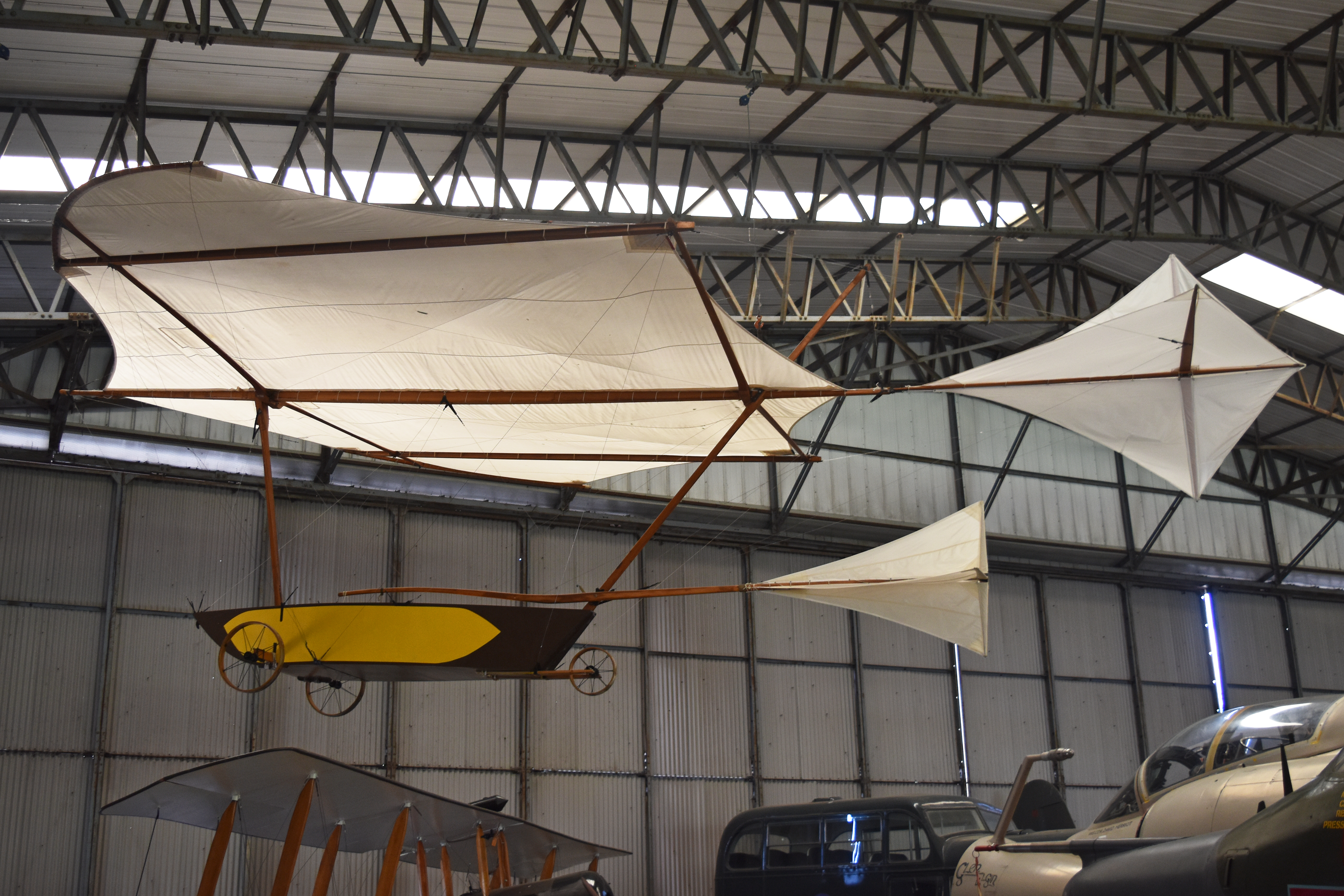
Planeur de George Cayley (1804)

Le Britannique George Cayley (1773-1857) met en évidence quatre forces aérodynamiques du vol, la poussée, la traînée, le poids et la portance-décrochage. Il comprit également qu'il était inutile de reproduire le vol battu des oiseaux et que les ailes devaient être fixes ; il prévit la nécessité d'un empennage pour stabiliser le vol. S'inspirant des travaux des Français Claude Launoy, il construit un hélicoptère en 1796 puis, en 1808, un « ornithoptère » à l'échelle humaine et, en 1809, un planeur qui vola sans passager.
William Samuel Henson et John Stringfellow, reprenant les travaux de Cayley, font voler un modèle réduit d'aéroplane à vapeur. Les moteurs puissants pour les appareils à taille réelle sont beaucoup trop lourds pour leur permettre de décoller. En 1837, Isidore Didion en conclusion d'une étude théorique fine affirma que « La navigation aérienne n'aura de succès que si l'on trouve un moteur capable de produire une force motrice dont le rapport avec le poids de la machine qu'elle exigerait pour être soutenue, soit plus grand que les machines à vapeur actuelles, ou que chez l'humain ou la plupart des animaux ». Les progrès vont donc d'abord passer par les planeurs et par l'étude de l'aérodynamique.
Entre 1857 et 1868, le Français Jean-Marie Le Bris essaie successivement deux planeurs de son invention, d'abord depuis les collines de la baie de Douarnenez (Finistère), puis sur la hauteur du Polygone de la Marine, près de Brest (Finistère), reprenant ainsi en France les travaux des pionniers britanniques de la décennie précédente. En 1863, le terme « aviation » est inventé par Gabriel de La Landelle. La même année Charles de Louvrié dépose le premier brevet pour un appareil volant à moteur à réaction,.
Le Britannique Francis Herbert Wenham (en), en 1871, construit ce qui est probablement la première soufflerie, permettant d'expérimenter des maquettes.
Le français Louis Mouillard s'inspire de l'aile d'oiseau pour concevoir des planeurs dont la voilure est courbée. Il propose le gauchissement des ailes.

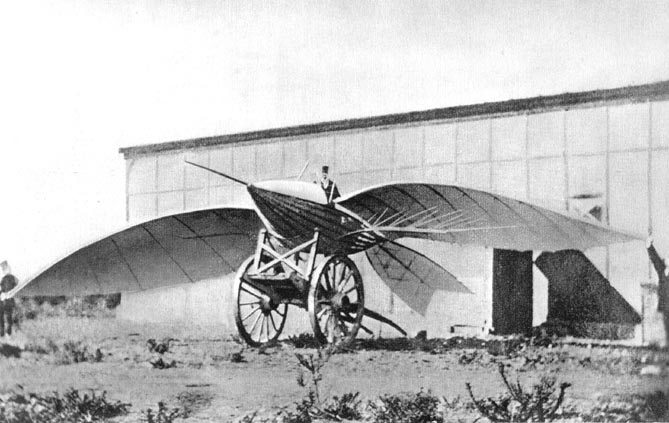
L'albatros II, de Jean-Marie Le Bris (1868).

Entre 1857 et 1877, les Français Félix et Louis du Temple essaient des modèles réduits à moteur à ressort, en les aidant d'un plan incliné, puis peut-être un engin, muni d'un moteur à vapeur, monté par un matelot.
En 1871, Alphonse Pénaud fait voler avec succès son modèle réduit « aéroplane automoteur », un monoplan à empennage, configuration devenue maintenant la plus répandue. La même année, durant le siège de Paris, un réseau de communication par ballon monté est organisé. Associés à Nadar, deux ateliers sont fondés : celui des frères Louis et Eugène Godard à la gare d'Austerlitz et celui de Camille Dartois et Gabriel Yon à la gare du Nord. Cette première fabrication en série d'aéronefs, marque la naissance officielle de l'industrie aéronautique.
Quelques années plus tard, Eugène Godard, Louis II Godard et Gabriel Yon fondent les Grands Ateliers Aérostatiques du Champ-de-Mars, la plus importante manufacture aéronautique, rue Desaix à Paris.
Les essais de planeurs se succèdent, et s'y prêtent tour à tour l'Allemand Otto Lilienthal, le Britannique Percy Pilcher, les Américains John Joseph Montgomery et Maloney, et les Français Ferdinand Ferber, Maurice Colliex ainsi que les frères Voisin.

## Les pionniers du «plus lourd que l'air»

### Premiers planeurs
Le premier être humain ayant volé en contrôlant la trajectoire de sa machine est l'inventeur allemand Otto Lilienthal, qui a effectué entre 1891 et 1896 deux mille vols planés depuis une colline artificielle à proximité de Berlin (invention à l'origine des planeur, deltaplane, parapente, et planeur ultra-léger motorisé modernes).

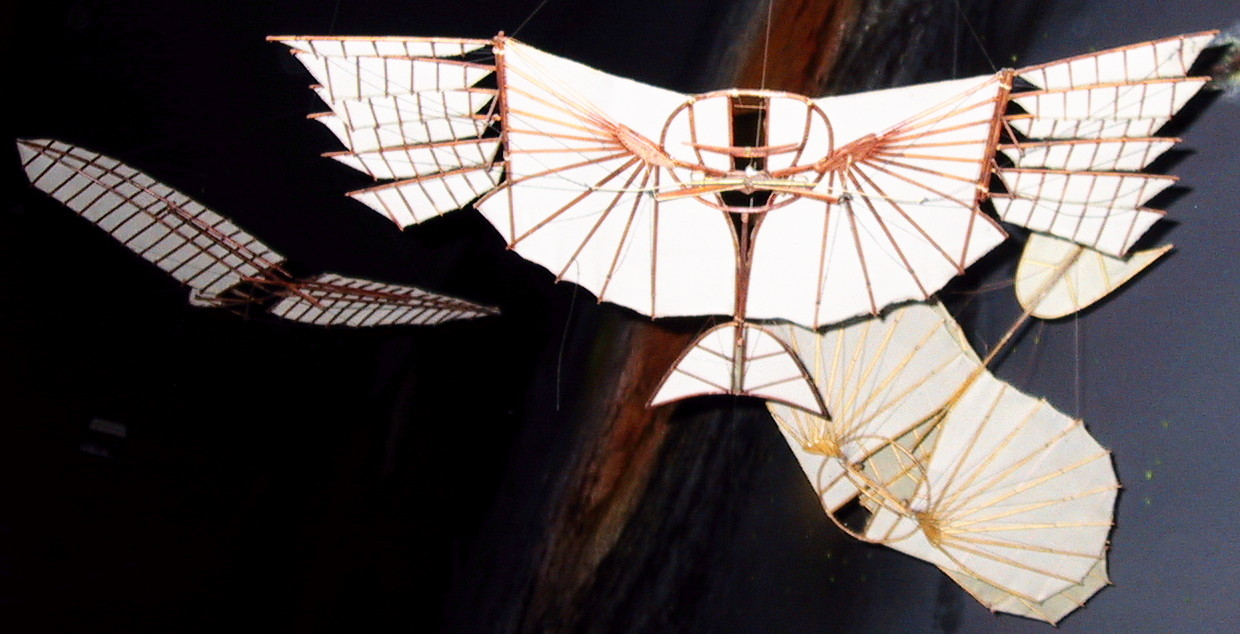
Premiers planeurs d'Otto Lilienthal.
Un des vols d'Otto Lilienthal (1895), impression d'artiste.
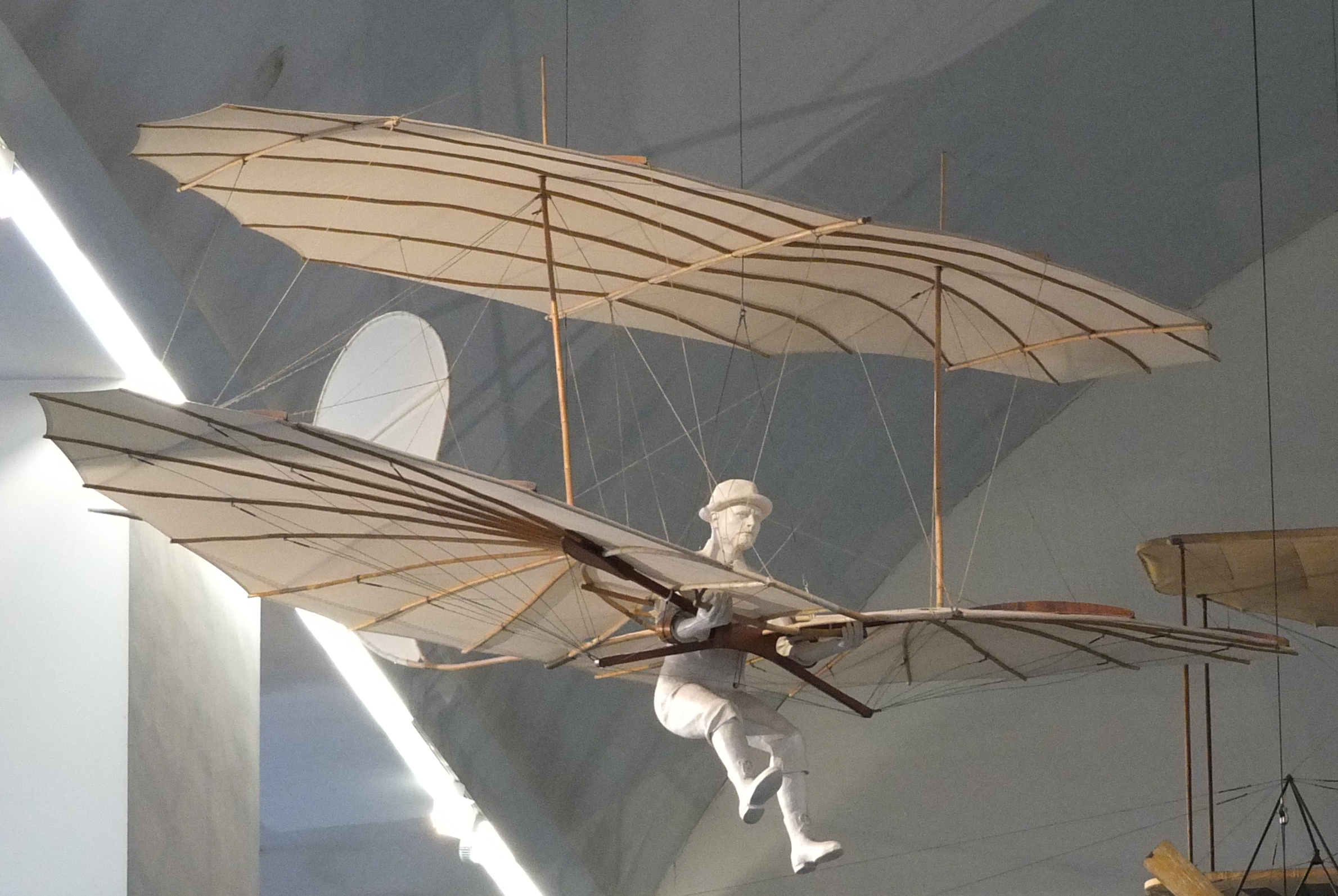
Planeurs d'Otto Lilienthal
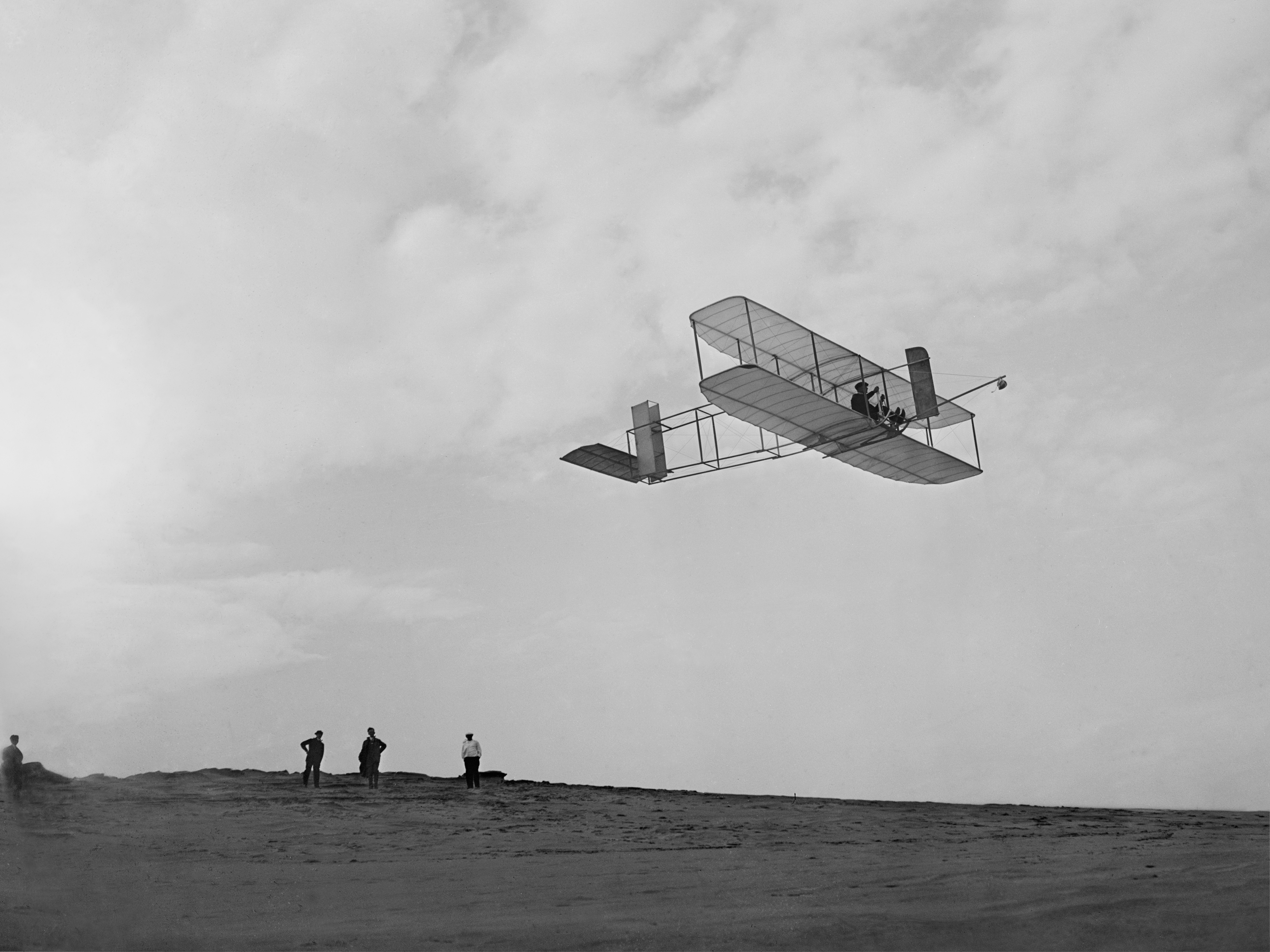
Planeur Wright de 1902

Les premiers vols sur une machine volante pilotée par gouvernes agissant sur les trois axes (tangage, roulis, lacet) ont été réalisés par les frères Wright sur leur planeur Wright de 1902.

### Premier décollage motorisé
En 1888 l'inventeur allemand Gottlieb Daimler motorise avec succès son ballon dirigeable Daimler, avec son invention de moteur à gaz Daimler mono-cylindre, et deux hélices pour avancer ou monter, un des premiers vols motorisés historiques de l'histoire de l'aviation.

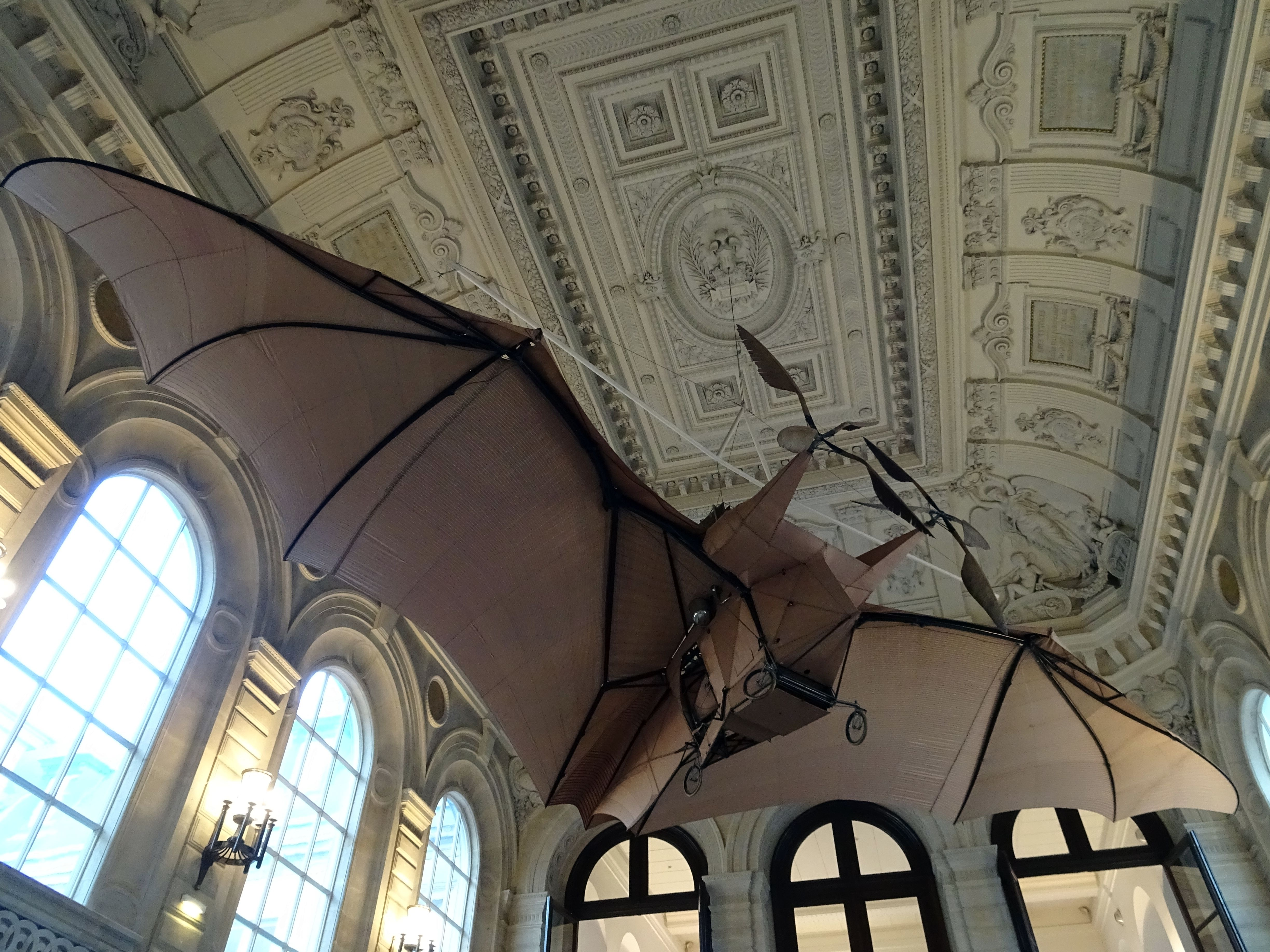
L', de Clément Ader (1897) au musée des Arts et Métiers de Paris.

Essai au point fixe de la force motrice de l' de Clément Ader (animation d'artiste d'après la photographie d'époque).

Le premier inventeur à déclarer avoir volé dans un avion motorisé est le Français Clément Ader, aux commandes de son « Avion » inspiré de chauve-souris géante à géométrie modifiable, à moteur bicylindre à vapeur d'alcool de sa conception. La première tentative a lieu en 1890 aux commandes de l'Éole ; les marques laissées par les roues dans le sol meuble auraient été moins marquées par endroit et auraient totalement disparu sur une vingtaine ou une cinquantaine de mètres. L'engin volant aurait ainsi effectué un bond ; il n'y avait pas de témoins autres que des employés d'Ader. La même machine, essayée devant des témoins officiels en 1891, ne donnera pas d'autres résultats.

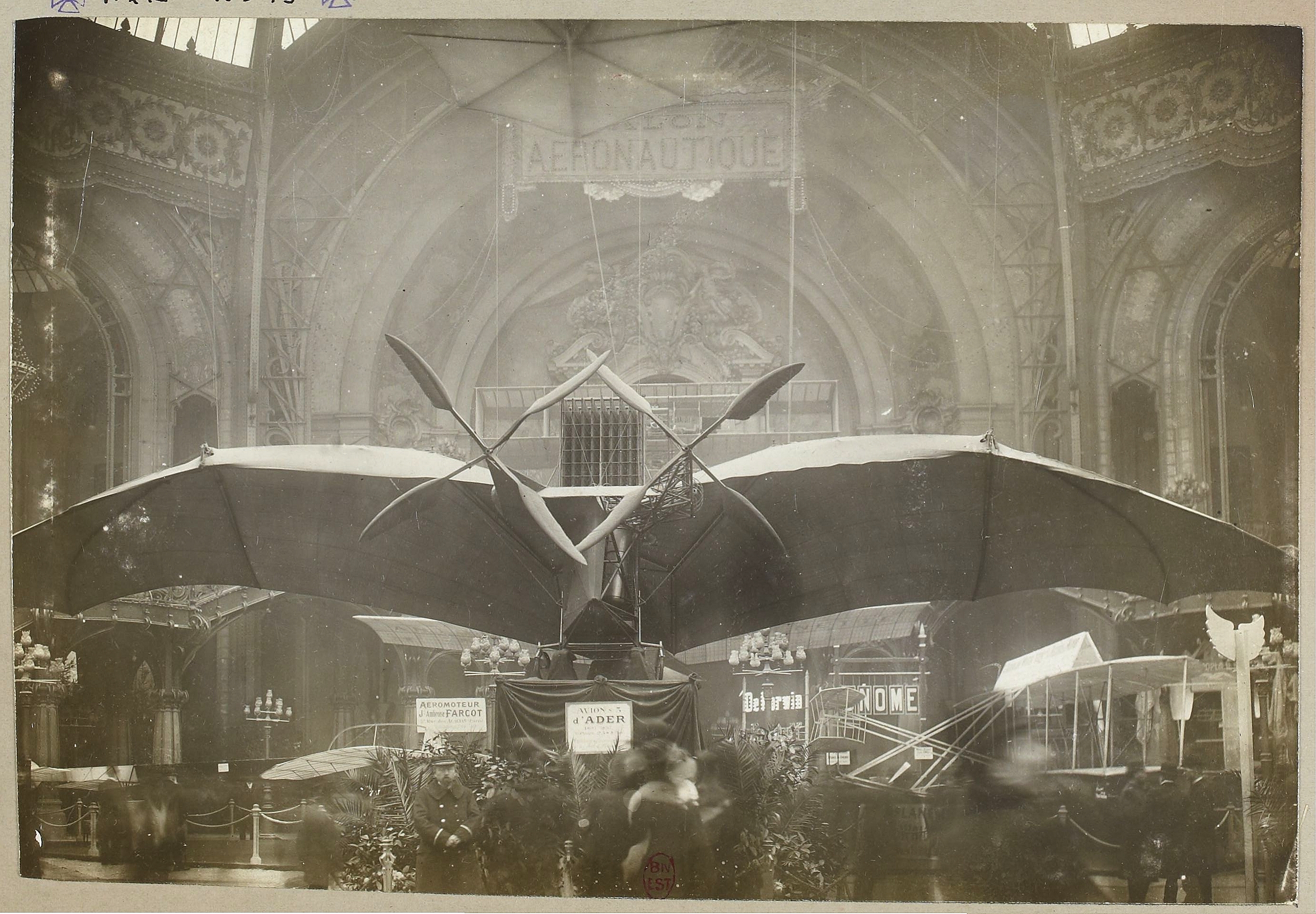
, au 1er Salon de l'aéronautique de Paris de 1908

Les essais suivants d'Ader eurent lieu au camp militaire de Satory, à Versailles, où avait été établie une aire circulaire de 450 mètres de diamètre pour effectuer une démonstration officielle.
Le 12 octobre 1897, Ader fit un premier tour sur ce circuit à bord de son Ader Avion III. Il sentit à plusieurs reprises l'appareil quitter le sol, puis reprendre contact. Deux jours plus tard, alors que le vent était fort, Clément Ader lança sa machine devant deux officiels du ministère de la Guerre qui déclarèrent : « Il fut cependant facile de constater, d'après le sillage des roues, que l'appareil avait été fréquemment soulevé de l'arrière et que la roue arrière formant le gouvernail n'avait pas porté constamment sur le sol ». Les deux membres de la commission le virent sortir brusquement de la piste, décrire une demi-conversion, s'incliner sur le côté et enfin rester immobile (il semble que, la roue arrière n'ayant plus assez d'adhérence du fait de la sustentation, le pilote ait perdu le contrôle directionnel de sa machine qui est alors sortie de la piste puis s'est renversée sous l'effet du vent). À la question « [...] l'appareil a [-t-il] tendance à se soulever quand il est lancé à une certaine vitesse ? » la réponse est « [...] la démonstration… n'a pas été faite dans les deux expériences qui ont été effectuées sur le terrain ». Devant cet échec, le ministère de la Guerre coupèrent les crédits à Ader. On[Qui ?] peut conclure que, ce 14 octobre 1897, le Français Clément Ader aurait peut-être effectué[évasif] le premier décollage motorisé – mais non contrôlé – d'un plus lourd que l'air.

### Premier vol motorisé contrôlé

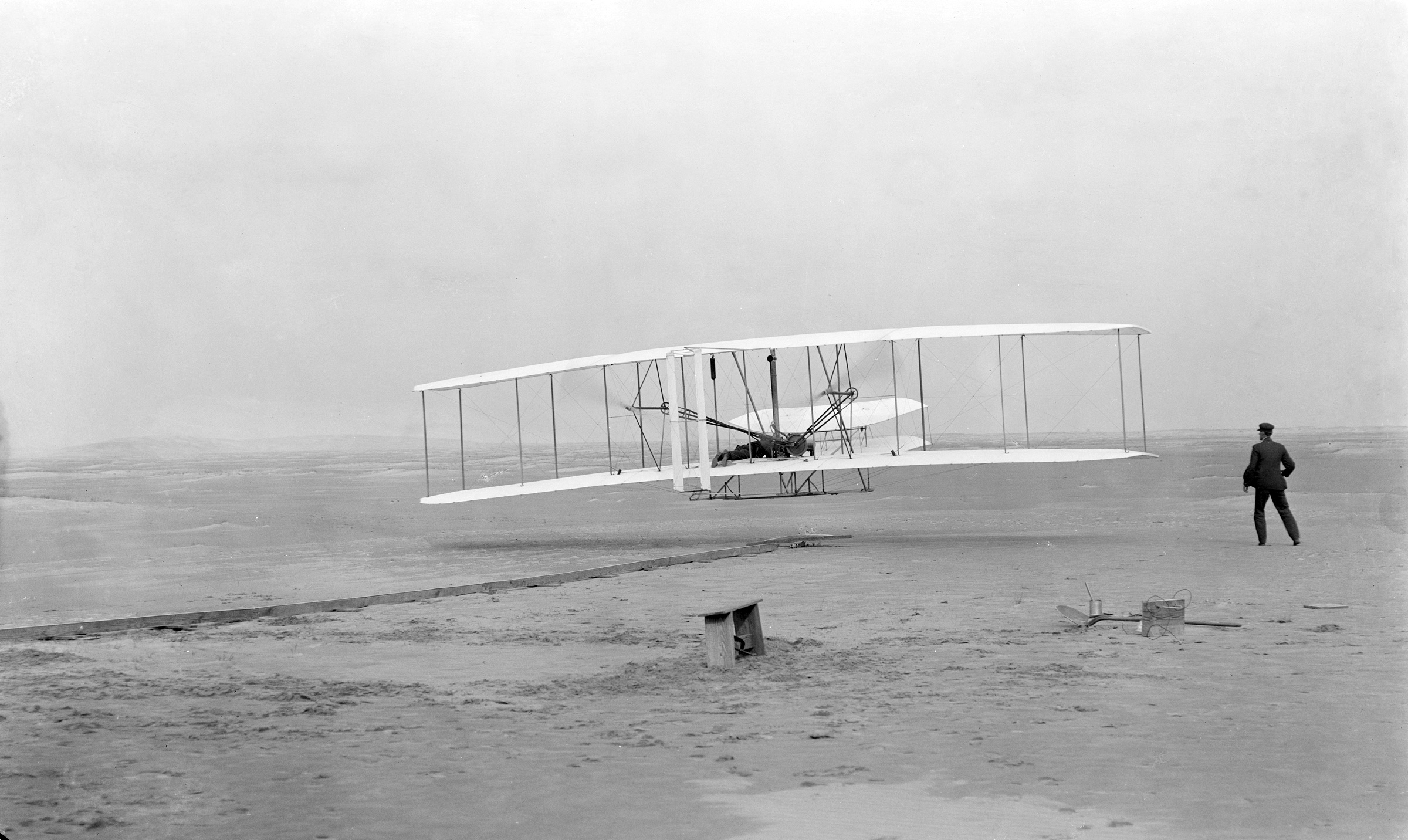
Premier vol motorisé des frères Wright, le 17 décembre 1903, sur le Wright Flyer (à moteur quatre cylindres de 12 ch).

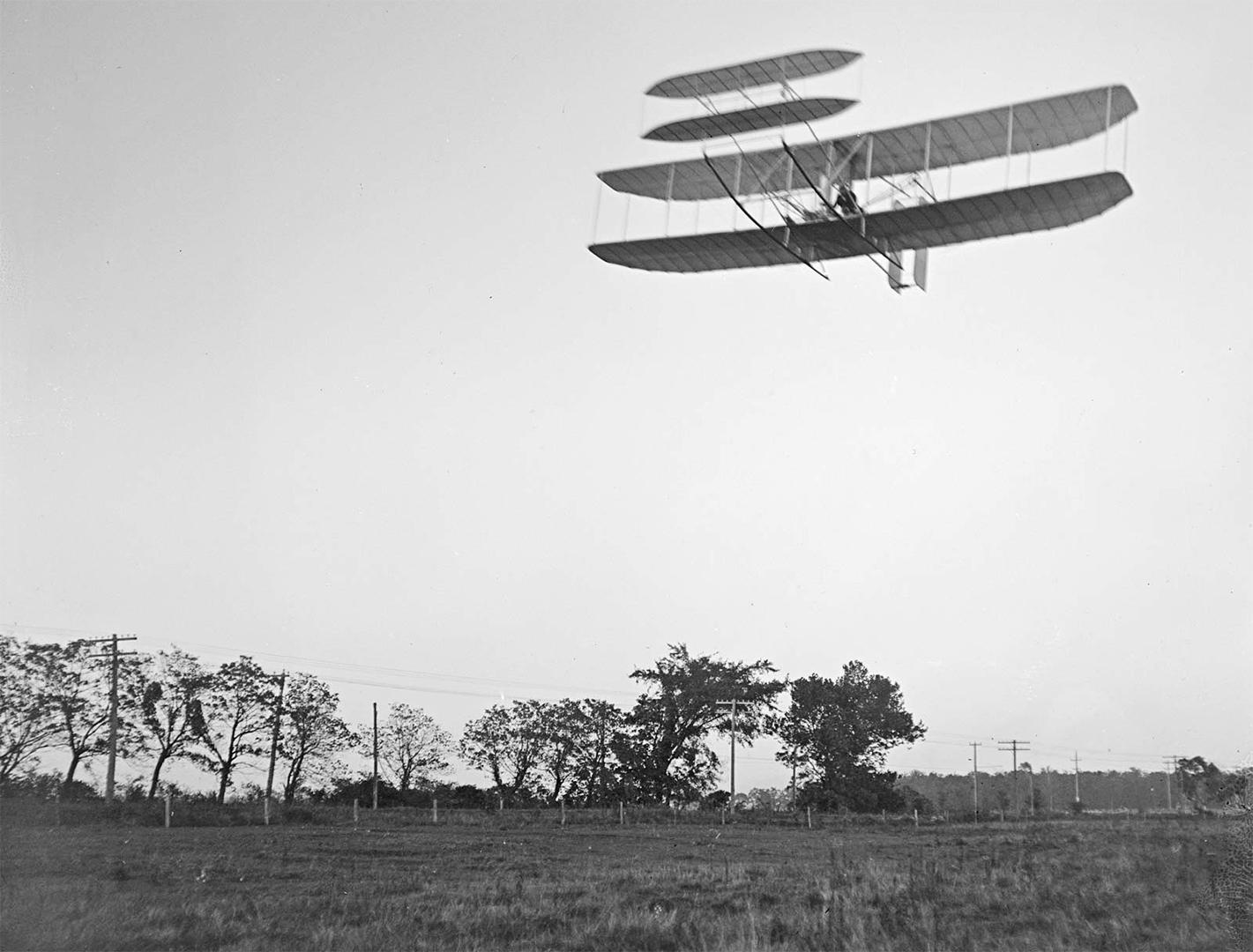
à moteur quatre cylindres de 20 ch (1905), considéré comme le premier avion véritable de l'histoire de l'aviation.

Après la mise au point en vol de leur planeur entre 1900 et 1903, avec plus de 700 vols en 1902, les frères Wright ont expérimenté leur premier avion, le Flyer à moteur quatre cylindres Wright de 12 ch, dans les dunes de Kitty Hawk le 17 décembre 1903. Les deux frères pilotent à leur tour ; ils effectuent quatre vols, le dernier étant le plus long : Orville vole sur 284 mètres pendant 59 secondes.
Ces vols sont généralement considérés comme les premiers vols motorisés et contrôlés d'un plus lourd que l'air. Leurs détracteurs, notamment les partisans d'Alberto Santos-Dumont et de Gabriel Voisin, leur reprochent d'avoir eu besoin d'un rail fixé au sol et d'une catapulte à contre poids pour le décollage, le Flyer étant dépourvu de roues ; la faible puissance du moteur ne permettait pas non plus le décollage par vent faible. Le souhait des inventeurs de protéger leur invention à partir des vols du Wright Flyer III en 1905, l'absence de démonstrations publiques et le faible nombre de témoins de leurs vols jouèrent un rôle négatif pour leur publicité. La maîtrise de la technique de vol des Wright a été reconnue plus tard lors des différentes démonstrations que les Wright effectuèrent en France, notamment à Auvours dans la Sarthe en 1908.
Selon des recherches historiques, le premier vol motorisé aurait été réalisé par l'ingénieur américain d'origine allemande Gustav Weißkopf (ou Gustave Whitehead) en 1901. La journaliste américaine Stella Randolph a publié un ouvrage sur cet ingénieur en 1930 : Before the Wrights flew.
Ferdinand Ferber effectue à Chalais-Meudon le 27 mai 1905 le premier vol d'un avion à moteur en Europe. Le capitaine Ferber, polytechnicien et officier d'artillerie, était en contact avec les frères Wright. Comme eux il avait commencé par apprendre à piloter les planeurs qu'il construisait, puis en 1903 il avait motorisé et testé sous un portique son avion no 6 avant d'effectuer le premier vol libre. Comme le premier Flyer des frères Wright, son moteur n'était pas assez puissant pour assurer un décollage sans l'aide d'un dispositif de lancement. Pionnier oublié de l'histoire de l'aviation, il meurt en septembre 1909.

### Premiers vols motorisés contrôlés autonomes
Traian Vuia vola à Montesson le 18 mars 1906 avec un appareil plus lourd que l'air autopropulsé (sans mécanisme de lancement) sur une distance d'environ 12 mètres à une altitude d'un mètre. Ce vol se terminant par un accident aérien, Vuia ne reprit ses essais qu'à partir du mois de juillet après avoir réparé et modifié son appareil. Le 19 août 1906 il vola sur une distance de 25 mètres à une altitude de 2,5 mètres à Issy-les-Moulineaux.

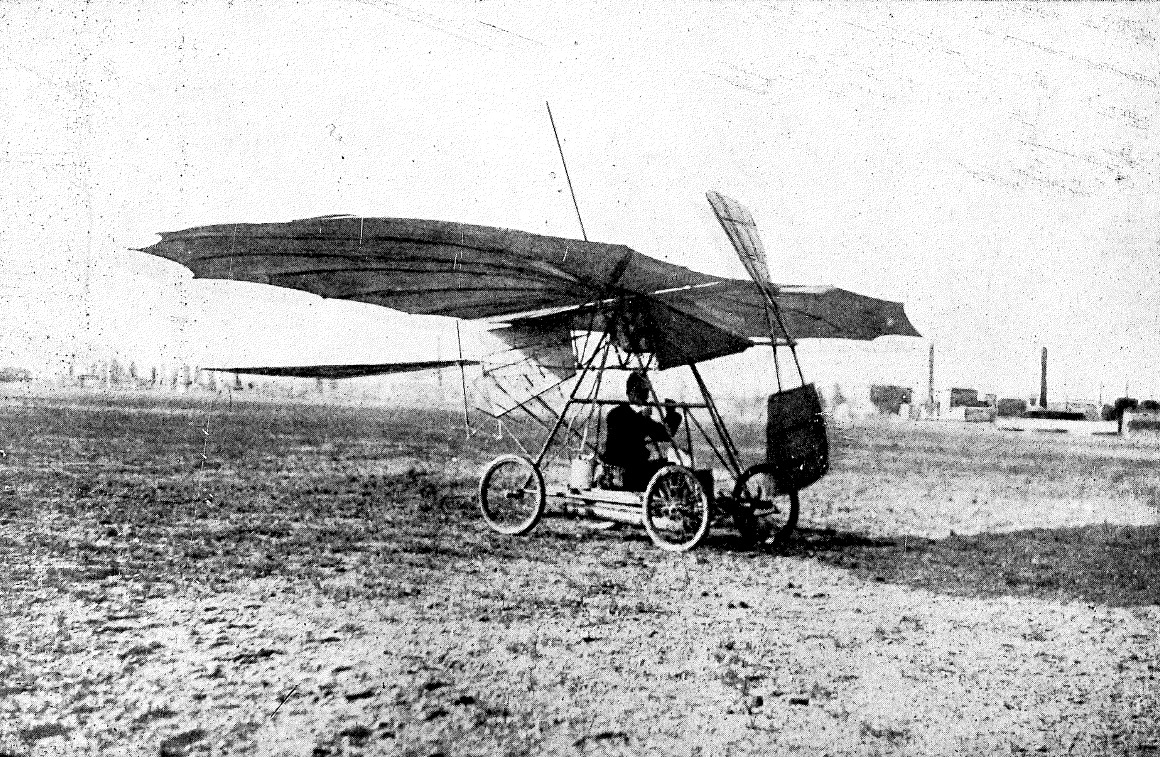
Traian Vuia à bord de Vuia I (1906).
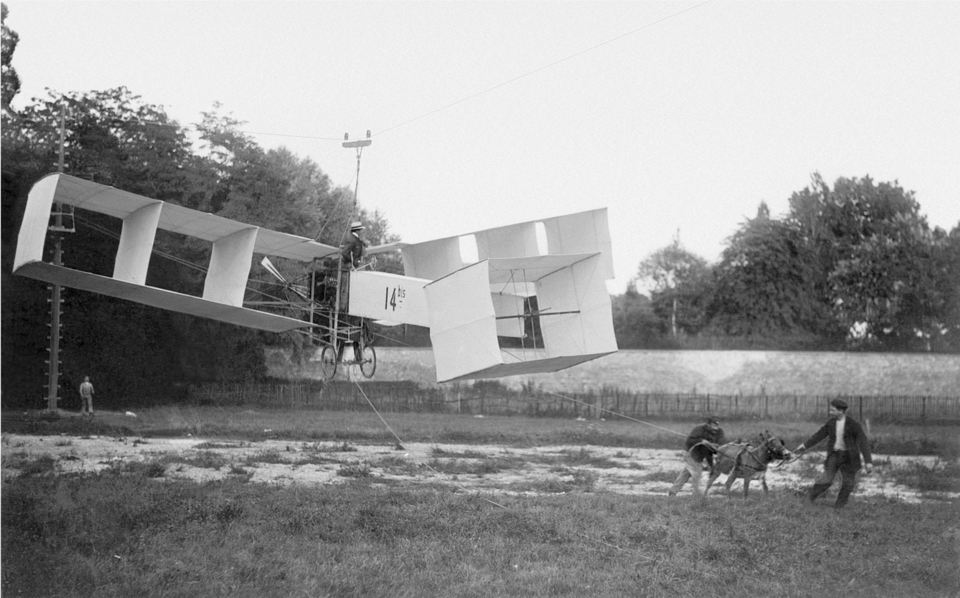
Le 14-bis d'Alberto Santos-Dumont (1906).
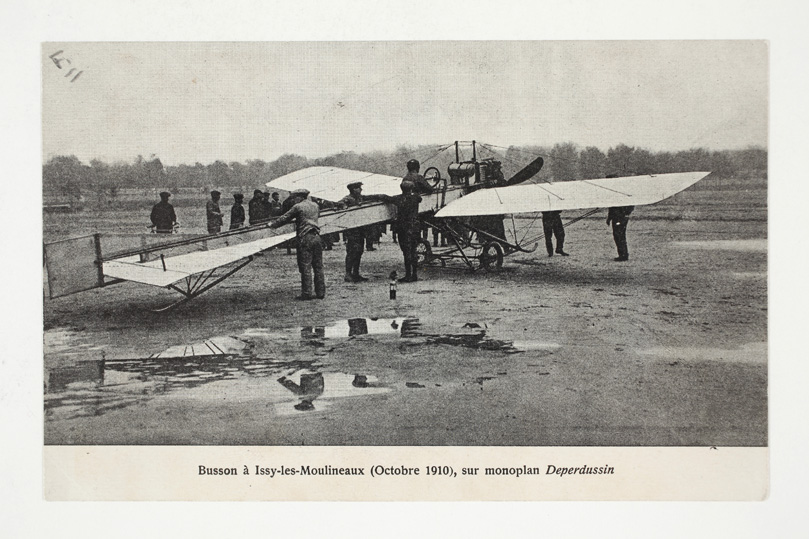
Monoplan Armand Deperdussin (1910).

Le Brésilien Alberto Santos-Dumont vola à Bagatelle le 23 octobre 1906 sur soixante mètres à une altitude de deux à trois mètres. Grâce à ce vol à bord du 14-bis, il remporta devant un large public le prix Archdeacon décerné par l'Aéro-Club de France pour le vol d'un plus lourd que l'air autopropulsé (sans mécanisme de lancement). Ses détracteurs – entre autres les partisans des frères Wright – lui reprochent de ne pouvoir voler qu'en effet de sol, alors que le Wright Flyer III pouvait déjà prendre de l'altitude lorsqu'il vola sur 39,5 kilomètres le 5 octobre 1905.
Le vol public de Bagatelle le 23 octobre 1906 marque sans doute l'apparition des premiers meetings aériens, présentations durant lesquelles les pilotes exposent leur dextérité et les possibilités de leurs appareils devant un public de curieux.

### Le perfectionnement des machines (1905-1914)

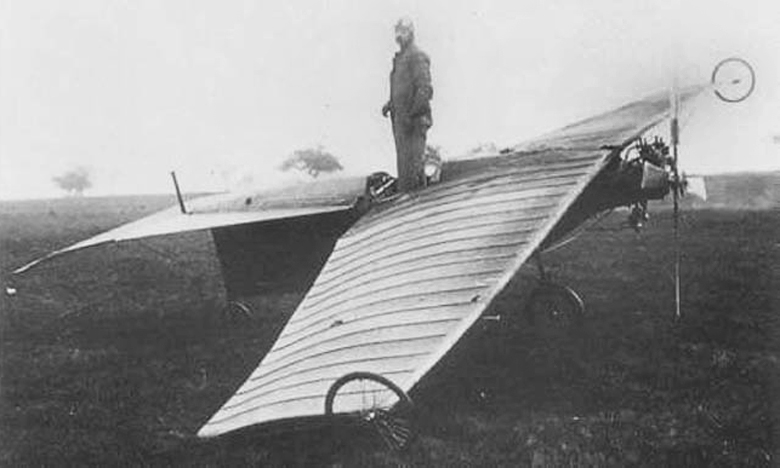
Esnault-Pelterie REP1, de Robert Esnault-Pelterie, de 1907.

En 1905, Robert Esnault-Pelterie invente l'aileron en modifiant un avion de sa construction conçu d'après le Flyer des frères Wright. En 1906, il invente le moteur en étoile. En décembre, il dépose le brevet du manche à balai. En 1907, il est le premier à faire voler un avion monoplan à structure métallique, le Esnault-Pelterie REP1 dont il a assuré entièrement la conception et l'assemblage, y compris ceux du moteur.

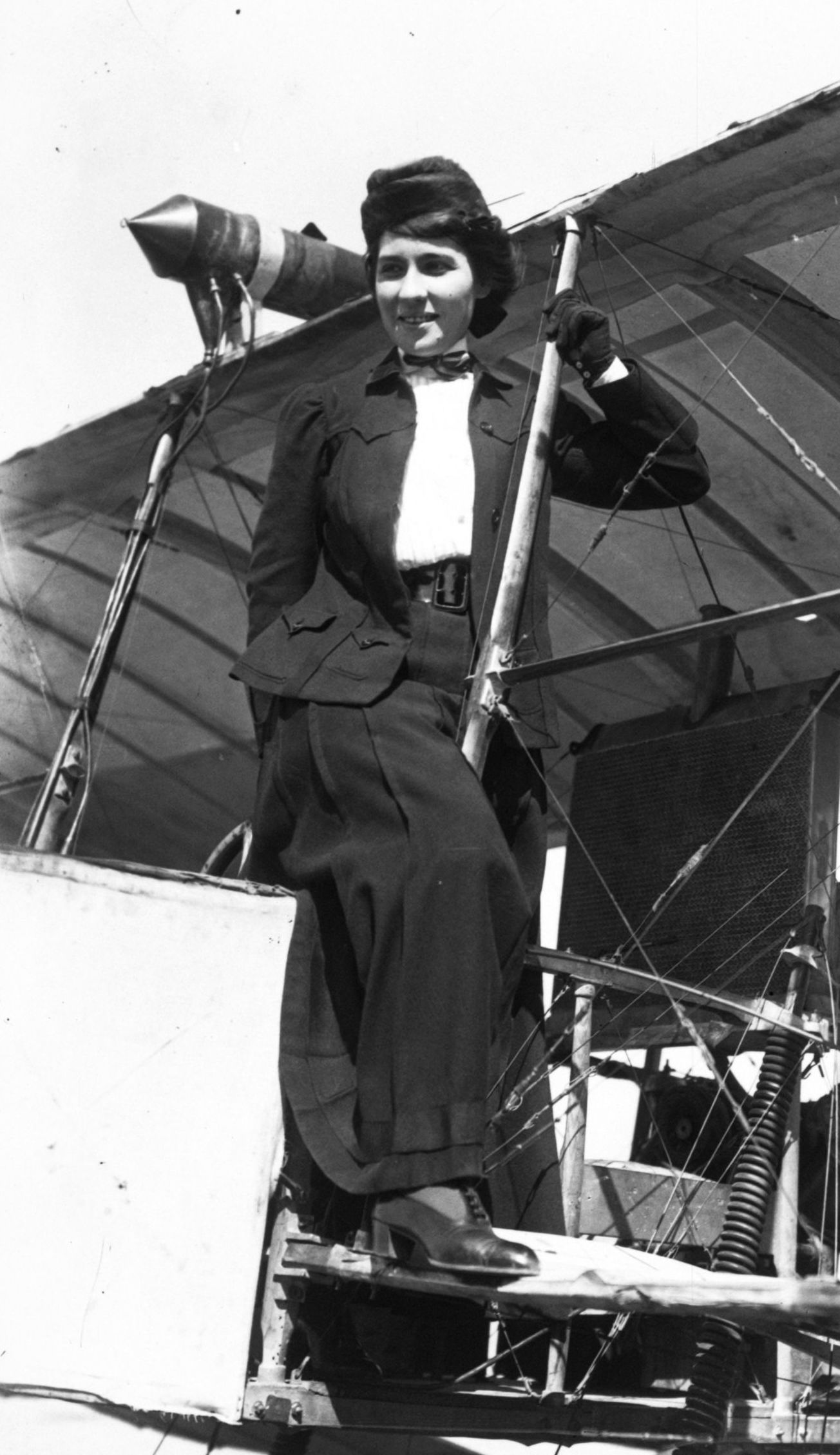
Thérèse Peltier, première femme pilote de 1908

Entraînée au pilotage par Léon Delagrange sur son biplan Voisin frères, Thérèse Peltier effectue son premier vol solo en septembre 1908, devenant de ce fait la première femme pilote.
Le 30 octobre 1908, au Camp de Mourmelon décolle Henri Farman au volant de son Voisin pour la réalisation du premier vol inter-villes, il parcourt 27 km et atteint à Reims après un vol de 17 min.
Le 3 juillet 1909, au champ d'aviation de la Brayelle près de Douai, durant l'un des premiers meetings aériens Louis Blériot avec son monoplan vole 47 km en 1 h 7 ; et Louis Paulhan avec son biplan, bat le record de hauteur avec 150 mètres.

Première traversée historique de la Manche, par Louis Blériot sur son, du 25 juillet 1909

Le 25 juillet 1909, Louis Blériot traverse la Manche aux commandes de son Blériot XI. L'évènement a un retentissement international historique. Le Daily Mail, organisateur du concours, titre : « L'Angleterre n'est plus une île ».
Du 22 au 29 août 1909, est organisé le premier meeting aérien international : la prestigieuse « Grande Semaine d'aviation de la Champagne » de Reims – sur la commune de Bétheny, à l'emplacement de l'ancienne base aérienne 112 Reims-Champagne – à laquelle participent tous les pilotes pionniers les plus célèbres de l'époque, dont Louis Blériot, Henri Farman, René Moineau, Louis Paulhan, Hubert Latham, Glenn Curtiss, Roger Sommer… Près d'un million de spectateurs y assistent.
En 1909, est établie à Pau la première école d'aviation organisée au monde[réf. souhaitée]par les frères Wright, école suivie peu après par celle créée par Louis Blériot qu'il peut ouvrir grâce à sa traversée réussie de la Manche et dont il confia la direction à Henri Sallenave. Robert Savary ouvre la sienne à Chartres en mai 1910.
En 1909, le 23 mai, Port-Aviation présente un aérodrome complet doté de toutes les installations et infrastructures nécessaires aux activités aériennes.

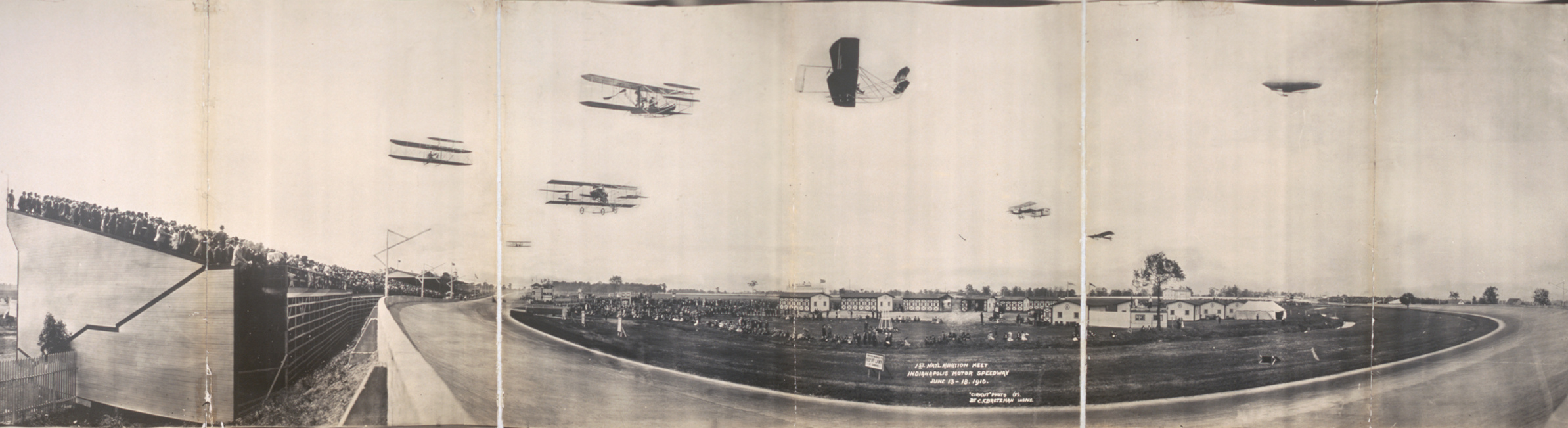
Meeting aérien de l'Indianapolis Motor Speedway d'Indianapolis, en 1910.

Le 8 mars 1910, Élisa Deroche (1882-1919) devient la première femme brevetée au monde, avec le brevet de pilote no 36 décerné par l'Aéro-Club de France. Quelques mois plus tard, la Britannique Lilian Bland devient la première femme à concevoir et construire un avion.

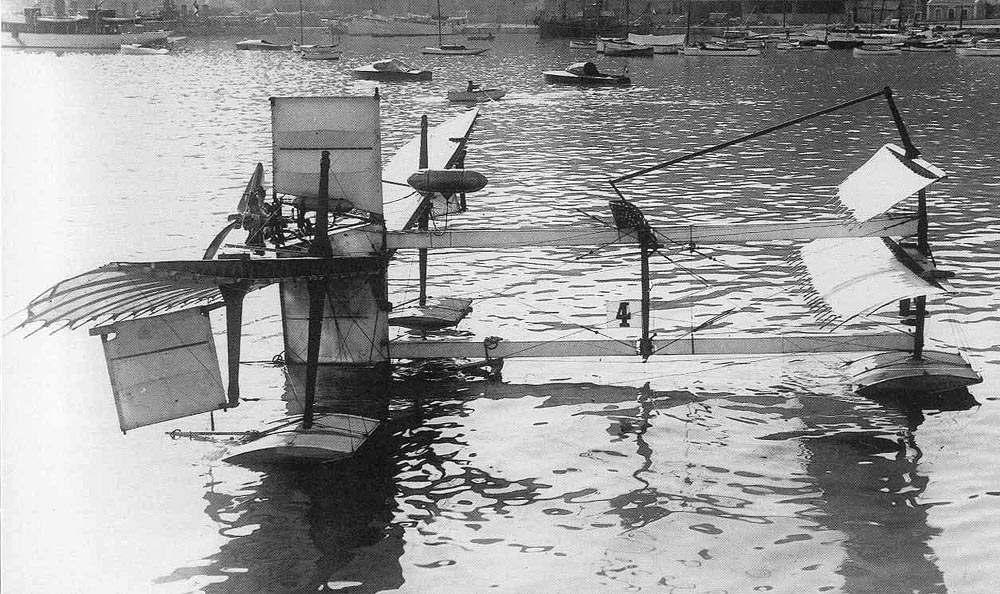
L'hydravion Canard d'Henri Fabre, premier hydravion de 1910

Le premier vol autonome d'un hydravion est réalisé par Henri Fabre qui décolle le 28 mars 1910 de l'étang de Berre, à Martigues en Provence, avec son hydro-aéroplane « Canard ». L'exploit est constaté par huissier.
En Suisse, le premier avion décolle à Avenches le 10 mai 1910. Le monoplan, construit localement par René Grandjean, est piloté par Ernest Failloubaz.

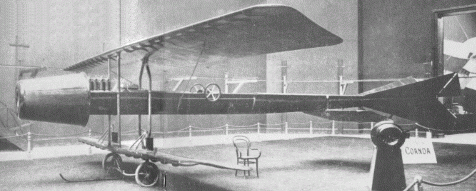
Coandă-1910, premier vol d'avion à réaction, d'Henri Coandă, au 2e Salon international de l'aéronautique et de l'espace de Paris-Le Bourget de 1910.

Le Coandă-1910 (en), premier vol autonome d'avion à réaction, conçu et piloté par l'ingénieur roumain Henri Coandă, et construit dans l'atelier de carrosserie de Joachim Caproni, a lieu en octobre 1910, au 2e salon international de l'aéronautique et de l'espace de Paris-Le Bourget : l'air est aspiré à l'avant par un compresseur, puis dirigé vers une chambre de combustion (une de chaque côté, à l'avant de l'appareil) qui fournit la poussée. Le compresseur est mis en mouvement par un moteur à piston classique et non par une turbine comme dans les réacteurs modernes.

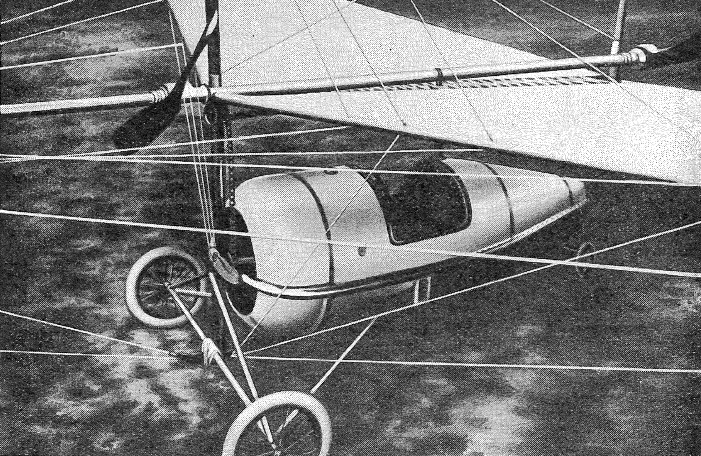
A Vlaicu III à carlingue métallique d'Aurel Vlaicu (1912)

En 1911, le pilote Robert Grandseigne effectue le premier vol de nuit au-dessus de Paris.
En 1912, Aurel Vlaicu vole à mille mètres avec le premier avion à carlingue métallique, le A Vlaicu III (en).
En 1913, Adolphe Pégoud effectue les premiers loopings.

### Le premier vol commercial
Les premiers vols sont le fait d'aventuriers, de sportifs et aussi, considérant le coût, le terrain de jeu de quelques riches individus. Les avions étaient petits et peu de gens leur imaginaient un avenir commercial. Pourtant, dès 1914, un entrepreneur américain P.E. Fansler ouvre la première ligne aérienne régulière en Floride, entre St. Petersburg et Tampa, en utilisant un hydravion Benoist type XIV de 75 ch d'une capacité d'un passager. La compagnie fonctionne pendant quatre mois et transporte 1 205 passagers avant de cesser ses opérations. La Poste est, elle aussi, intéressée par le transport de courrier de poste aérienne par avion postal ; la Première Guerre mondiale interrompt les projets qui ne reprendront qu'en 1918. Le 8 février 1919, Lucien Bossoutrot réalise le premier vol commercial entre Paris et Londres, depuis l'aéroport de Toussus-le-Noble, sur un Farman F.60 Goliath. Le 10, Georges Boulard ouvre la première ligne commerciale aérienne régulière à l'international, de capitale à capitale entre Paris et Bruxelles.

## Aviation durant la Première Guerre mondiale

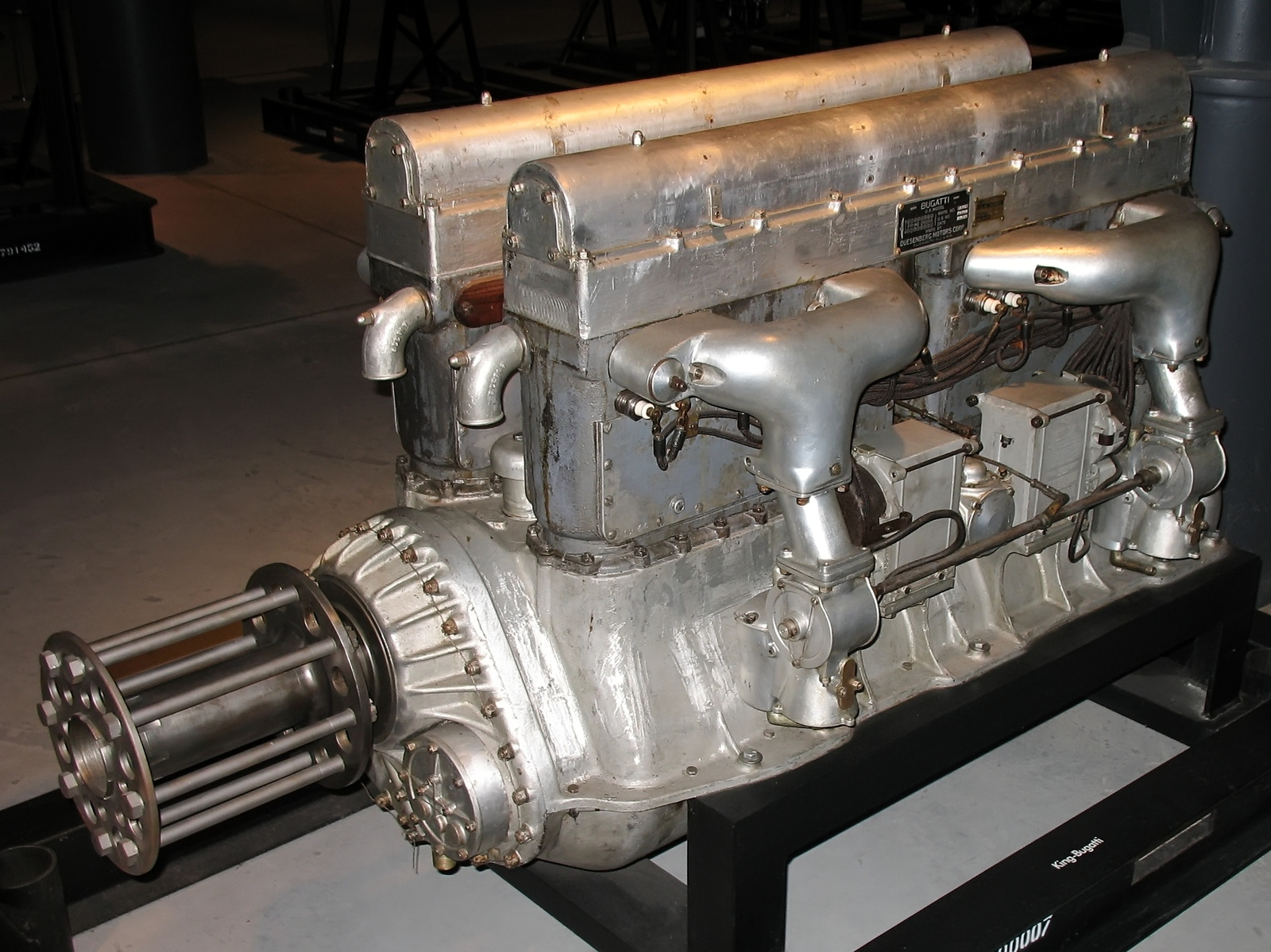
Moteur d'avion alliés King-Bugatti U-16 d'Ettore Bugatti, de l'Armée de l'air française, et de l'US Air Force (1916) de 16 cylindres en U (2 x 8 cylindres en ligne) de 410 ch (et variantes démultipliées, couplés par 2 ou par 3 en H de 1000 ch).

Dans les années qui précèdent la Première Guerre mondiale, les tensions grandissantes en Europe incitent les gouvernements à s'intéresser à l'aviation en tant qu'arme de guerre d'où l'organisation par la France du fameux concours d'aéroplanes militaires de Reims (octobre et novembre 1911), premier concours de ce type de l'histoire mondiale de l'aviation. Les différents constructeurs français et britanniques notamment, se livrent à une course contre la montre pour tenter d'obtenir des commandes à l'export.
Léopold Trescartes, titulaire du brevet civil de l'Aéroclub de France no 842 délivré le 16 avril 1912, effectue le 7 septembre 1912 le premier vol au-dessus de Porto (Portugal) à bord d'un biplan de type MF-4 fabriqué par Maurice Farman. Cet avion, officiellement acheté par un journal de Porto et dont les exhibitions servent, pour le grand public, à financer la construction d'une crèche, est en réalité un modèle destiné à convaincre le gouvernement portugais d'acheter des avions français dans le cadre de la création d'une force aérienne. Après de nombreuses démonstrations, en présence notamment du ministre de la guerre portugais, le choix des autorités portugaises se portera finalement sur un appareil britannique de marque Avro, type Avro 500. Le MF-4 de démonstration est ultérieurement offert au gouvernement portugais et utilisé par le bataillon Aerosteiros puis à l'école militaire d'aéronautique de Vila Nova da Rainha.
Avions et pilotes pionniers (volontaires détachés d'autres unités qui gardaient leur uniforme d'origine, recrutés surtout dans la cavalerie) sont réquisitionnés pour des missions de reconnaissance. Cibles des deux camps au sol, ils sont décimés. Les grandes nations se dotent très vite d'une aviation militaire où les avions se spécialisent : reconnaissance, chasse, bombardement.
Une course aux records est engagée pour prendre l'avantage sur l'ennemi, l'armement étant amélioré avec l'apparition des premières mitrailleuses synchronisées. Le parachute fait son apparition, seulement utilisé par les pilotes de dirigeables, les avions volant trop bas pour qu'il soit efficace. Au sol, chaque pays construit des aérodromes, et l'avion est fabriqué en série.

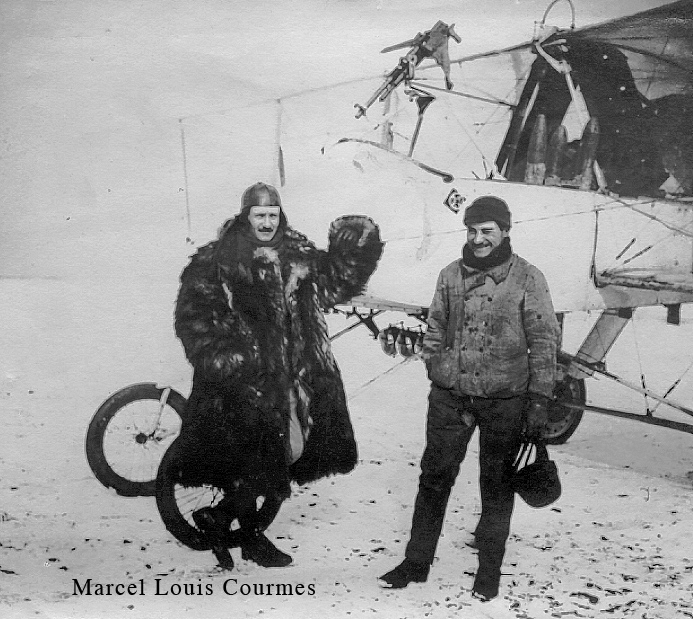
Marcel Courmes, officier français et pilote, 2e groupe de bombardement, août 1915.

Le 5 octobre 1914, tout près de Reims, se déroule au-dessus du point de jonction des communes de Jonchery-sur-Vesle, de Prouilly et de Muizon, le premier combat aérien de l'histoire mondiale de l'aviation militaire, avec un avion abattu. Le combat est remporté par le pilote Joseph Frantz et par le mécanicien Louis Quenault de l'escadrille V 24 avec un Voisin III, contre le sergent Wilhelm Schlichting (pilote) et l'oberleutnant Fritz von Zagen (observateur) dans un Aviatik allemand. À la suite, les duels aériens se multiplient. Si les premiers combats sont très rares et dangereux (les fusils embarqués nécessitent une dextérité extrême), le développement des mitrailleuses synchronisées (remplaçant les hélices blindées pour les protéger du passage des balles, invention de l'aviateur français Roland Garros) améliore l'efficacité des combats, notamment parce que ce dispositif permet de tirer les balles d'une mitraillette à travers les hélices des avions. Contrairement à l'horreur des tranchées (boue, bombardements constants, gaz) la guerre aérienne est vue comme une guerre propre (si tant est que cela soit possible). Dans les représentations des pilotes comme des civils et de l'infanterie, qui suivent avec assiduité la guerre du ciel, l'aviation possède un côté noble, chevaleresque ; Guynemer refuse d'abattre Ernst Udet dont la mitrailleuse s'était enrayée. Il y a une grande compétition entre les « As » (pilotes accumulant des victoires), tant entre ennemis que dans un même camp.
Les grandes figures de cette époque sont les Français Guynemer et René Fonck (plus grand As français et de la guerre selon la méthode de calcul), ainsi que les Allemands Manfred von Richthofen (surnommé Le Baron Rouge), et Ernst Udet.
Le soir du 10 juin 1916 a lieu le premier combat aéronaval de l'Histoire, en Afrique équatoriale. Un hydravion de fabrication britannique de type Short 184, piloté par les lieutenants belges Behaeghe et Collignon, bombarde avec succès la canonnière allemande Graf von Götzen dans le port de Kigoma (actuelle Tanzanie) sur le lac Tanganyika à l'aide d'une de ses deux bombes de 65 livres qui l'atteint au gaillard d'arrière mettant hors d'état sa gouverne. Le navire est ainsi neutralisé ce qui brise le verrou allemand sur le lac, entre le Congo belge et l'Est Africain allemand, mis en place deux années plus tôt. Les canonniers allemands n'ont pu riposter contre cette attaque aérienne car leurs pièces d'artillerie, prévues pour des cibles côtières ou navales (au début de l'aviation), ne s'élevaient pas selon un angle suffisant pour menacer des avions (considérés par les Allemands comme inexistants en Afrique équatoriale). L'hydravion rejoignit sa base atteint par vingt balles de mitrailleuses tirées de Kigoma et un flotteur percé.
À la fin de la guerre, il y a :
- 4 500 avions français ;
- 3 500 avions britanniques ;
- 2 500 avions allemands.

Marie Marvingt invente en 1914 l'aviation sanitaire.

## L'entre-deux-guerres (1918-1939)
L'aviation doit trouver d'autres voies que l'utilisation militaire. De nombreux pilotes se tournent vers les exhibitions, l'acrobatie, les tentatives de records. Les constructeurs cherchent à trouver de nouvelles exploitations commerciales : premières lignes de passagers, transport du courrier, comme en France les usines Latécoère qui créent un service postal en direction du Sénégal, via l'Espagne et le Maroc, utilisant d'abord les anciens appareils militaires, puis les nouveaux modèles construits par l'entreprise.

### L'époque des «grandes premières»
Avant l'entre-deux-guerres :

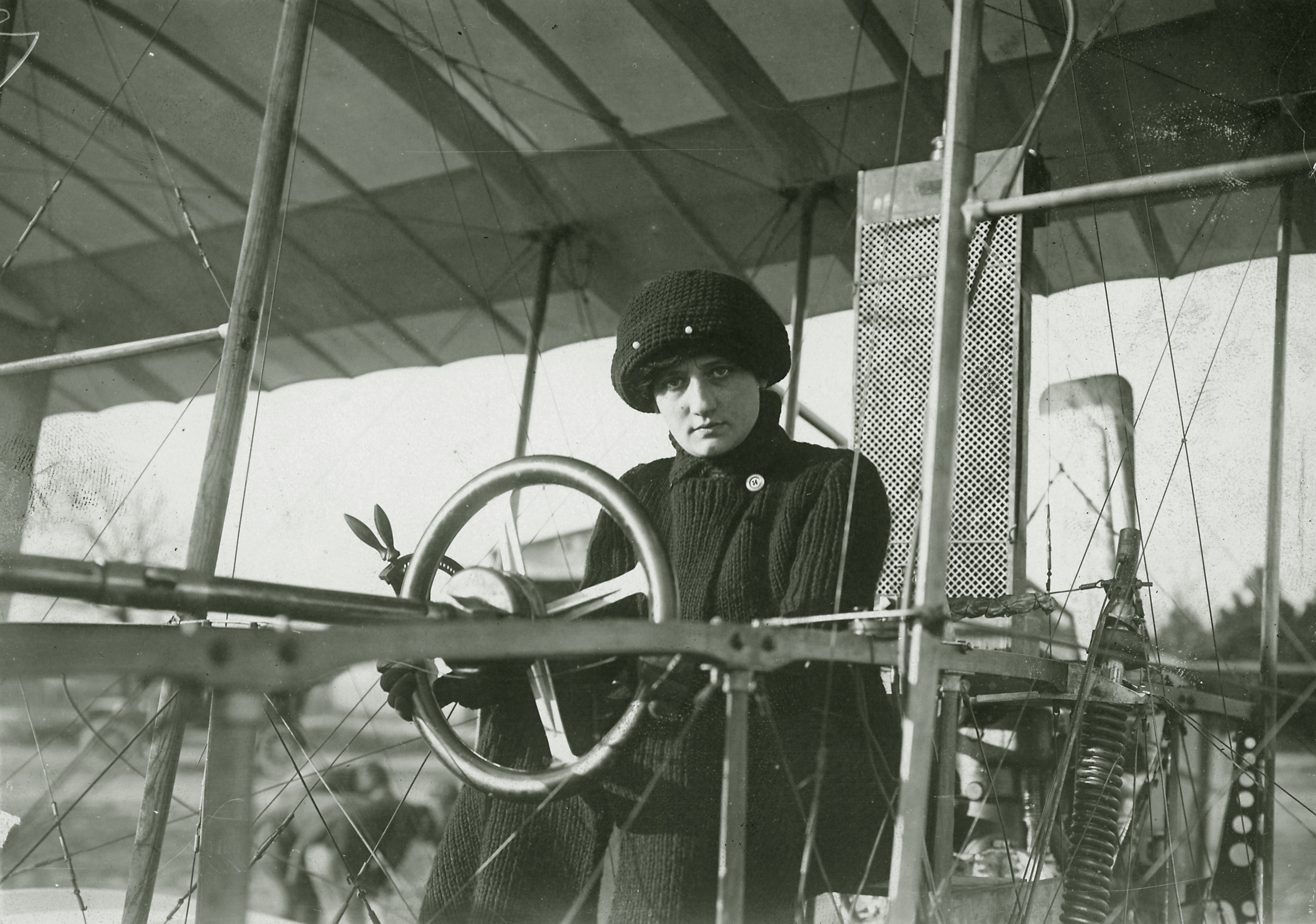
Élisa Deroche, première femme française brevetée pilote en 1910.

- Henri Farman, parcourant le 30 octobre 1908 les vingt-sept kilomètres qui séparent le petit village marnais de Bouy de la ville Reims, effectue à bord d'un aéroplane Voisin le premier voyage aérien de l'histoire de l'aviation.
- Premier vol trans-Manche : en 1909, le 25 juillet, Louis Blériot à bord de son Blériot XI traverse la Manche en 37 minutes.
- En 1910, le premier vol militaire de l'armée française est effectué par Albert Féquant et Charles Marconet. Ce vol part du Camp de Mourmelon pour atterrir à Vincennes. Il dura 2 h 30 pour un total de 160 kilomètres.
- En 1911, le 7 mars, Eugène Renaux à bord de son biplan Farman, effectue le vol Paris - Puy-de-Dôme en 5 heures et 10 minutes avec un ravitaillement près de Nevers, remportant ainsi le Prix Michelin d'aviation.
- Traversée de la Méditerranée : en 1913, le 23 septembre, Roland Garros traverse la Méditerranée en 7 heures et 53 minutes, sur un Morane-Saulnier Type H.

Durant l'entre-deux-guerres :
- Traversée du Sahara : du 3 février 1920 au 31 mars 1920, le Breguet 14 de Joseph Vuillemin relie Alger à Dakar, survolant pour la première fois le Sahara, tandis que l'autre avion, à bord duquel le général Laperrine a pris place, subit un accident après lequel le général trouve la mort.
- Vers le continent africain : le 5 février 1925, partant de Bruxelles (aérodrome de Haren), Edmond Thieffry, as de l'aviation belge de la Première Guerre mondiale, s'envole à bord d'un Handley Page (à moteurs Rolls Royce) pour relier les colonies. Le voyage dure cinquante-et-un jours (à la suite de nombreuses pannes, avaries, casses) ; finalement, le Princesse Marie-José se pose magistralement à Léopoldville (actuel Kinshasa au Congo) après plus de 75 heures et 21 minutes de vol effectif, ayant traversé sur plus de 3 500 km des zones jamais survolées jusqu'alors.
- Amélia Earhart est la première femme à traverser l'océan Atlantique en solitaire (20-21 mai 1932)[25] et première personne à le traverser deux fois (1932)

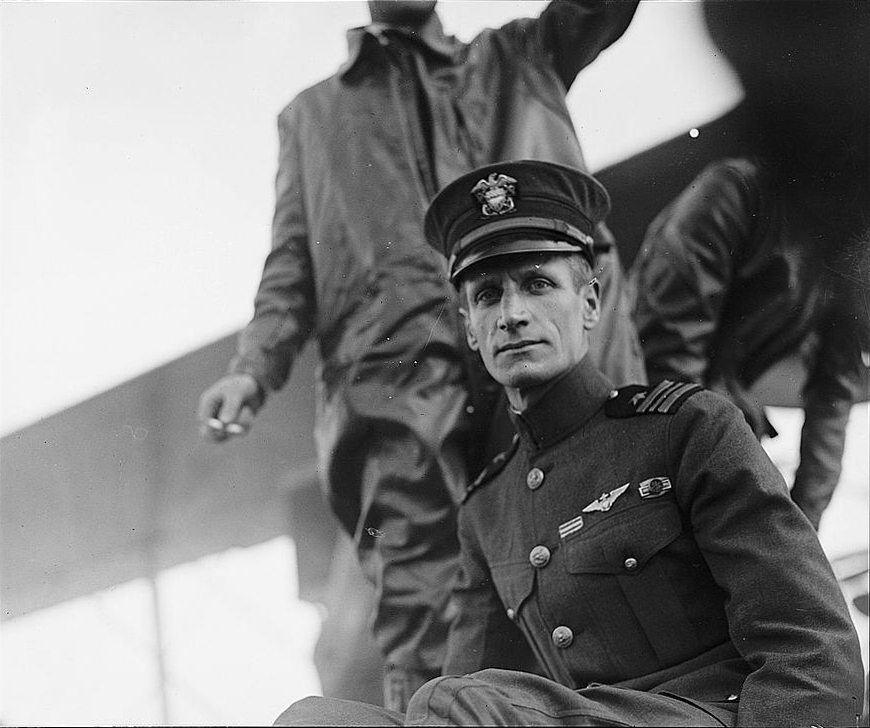
Première traversée de l'Atlantique en avion, avec escale, d'Albert Cushing Read, en mai 1919.
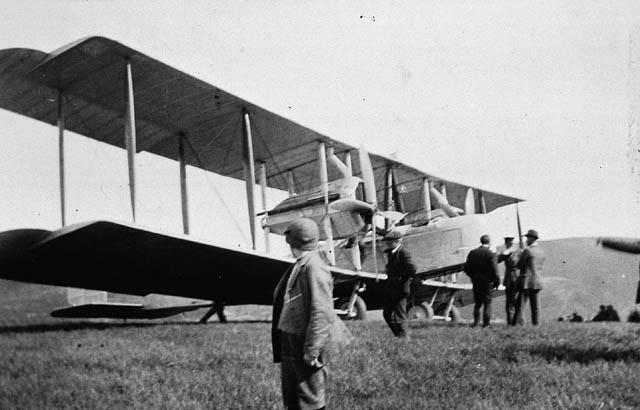
Première traversée de l'Atlantique sans escale, d'Alcock et Brown en juin 1919
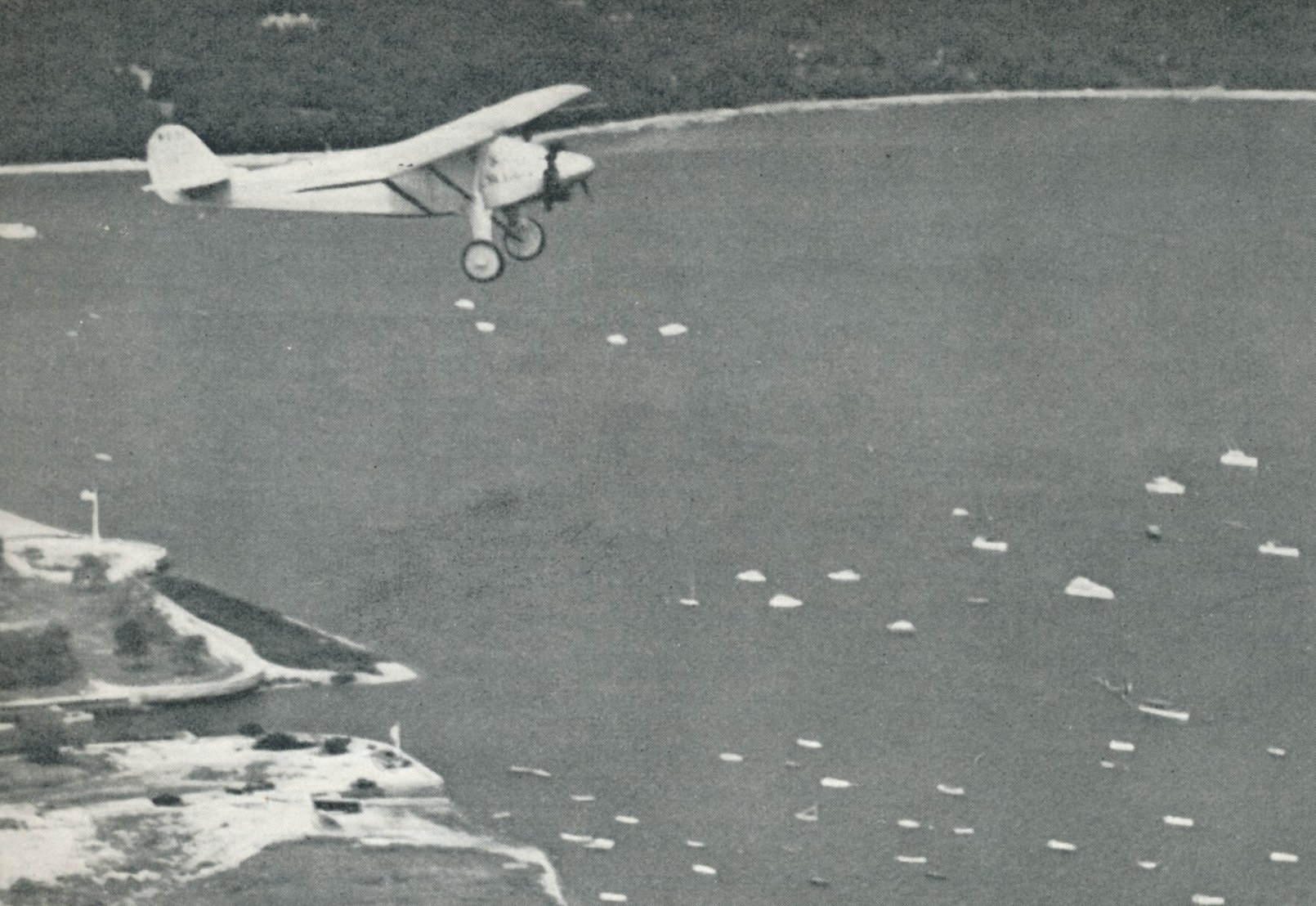
Première traversée New York Paris, par le Spirit of St. Louis de Charles Lindbergh, du 21 mai 1927
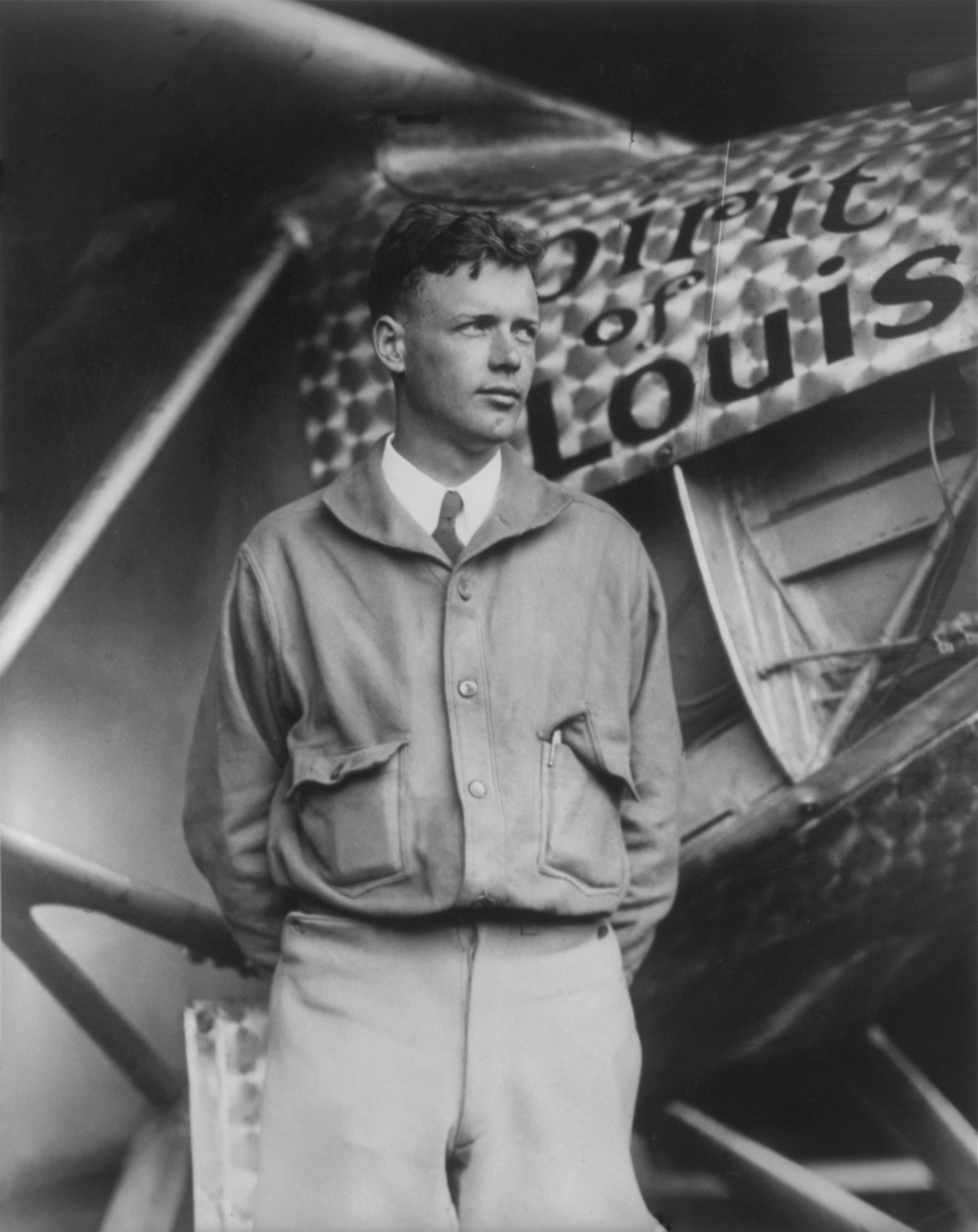
Charles Lindbergh
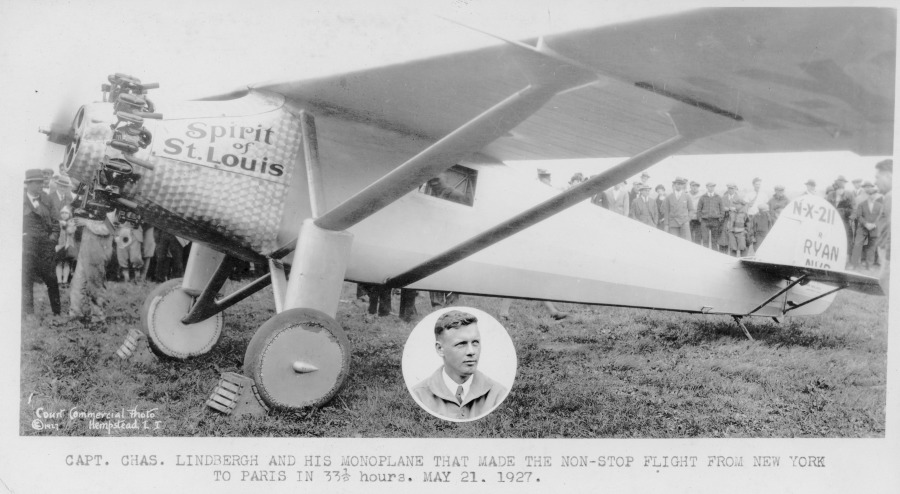
Spirit of St. Louis de Charles Lindbergh
Amélia Earhart

- Traversées de l'Atlantique Nord :
  - avec escales (par les Açores et Lisbonne), de Long Island à Plymouth en mai 1919, par Albert Cushing Read ;
  - sans escale, en juin 1919, vol transatlantique d'Alcock et Brown décollent de Terre-Neuve et traversent, l'océan d'ouest en est, et se posent en Irlande ;Airliner Number 4, projet visionnaire de plus gros avion de ligne aile volante hydravion à flotteurs transatlantique géant du monde, des années 1930, avec deux paquebots à titre de flotteurs, propulsé par 20 moteurs à hélice de 38 000 ch.

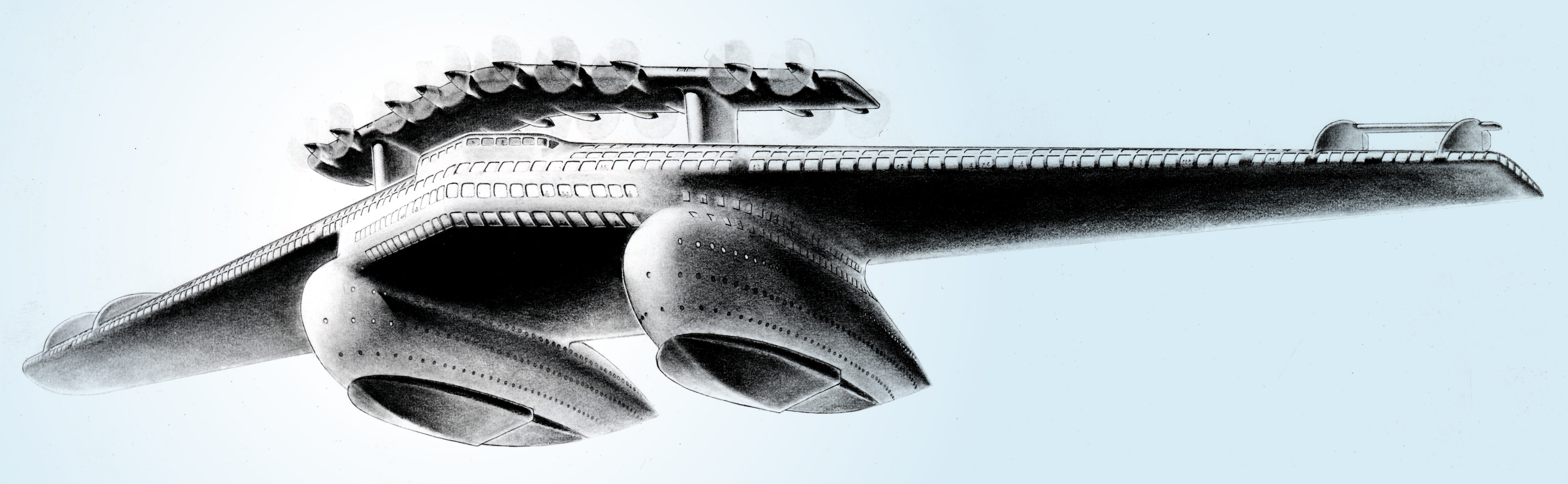
Airliner Number 4, projet visionnaire de plus gros avion de ligne aile volante hydravion à flotteurs transatlantique géant du monde, des années 1930, avec deux paquebots à titre de flotteurs, propulsé par 20 moteurs à hélice de 38000 ch.

  - en solitaire et sans escale, le 21 mai 1927, Charles Lindbergh réussit à traverser l'Atlantique, de New York au Bourget. L'exploit ultra médiatisé du monoplan Spirit of St. Louis, est réalisé en 32 heures, 15 jours après la disparition de Charles Nungesser et François Coli à bord de l'Oiseau blanc, lors de leur même tentative de traversée entre Paris et New-York ;
  - d'Irlande au Québec, Hermann Köhl, James Fitzmaurice (en) et Ehrenfried Günther von Hünefeld, le 13 avril 1928 ;
  - de Paris à New York : Dieudonné Costes et Maurice Bellonte sur le Breguet 19 Point d'Interrogation, les 1er et 2 septembre 1930.

- Traversées de l'Atlantique Sud :
  - Gago Coutinho et Sacadura Cabral, en 1922, sont les premiers à avoir traversé l'Atlantique Sud ;
  - Ramón Franco en 1926 avec un hydravion Dornier Wal ;
  - première traversée de Jean Mermoz pour le compte de l'Aéropostale, le 12 mai 1930.
- Traversée de l'Atlantique en dirigeable : par le zeppelin LZ 129 Hindenburg, le 6 mai 1936.

### Développement de l'aviation civile commerciale

#### En France

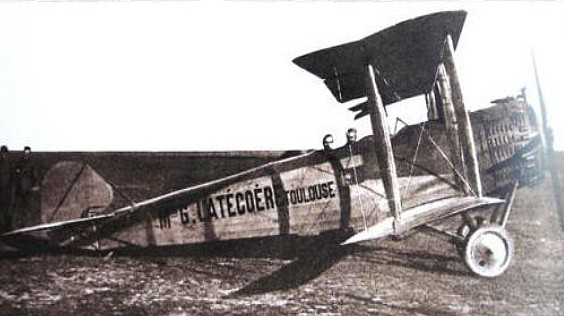
Salmson 2 de la Lignes Aériennes Latécoère (1918).

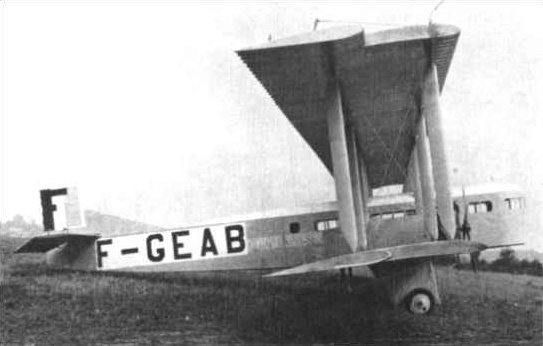
Le Farman goliath, un des plus anciens avions de ligne, fut d'abord utilisé comme bombardier

En 1918, Pierre-Georges Latécoère fonde la Société des lignes Latécoère (future Compagnie générale aéropostale).
En février 1919, Louis Charles Breguet fonde la Compagnie des messageries aériennes, avec Louis Blériot, Louis Renault et René Caudron. La première voie commerciale est inaugurée le 10 février 1919, par l'aviateur Georges Boulard, aux commandes d'un biplan Caudron C.23 bimoteurs, au décollage de l'aérodrome de Villacoublay à 10 h 55, pour rejoindre finalement Bruxelles à 13 h 30, avec pour escorte l'aviateur Pierre Chanteloup et l'ingénieur de chez Caudron, M. Deville, aux commandes d'un Caudron C.21. Le 19 septembre de la même année un service de transport international de voyageurs entre Paris et Londres a été lancé, en utilisant également des Breguet 14.
La Compagnie des grands express aériens est une compagnie aérienne française fondée le 20 mars 1919 et qui a fusionné avec la Compagnie des messageries aériennes pour former Air Union le 1er janvier 1923.
Le 7 avril 1922, se produit la première collision d'un avion de ligne en vol : un Farman F.60 Goliath de la Compagnie des grands express aériens, partant du Bourget en direction de Croydon près de Londres alors qu'il vole dans le brouillard, entre en collision avec un de Havilland DH.18 de la Daimler Airway (en), qui faisait le même voyage en sens inverse. Sept personnes sont tuées dans le Farman F.60, dont trois passagers.

#### États-Unis d'Amérique
Dès la fin de la guerre le transport du courrier par voie aérienne se développe. La Poste inaugure un service entre New-York, sur la côte Est, et San-Francisco, sur la côte Ouest. La route, longue de 4 320 km, nécessite treize arrêts intermédiaires. Elle devient la première route aérienne balisée par la construction d'une série de phares disposés tous les 15 km. La Poste et cette route seront à l'origine de la création en 1926 d'un département « Aéronautique » rattaché au Ministère du Commerce, l'ancêtre de la FAA, qui se préoccupe de la sécurité aérienne en prenant en charge le contrôle du trafic aérien, l'attribution des licences aux pilotes et aux mécaniciens et la certification des appareils.

#### Dans le monde
En 1919 est fondée la KLM, la plus vieille compagnie au monde encore existante. Est aussi fondée en 1919 la compagnie colombienne Avianca et, en 1920, la Qantas.

### Préparation à la guerre
Dans les années précédant la Seconde Guerre mondiale, les recherches militaires s'intensifient et de nouvelles inventions révolutionnaires sont ébauchées, telles la turbine (au Royaume-Uni et surtout en Allemagne), la fusée (en Allemagne) ou le radar (au Royaume-Uni). La guerre d'Espagne sert de terrain d'expérimentation aux forces naissantes de la Luftwaffe. Un épisode connu de cette guerre est le bombardement de la ville de Guernica par les avions de la légion Condor, massacre figé par l'œuvre Guernica de Pablo Picasso.

Quelques avions de chasse de la Seconde Guerre mondiale
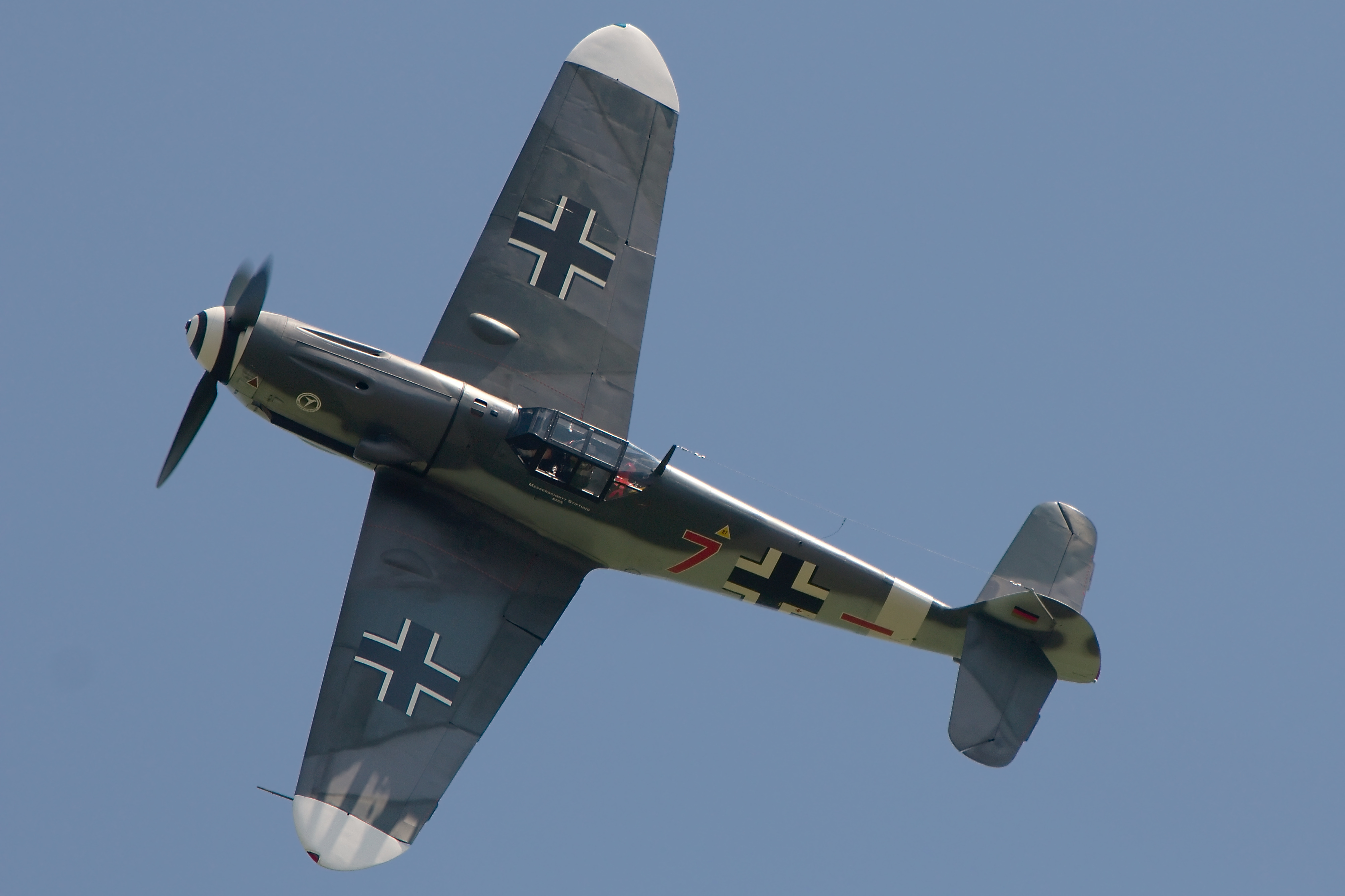
Messerschmitt Bf 109 allemand.
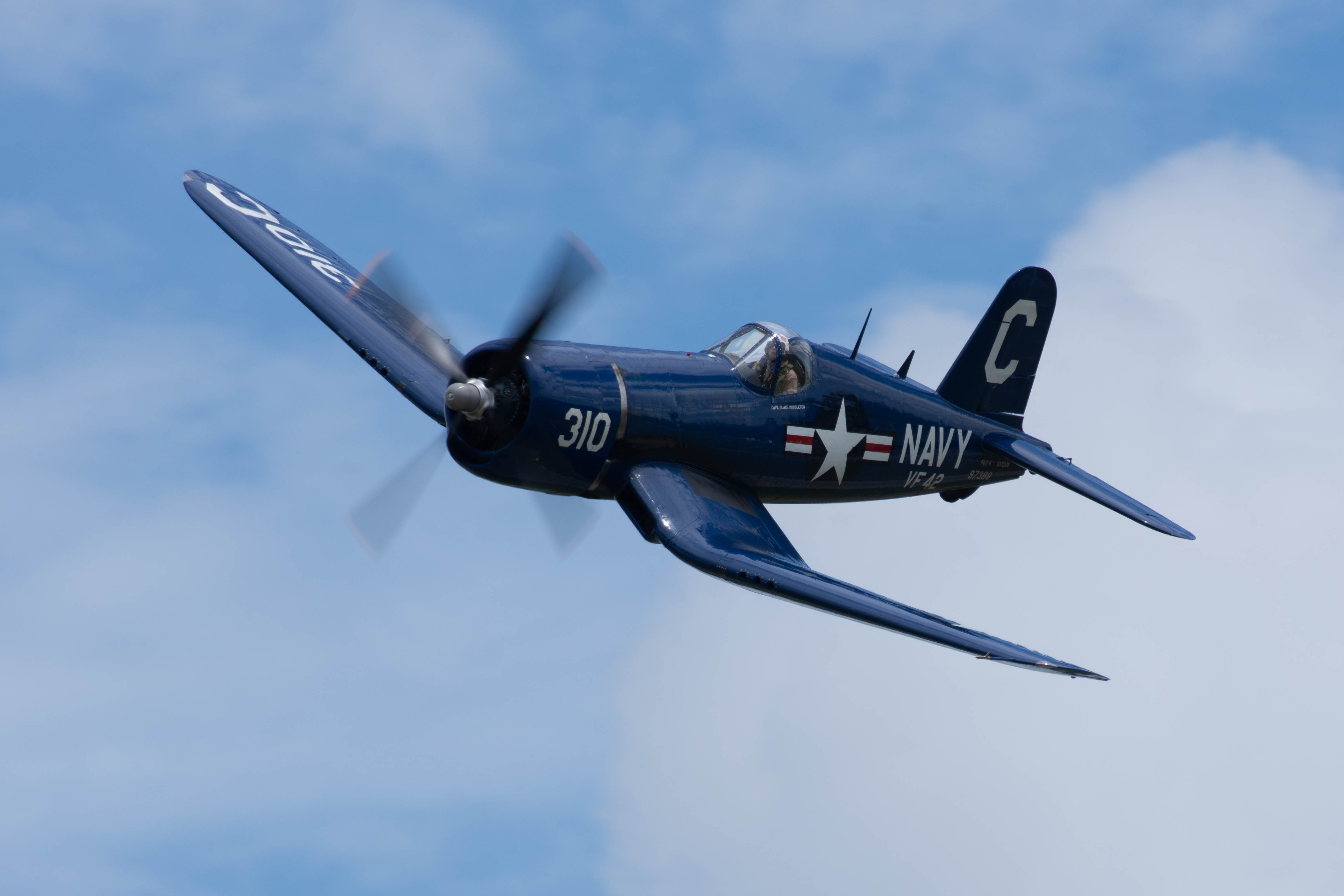
Chance Vought F4U Corsair américain.
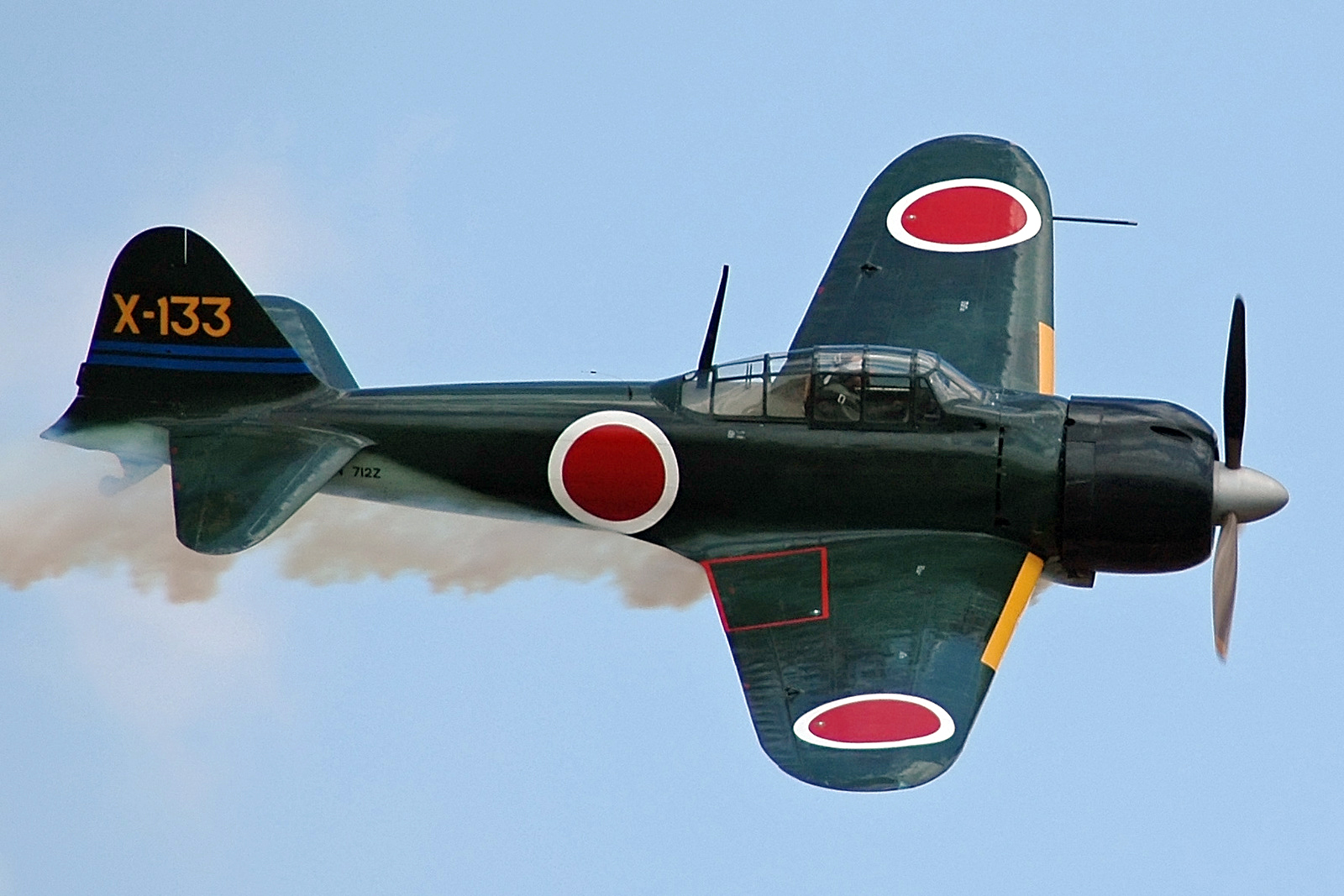
Mitsubishi A6M « Zero » japonais.
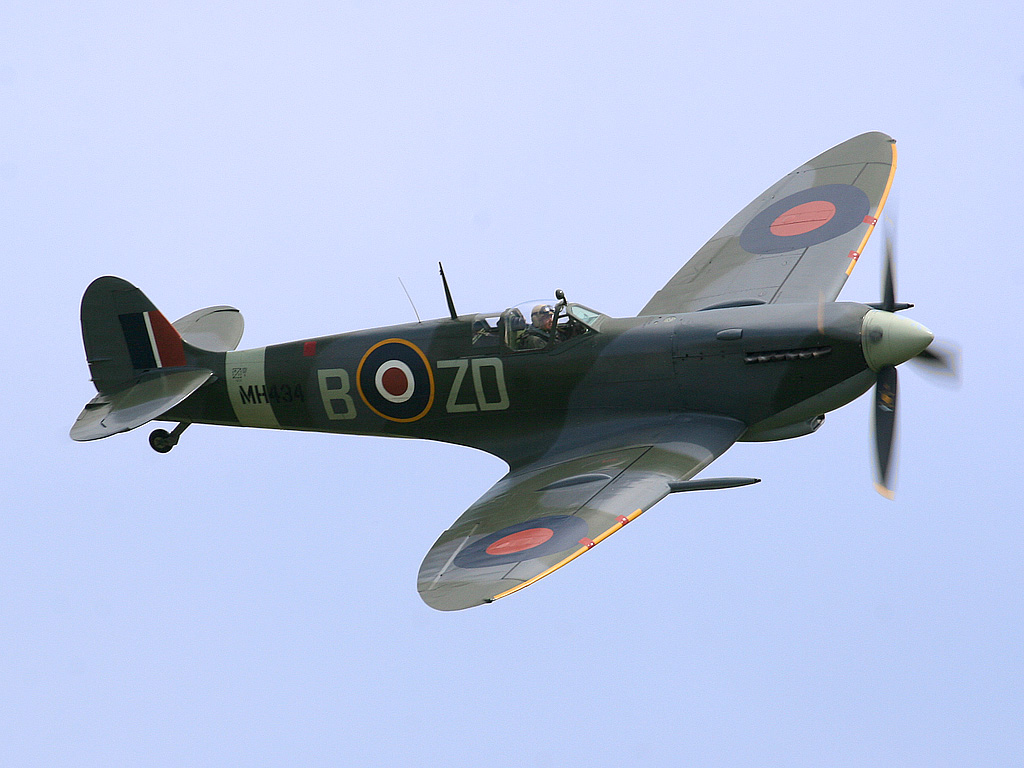
Supermarine Spitfire anglais.
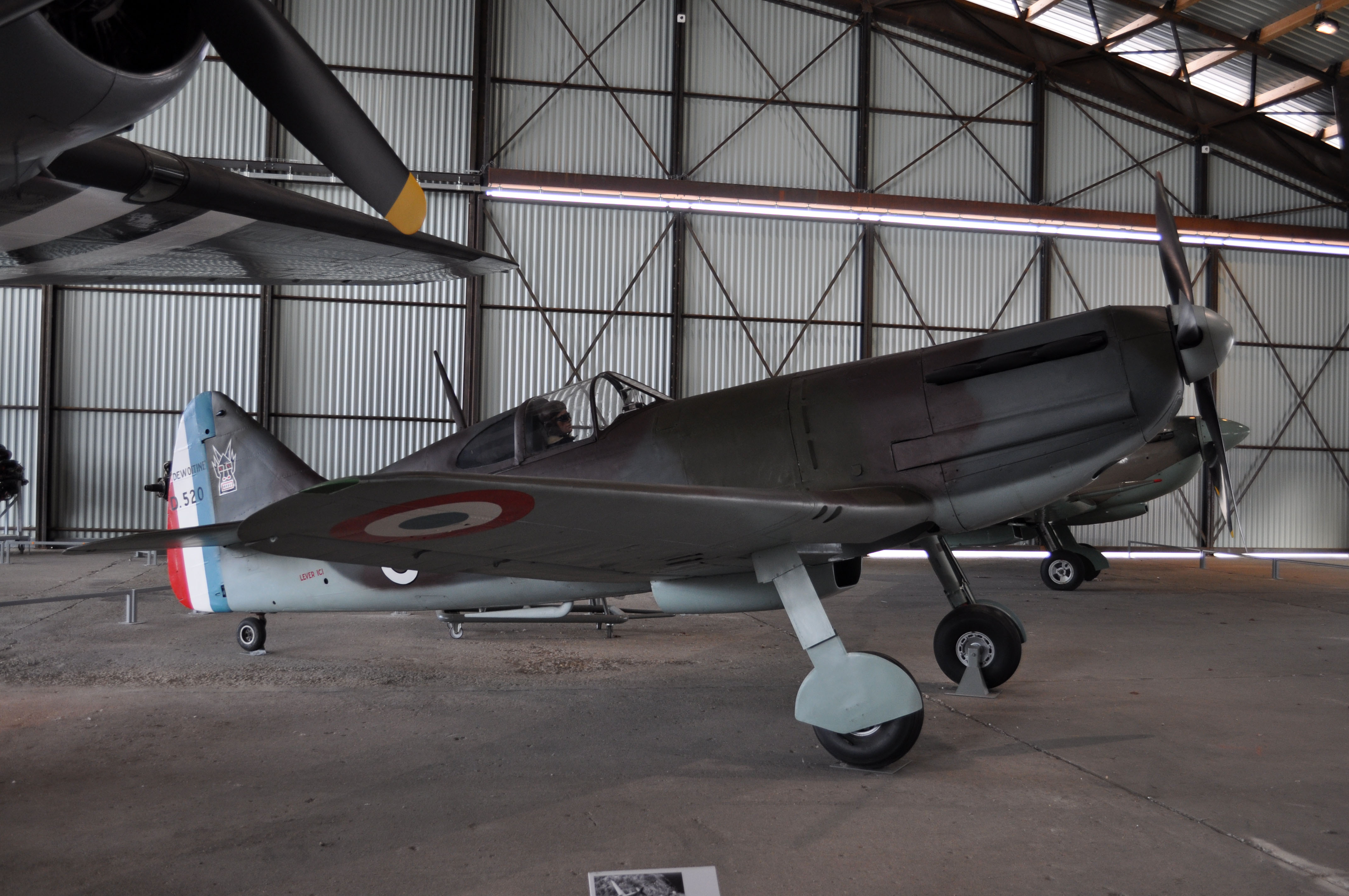
Dewoitine D.520 Hispano-Suiza français.

Seul un bombardier lourd manque à la panoplie de la Luftwaffe, qui possède le meilleur chasseur du moment : le Messerschmitt Bf 109[réf. nécessaire].
Le Japon, quant à lui, aligne à partir de 1939 ses célèbres Mitsubishi A6M « Zero », aux performances remarquables, qui domineront les combats de la guerre du Pacifique pendant la première moitié de la guerre. Elle utilise son aviation embarquée pour détruire la flotte américaine basée à Pearl Harbor (attaque de Pearl Harbor du 7 décembre 1941), ce qui déclenche l'entrée en guerre des États-Unis, et de ses North American P-51 Mustang ou Chance Vought F4U Corsair .
En Allemagne, en 1938, l'hélicoptère Focke-Wulf Fw 61 du Pr Henrich Focke, piloté par l'aviatrice Hanna Reitsch, évolue à l'intérieur de la Deutschlandhalle (palais des fêtes) de Berlin. Dans cet appareil doté d’un poste de pilotage ouvert, la motorisation consistait en un moteur 160 ch en étoile à sept cylindres Bramo 314 E non caréné, fixé dans la pointe avant du fuselage entraînant deux rotors tripales contrarotatifs disposés à l’extrémité de poutres latérales en tubes d’acier soudés, disposés symétriquement par rapport à l’axe longitudinal. L'arrière de l'appareil conservait une dérive classique au-dessus de laquelle était fixé un plan horizontal en T faisant office de gouverne de profondeur. À l’avant, une petite hélice sert uniquement au refroidissement du moteur et non pas à la propulsion. Construit en secret, cet appareil a été connu par ses records : montée à 2 439 mètres, vitesse dépassant 120 km/h, 230 km en ligne droite, vol vers l'arrière à 30 km/h, descente en Autorotation sous le seul freinage des hélices sustentatrices débrayées.
Le Royaume-Uni possède des Hawker Hurricane lents et bien armés, puis des Supermarine Spitfire plus rapides, capables de résister aux Messerschmitt Bf 109. Il peut compter sur ses radars côtiers et sur sa situation naturelle d'île, à distance respectable du continent.
Quant à la France, son plus remarquable chasseur[réf. nécessaire] est sans nul doute le Dewoitine D.520 à moteur V12 Hispano-Suiza.

## Les débuts de l'aviation à réaction
Le premier essai d'un monoplan à réacteur, conçu et piloté par Henri Coandă, eut lieu en octobre 1910, au Bourget, en France. Il reste sans lendemain et, après trois décennies, de nouveaux moteurs à réactions furent mis au point indépendamment par deux autres ingénieurs : l'anglais Frank Whittle et l'allemand Hans von Ohain.

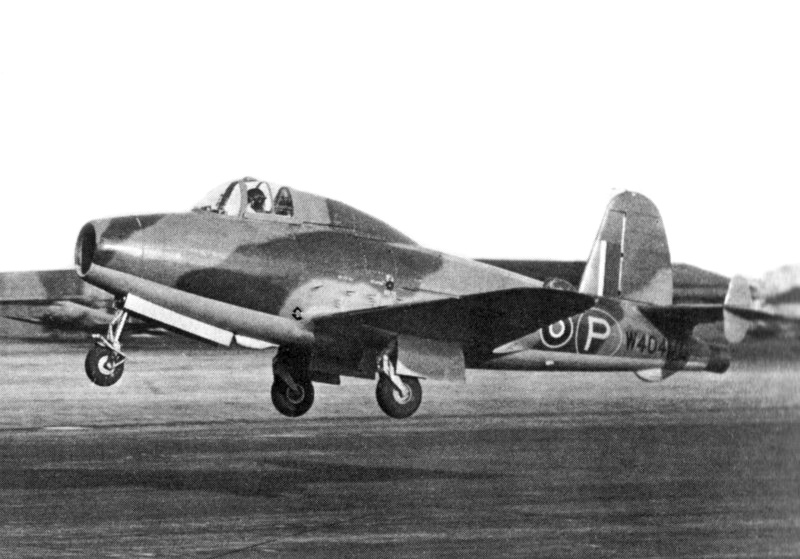
Gloster E.28/39 (1941) premier prototype d'avion à réaction anglais.
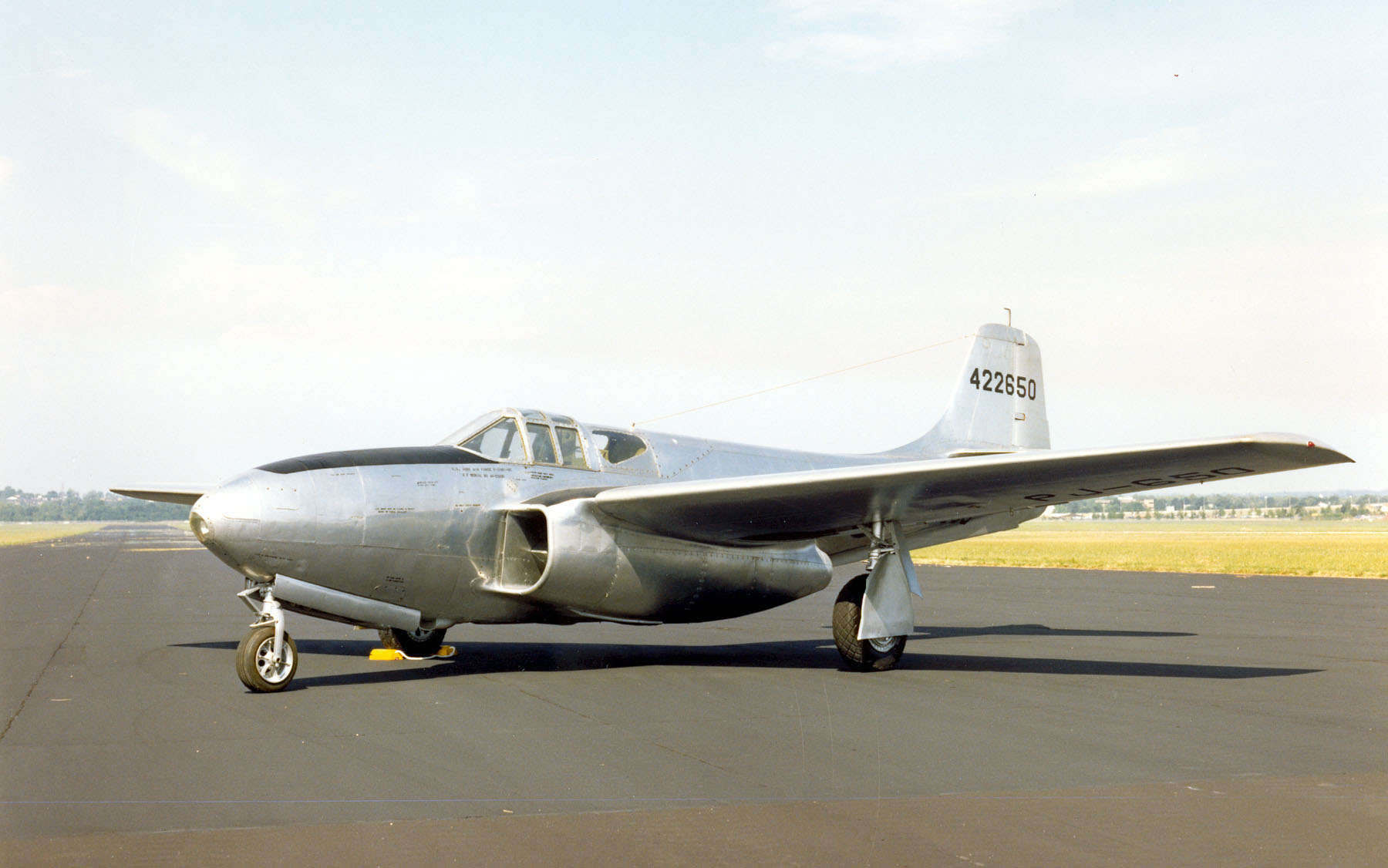
Bell P-59 Airacomet (1942)
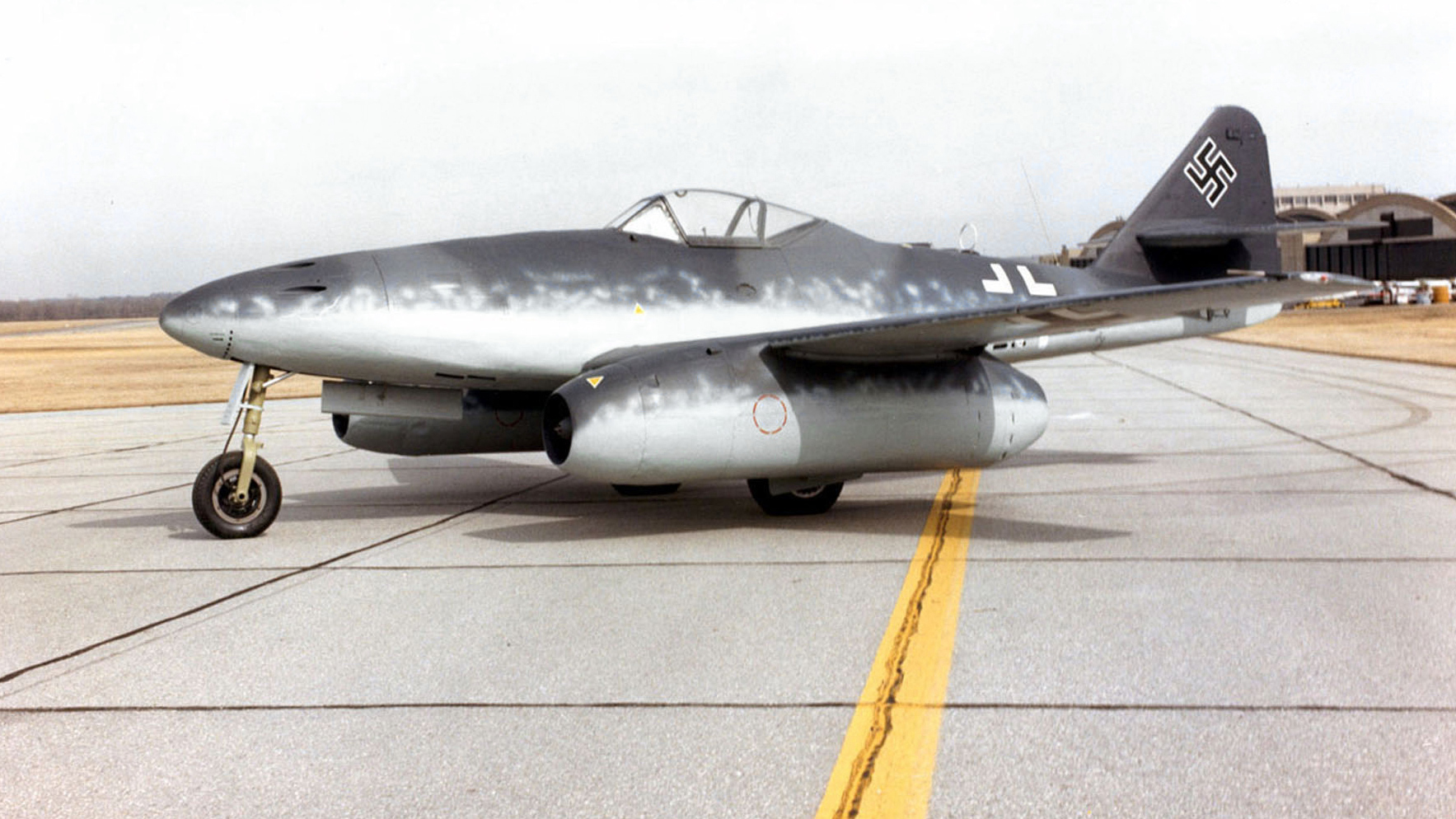
Messerschmitt Me 262 (1944) premier avion de chasse à moteur à réaction opérationnel de l'histoire
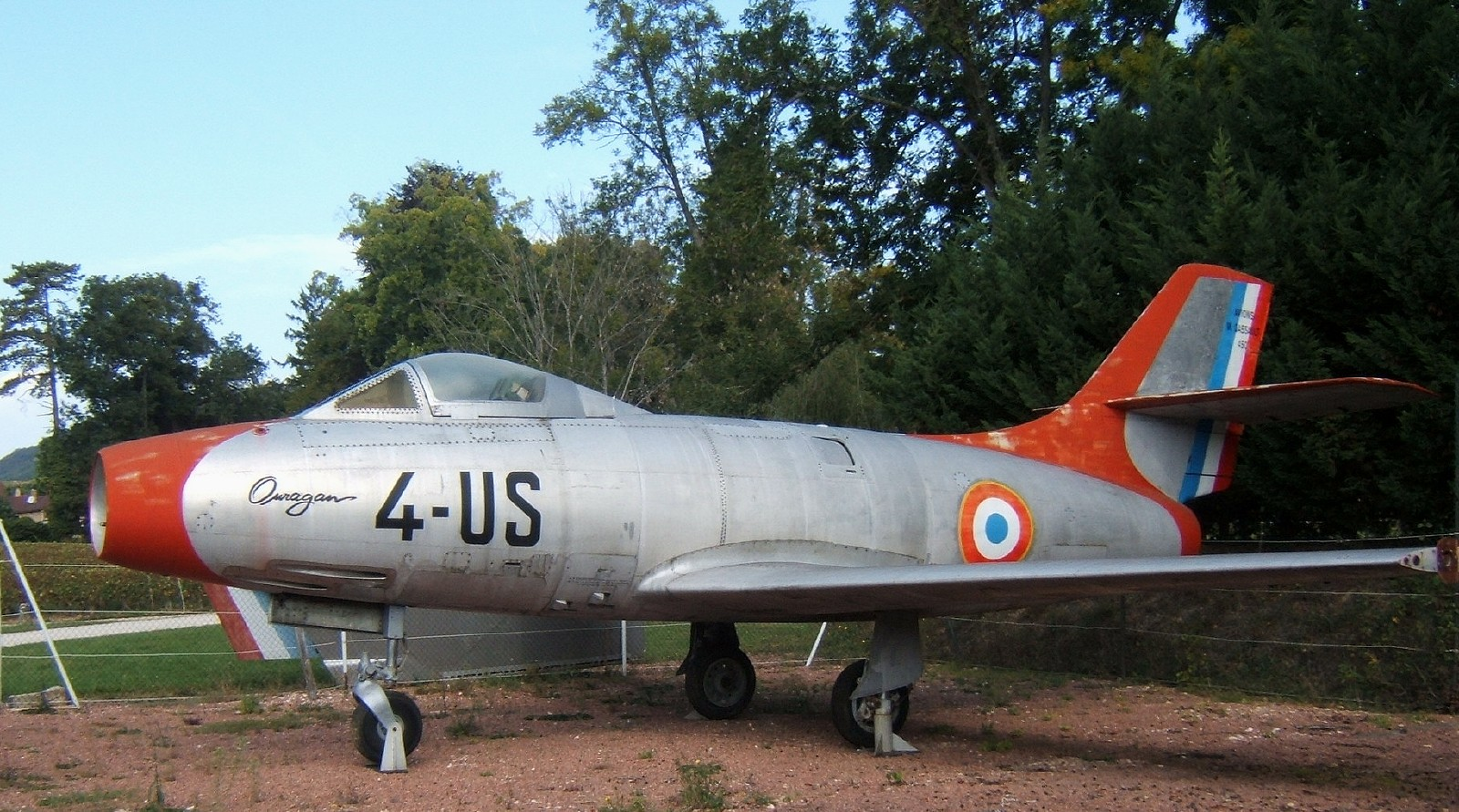
Dassault Ouragan (1949)

## L'aviation moderne - seconde moitié duXXesiècle

### L'aviation civile d'après-guerre

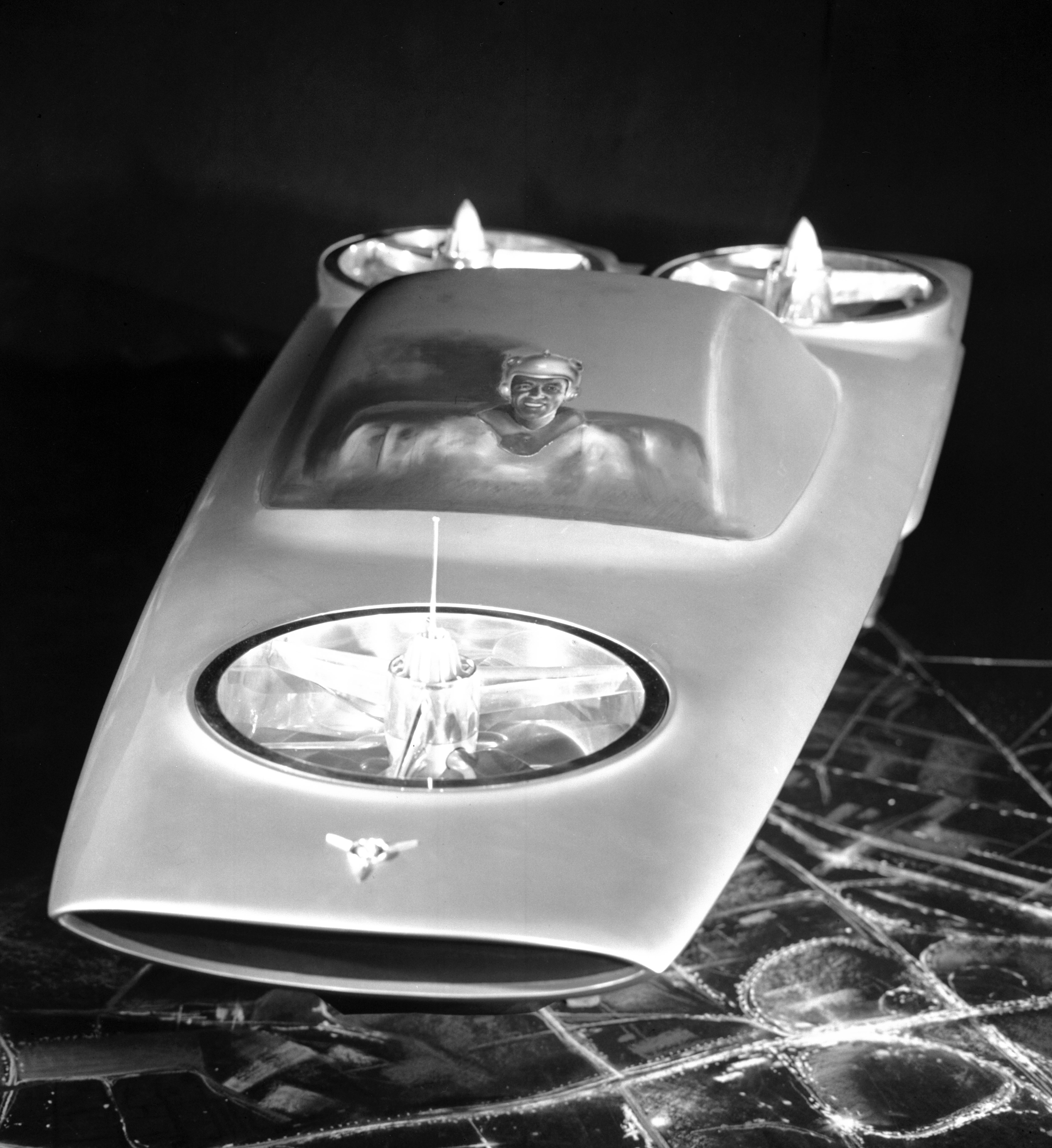
Concept car Ford Volante futuriste imaginaire (1958).

La fin de la Deuxième Guerre mondiale a été l'occasion pour les constructeurs, en particulier américains, de recycler dans le domaine de l'aviation commerciale les avancées techniques réalisées au titre de l'effort de guerre. Des avions de transport militaires, comme les Douglas C-47 ou C-54, ont rapidement trouvé des débouchés civils. Parallèlement, un constructeur comme Boeing a pu mettre à profit les chaines de production de ses bombardiers lourds B-29 pour lancer des appareils commerciaux aux dimensions et aux performances alors inédites.

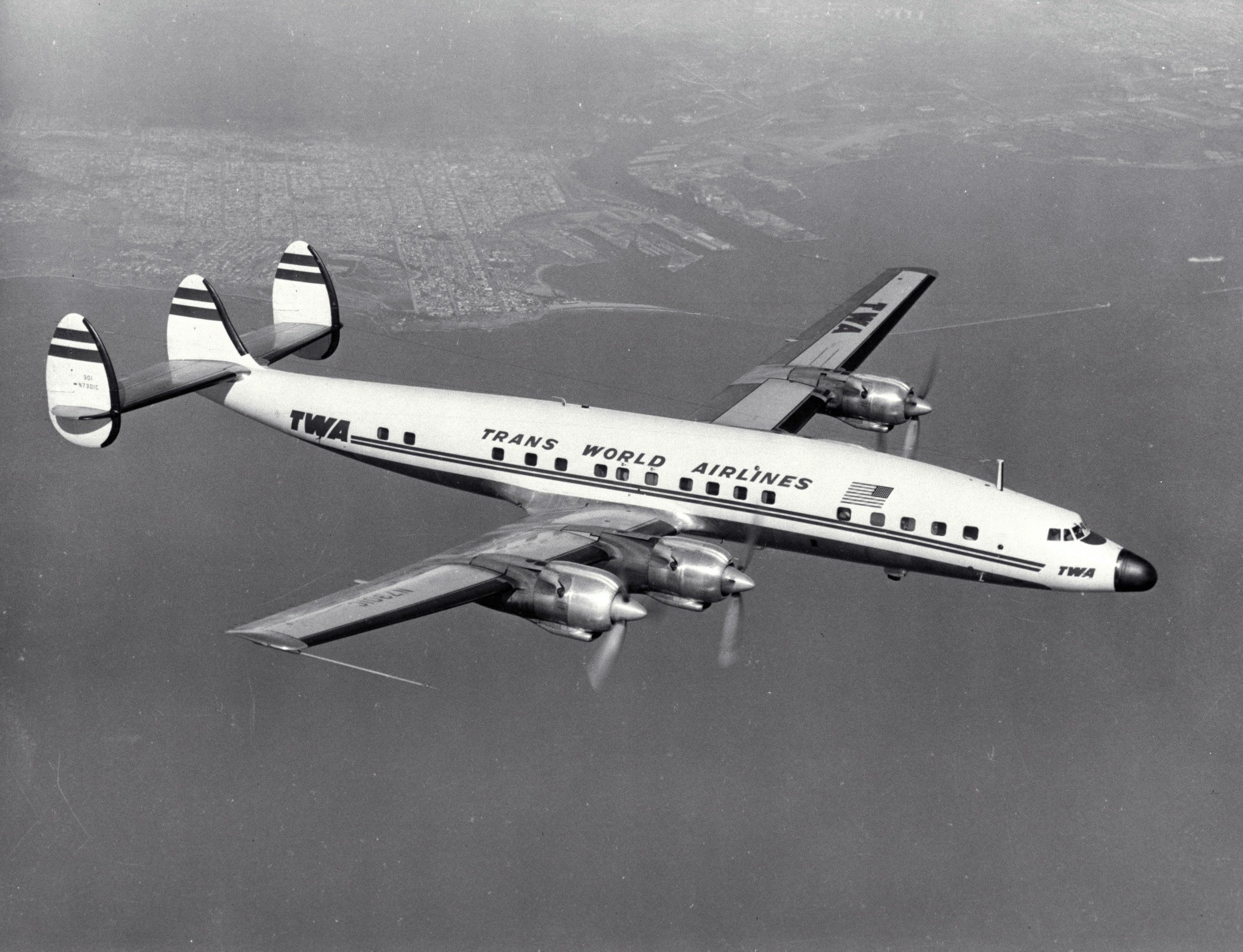
Le Lockheed Constellation, mis en service par la TWA en 1945.
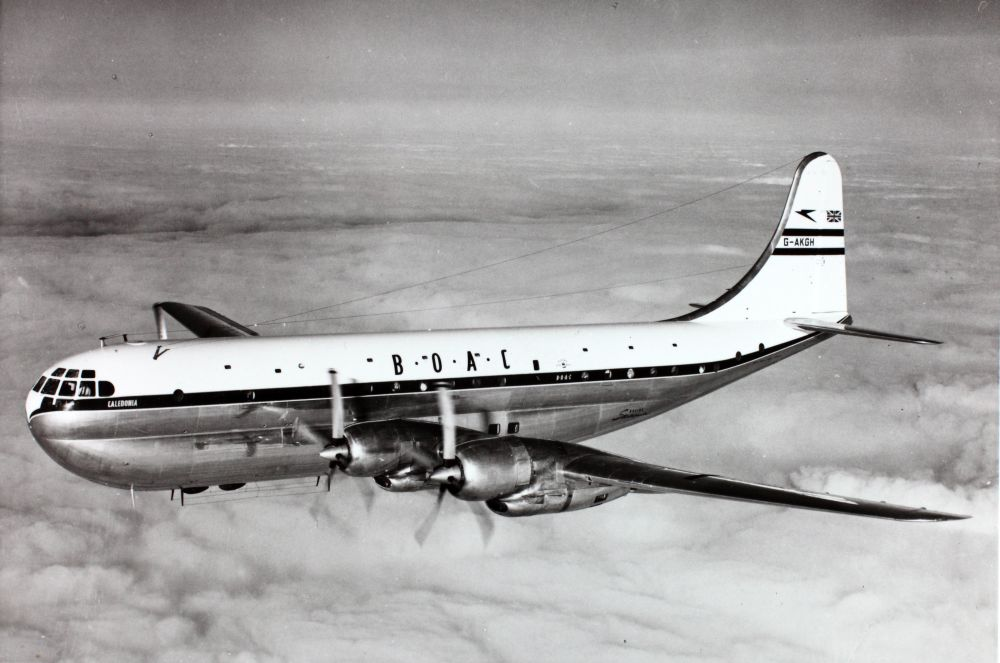
Le Boeing 377 Stratocruiser (à cabine pressurisée), mis en service en 1949.
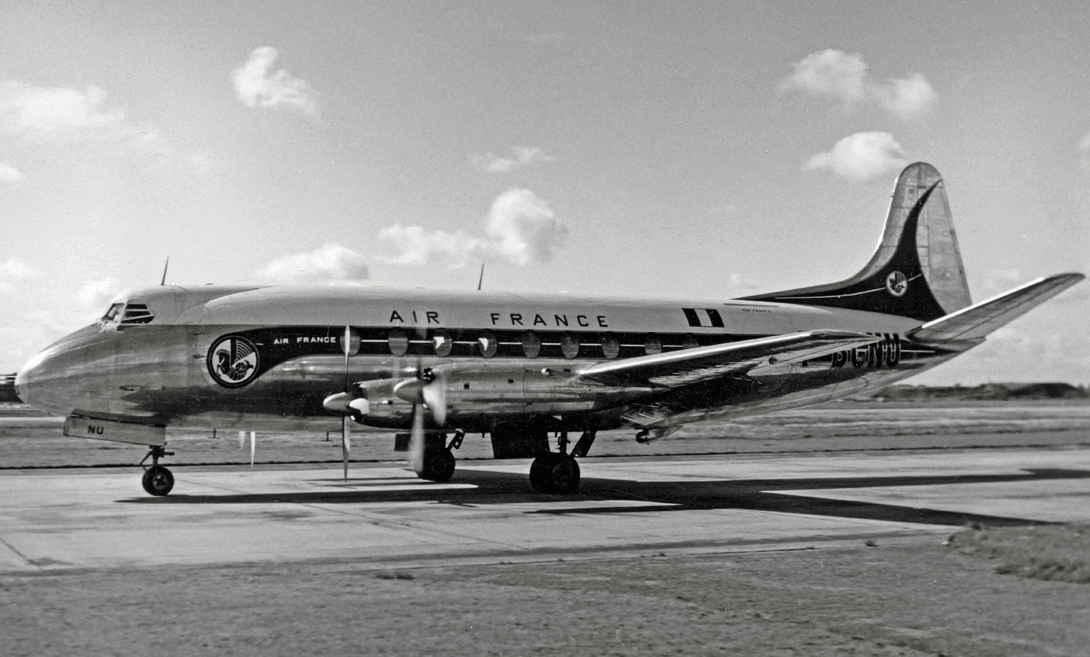
Le Vickers Viscount, premier avion à turbopropulseur produit en série, mis en service en 1950.

Cette disponibilité d'avions en grand nombre et de pilotes démobilisés accompagna le renouveau économique de l'après-guerre par la création et la remise en fonctionnement de nombreuses lignes aériennes.
Cette période marqua l'apogée de l'aviation commerciale à pistons, des appareils aussi prestigieux que le Lockheed Constellation voyant leur carrière abrégée dès la fin des années 1950 avec l'arrivée des premiers avions de ligne à turbopropulseurs puis à réaction.

### Les premiers avions de ligne à réaction
Le premier avion de ligne à réaction est le De Havilland Comet, mis en service en 1952. Le coût de la place au kilomètre chute de 30 %, ce qui permet de démocratiser le voyage en avion. Les vitesses de vols passent de 450 à 800 km/h.

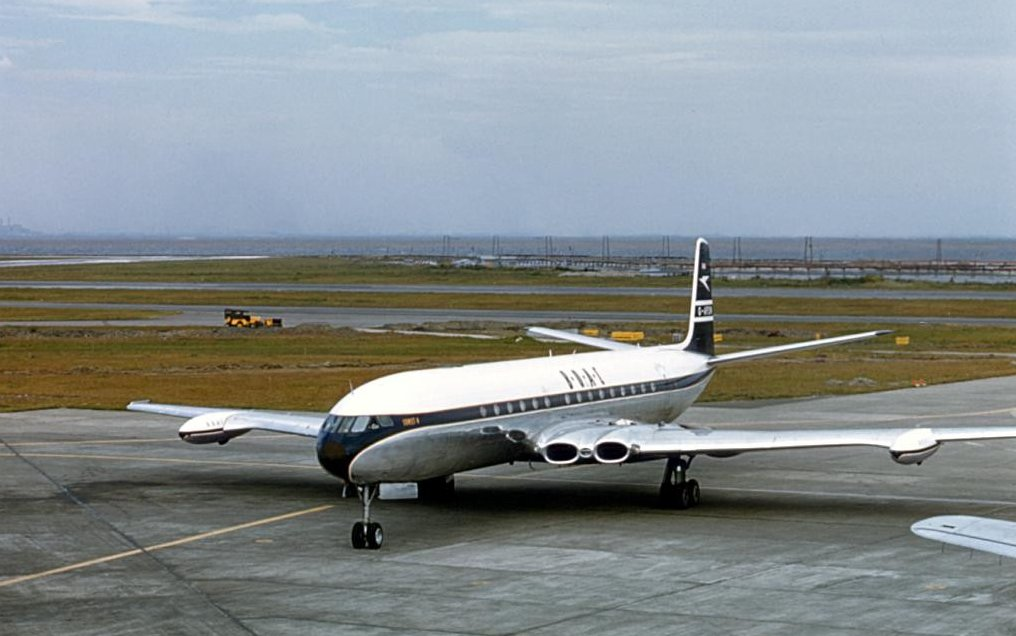
Le De Havilland Comet, mis en service en 1952.
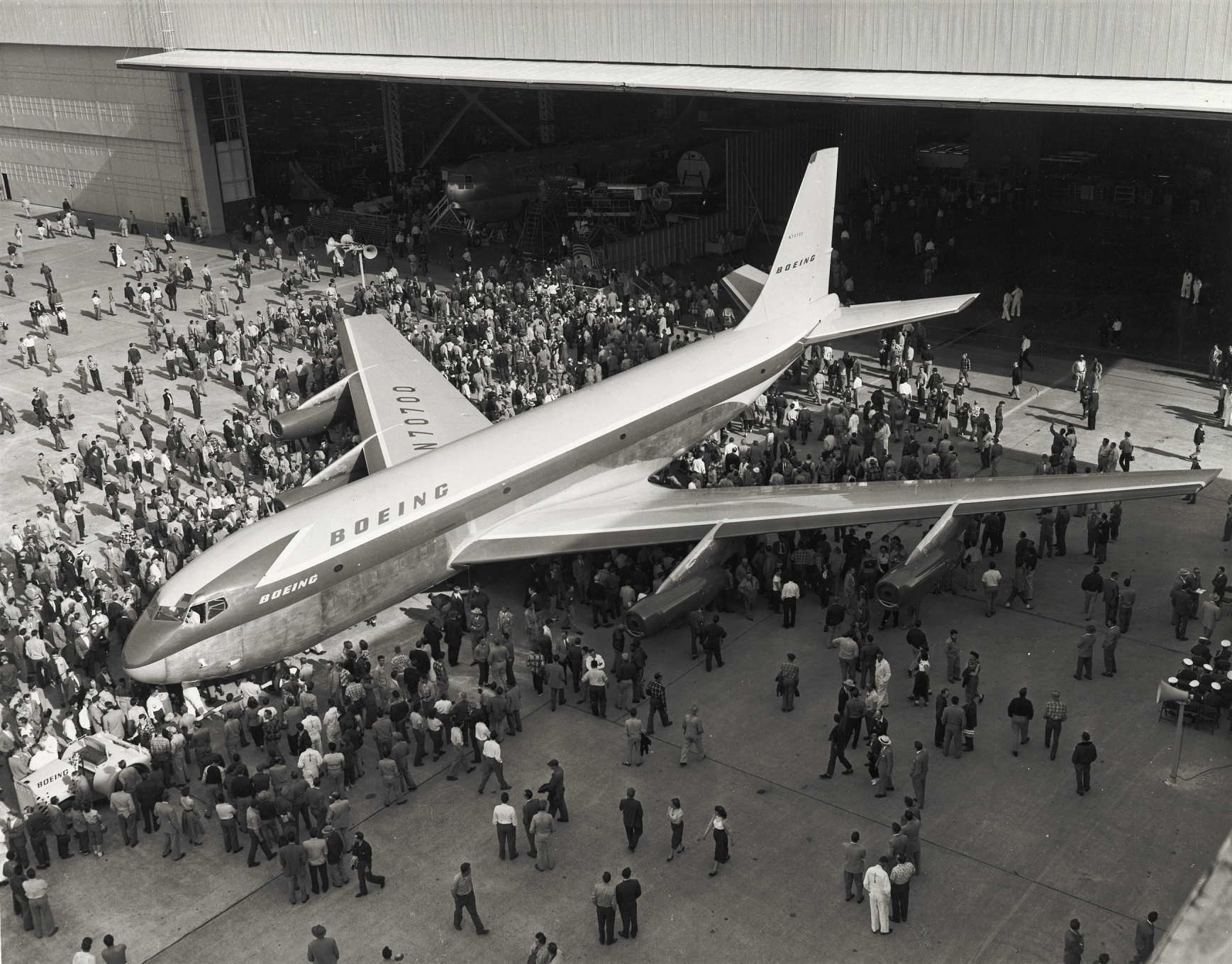
Le Boeing 707, mis en service en 1958.
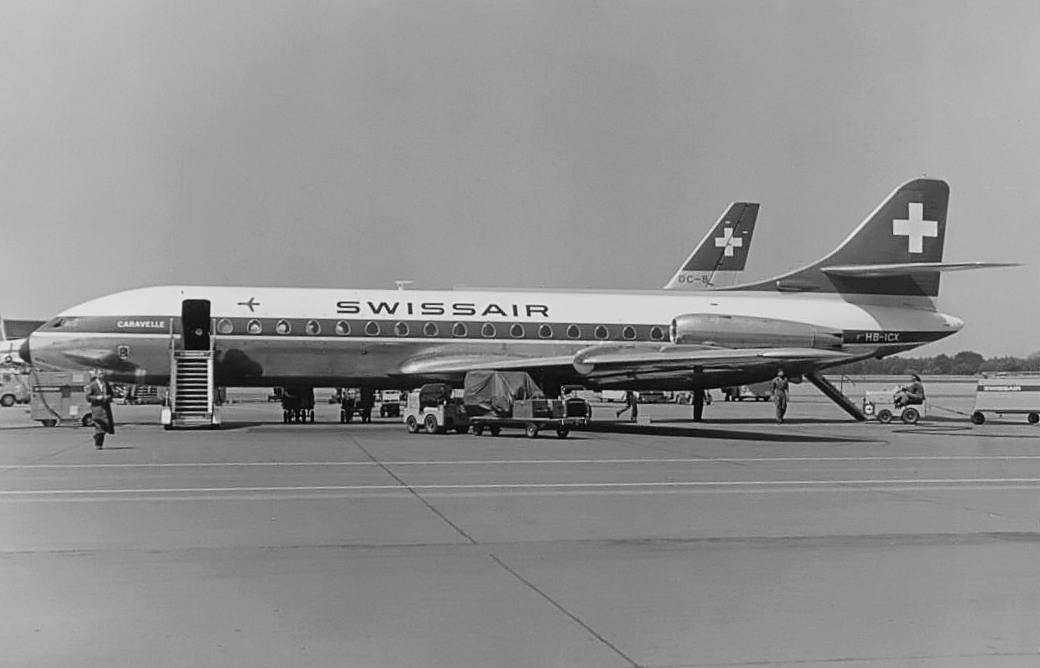
La Caravelle du constructeur français Sud-Aviation, mise en service en 1959.
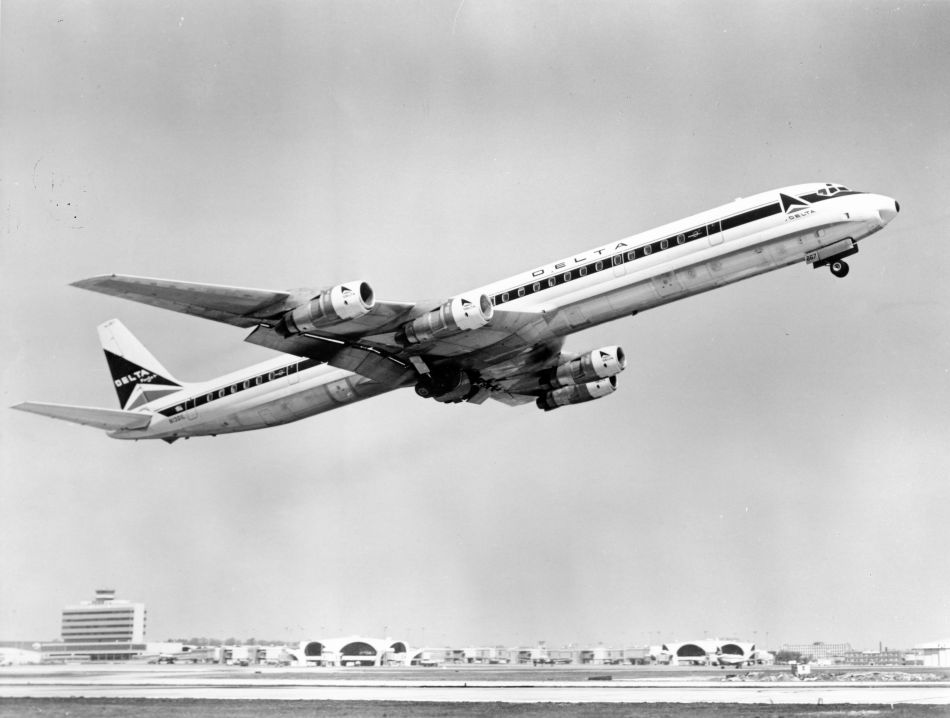
Le Douglas DC-8, mis en service en 1958.
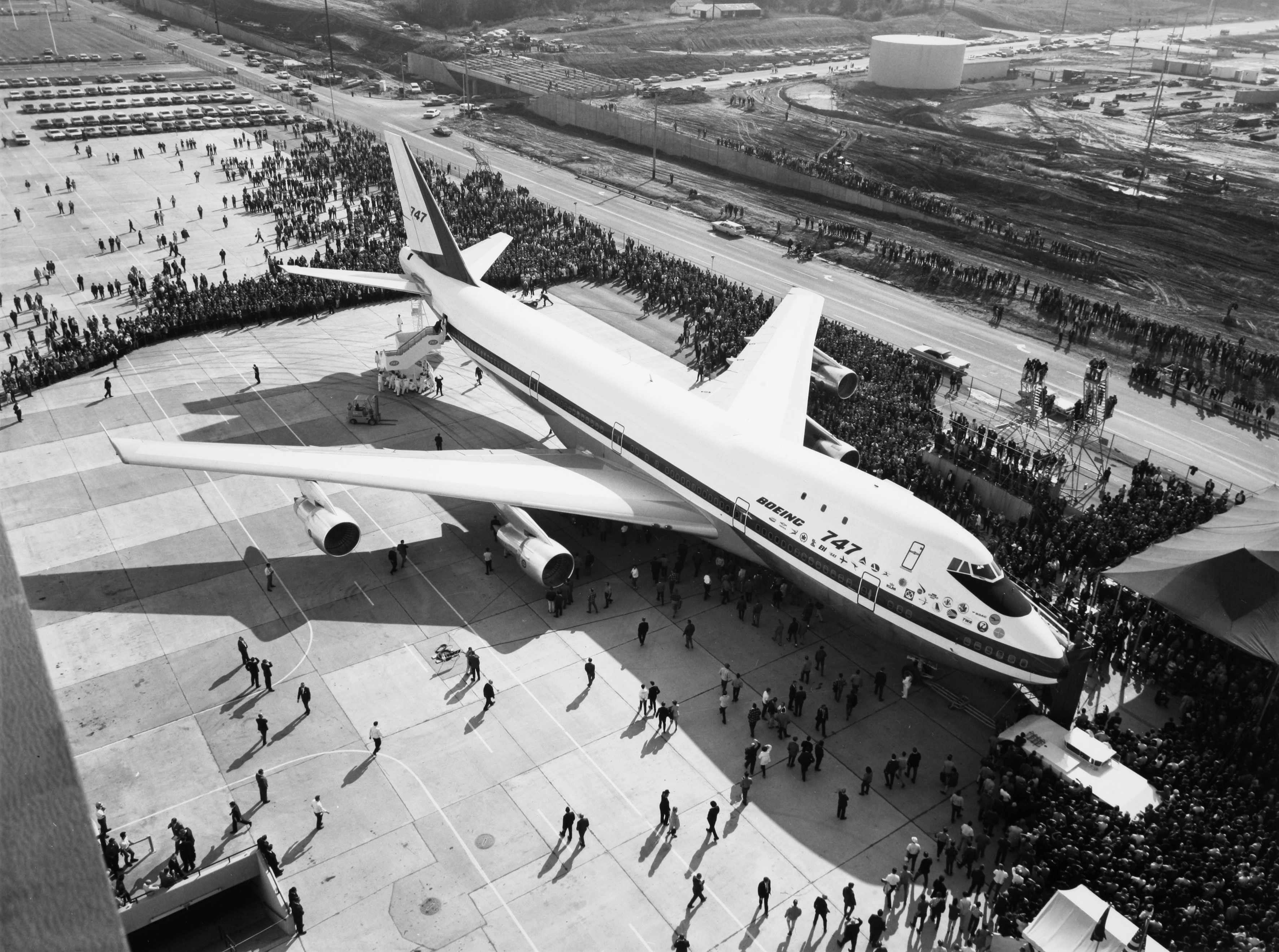
Prototype du premier Boeing 747 de 1968

### Le développement du transport aérien depuis 1969
À ce moment de l'histoire, les compagnies aériennes comprennent que leurs profits vont s'agrandir, au fur et à mesure que ces dernières vont s'implanter dans les différentes lignes civiles commerciales. Ainsi le profit devient la principale motivation des compagnies, permettant d'apporter un essor important sur le nombre de vols et la qualité du service proposé. 

#### L'augmentation de la capacité des avions de ligne
La compagnie aérienne française basée en Polynésie française Air Tahiti Nui en reliant Papeete à Paris sans escale réalise le vol intérieur le plus long de l'histoire de l'aviation.

#### Le Concorde

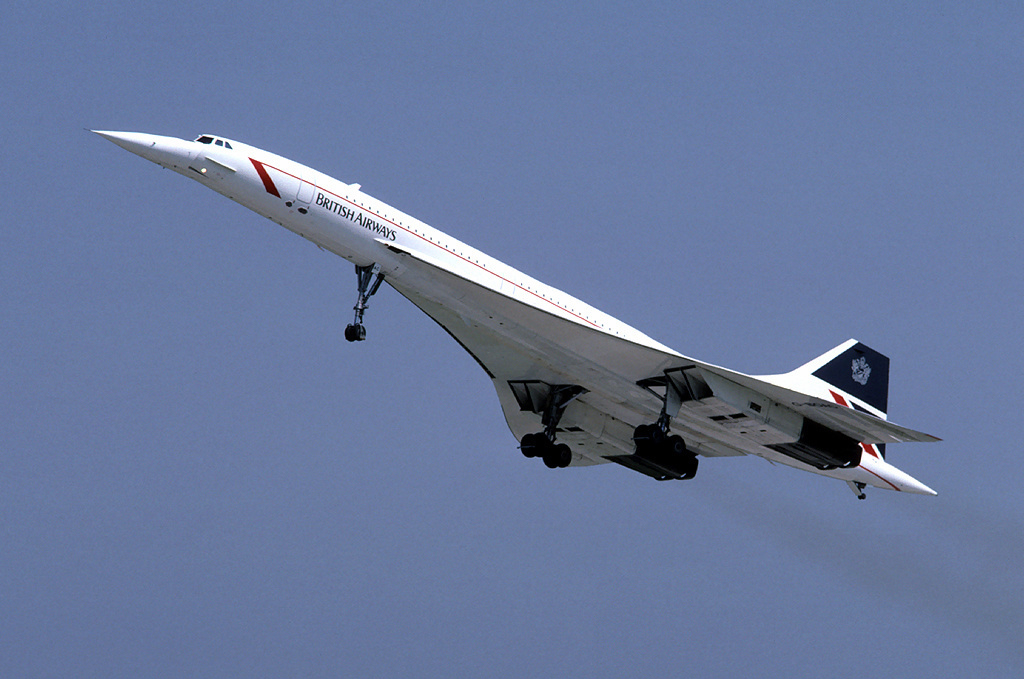
Concorde supersonique, de 1969.

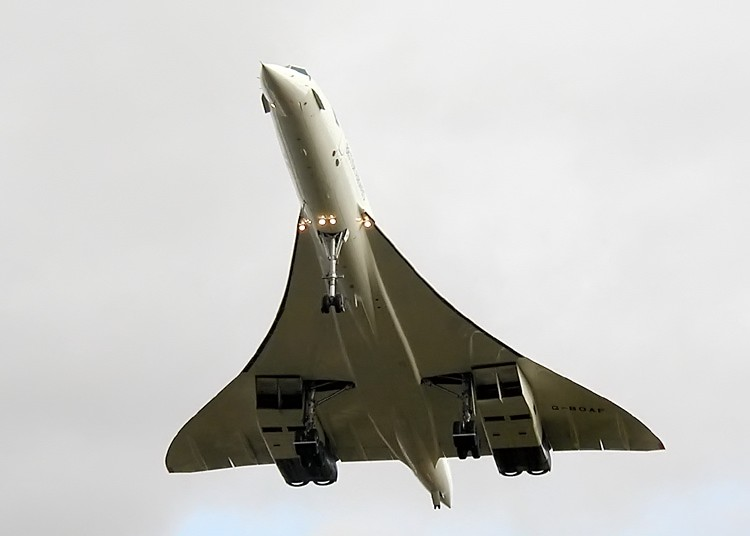
Le dernier vol du Concorde, du 26 novembre 2003.

L'avion supersonique de transport de passagers Concorde est le fruit d'une coopération entre les constructeurs français Aérospatiale et britannique BAC qui résulte d'un accord signé entre les deux gouvernements en novembre 1962. Le premier prototype, assemblé à Saint-Martin, vole le 2 mars 1969 suivi par celui assemblé à Filton, le 9 avril. Le fuselage, d'une longueur de 62 mètres, permet d'emporter 128 passagers sur une distance maximale de 6 400 km à une vitesse de Mach 2,05. Quatre réacteurs Olympus de 17 250 daN de poussée propulsent cet avion de 25 m d'envergure et d'une masse au décollage de 181 000 kg.
L'intérêt initial des compagnies aériennes est limité, elles préfèrent s'équiper en avions gros porteurs ; le choc pétrolier de 1973 et des considérations environnementales (bruit et pollution) des supersoniques entraîneront l'annulation des réservations et l'avion ne sera commandé que par les compagnies Air France et British Airways. En effet le Concorde est particulièrement bruyant au décollage et produit un bang supersonique en croisière, ce qui est gênant pour les populations s'il survole des zones continentales habitées.

## Perspectives d'avenir
De nombreuses recherches sont effectuées pour des solutions de transports aériens et d'énergies de propulsion futures, dont :

### Quelques avions sans carburant
- Avions à propulsion musculaire : Gossamer Condor (1977), Gossamer Albatross (1979), Daedalus (1988)
- Avions électriques
- Avions à hydrogène
- Avions solaires :
  - Solar Impulse (2004)
  - SolarStratos
- Avion ionique (2018) : prototype d'aéroplane sans pièces mobiles, du MIT, à base d'Effet Biefeld-Brown, effet corona, moteur ionique, et vent ionique[28].

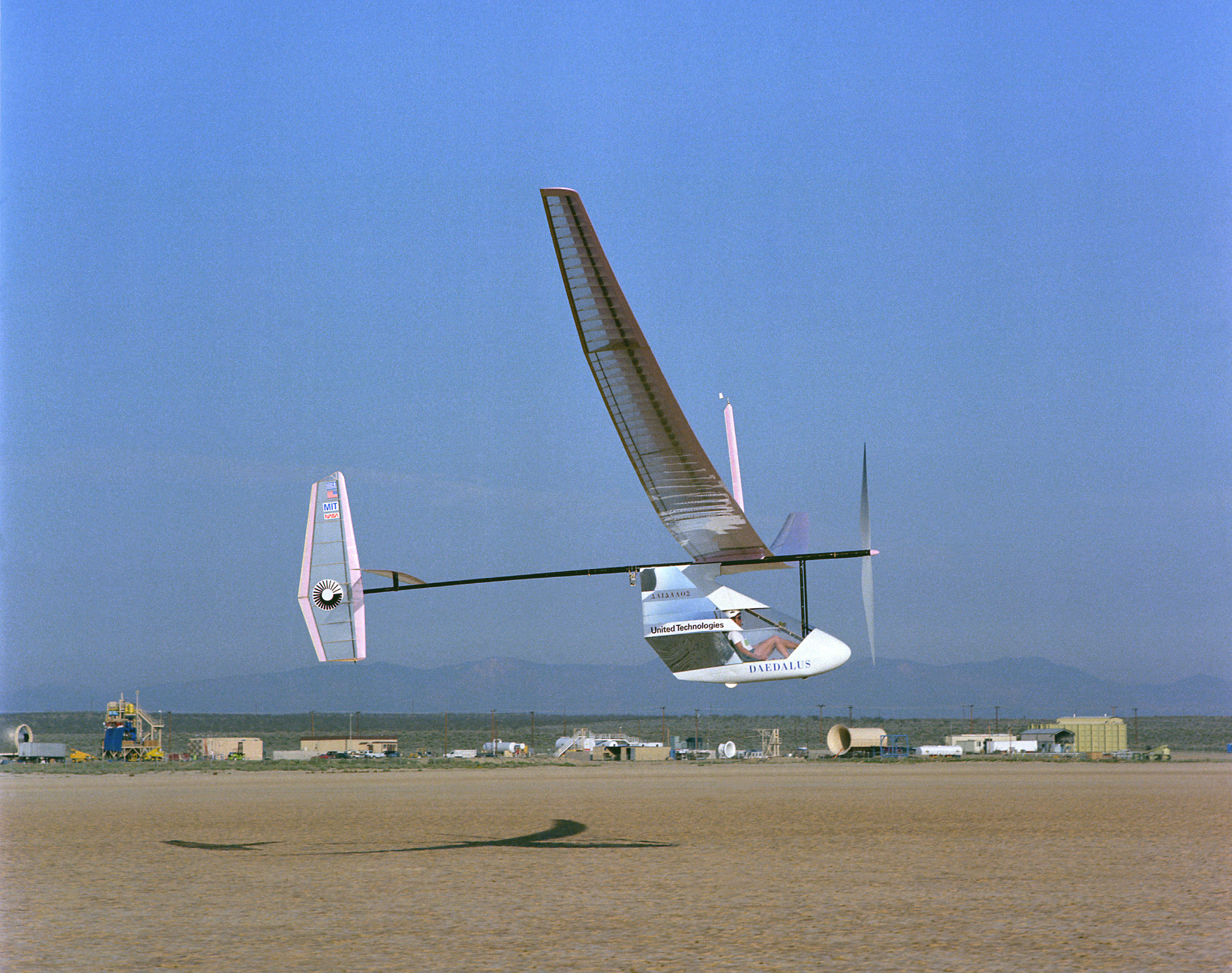
L'avion à pédale Daedalus (1988)
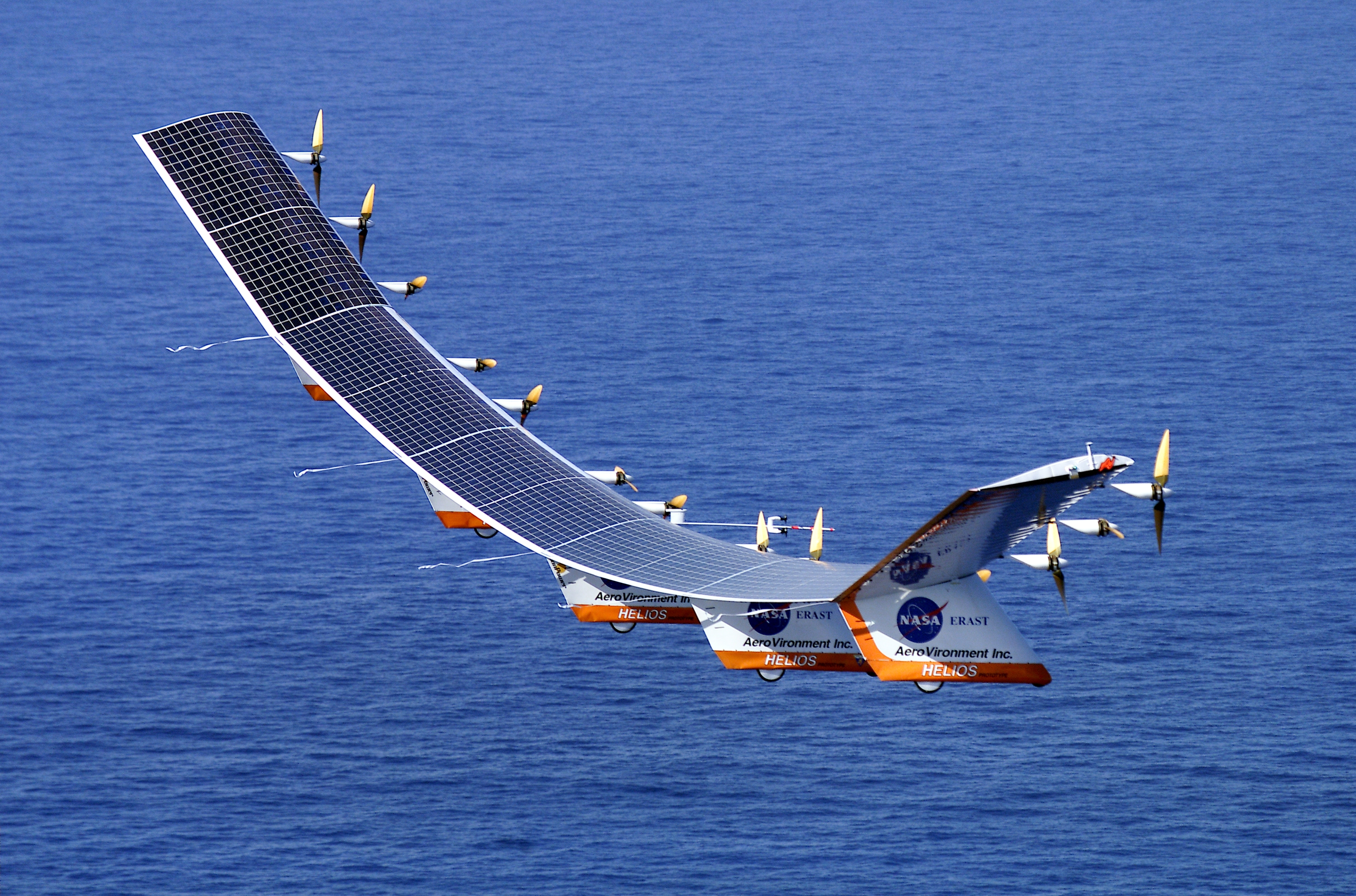
Avion solaire NASA Pathfinder (1993)
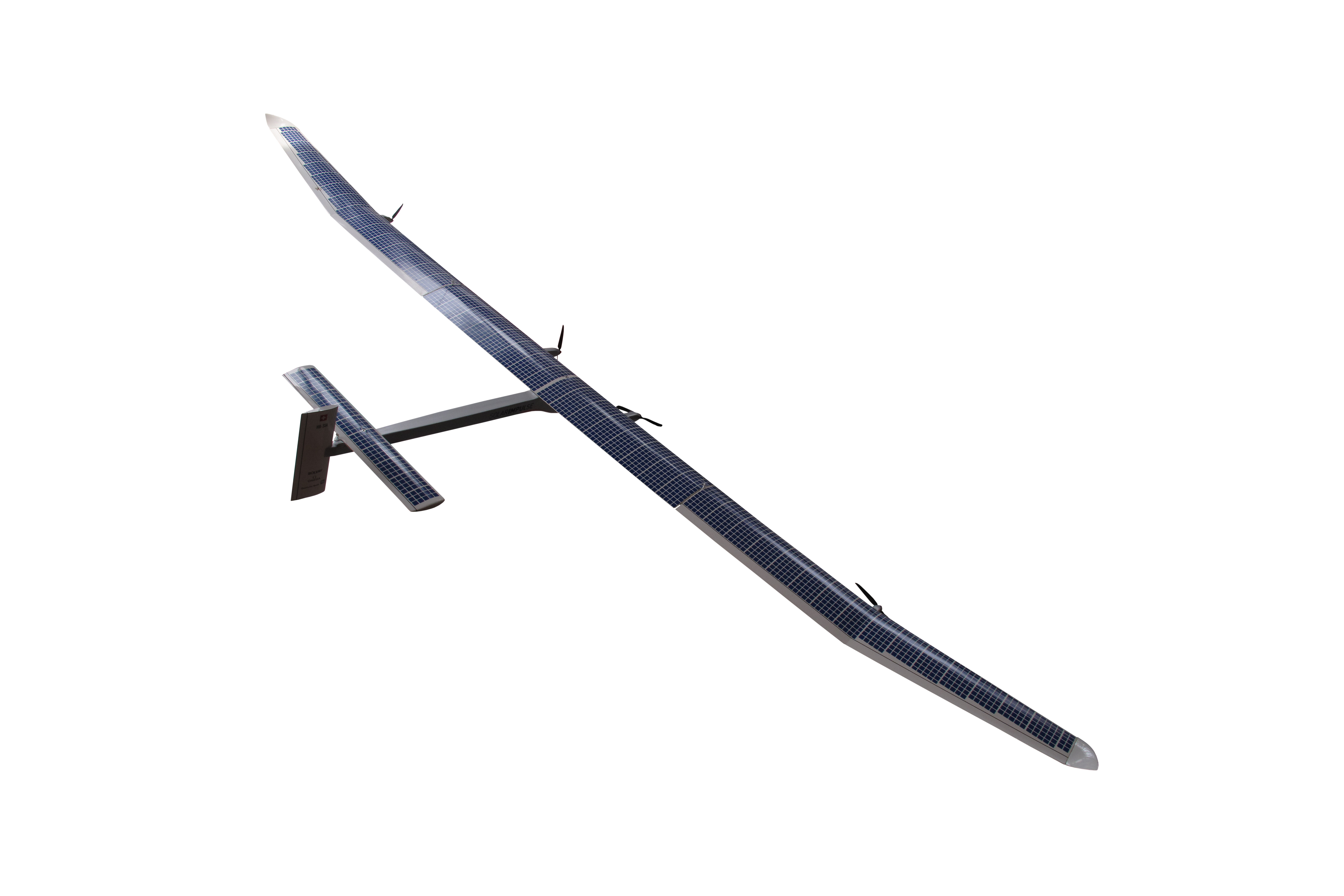
L'avion solaire Solar Impulse (2009)
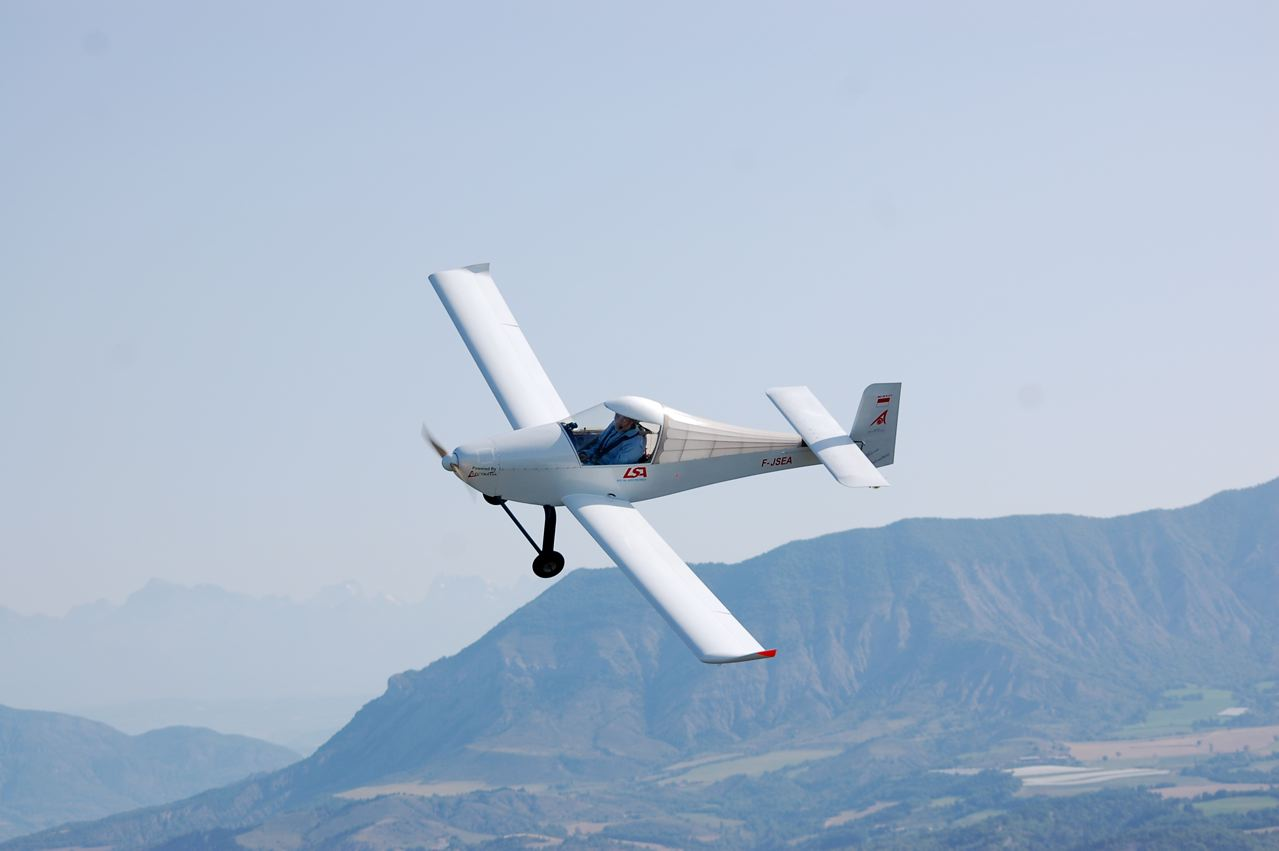
L'ULM électrique Colomban MC-30E (2011)
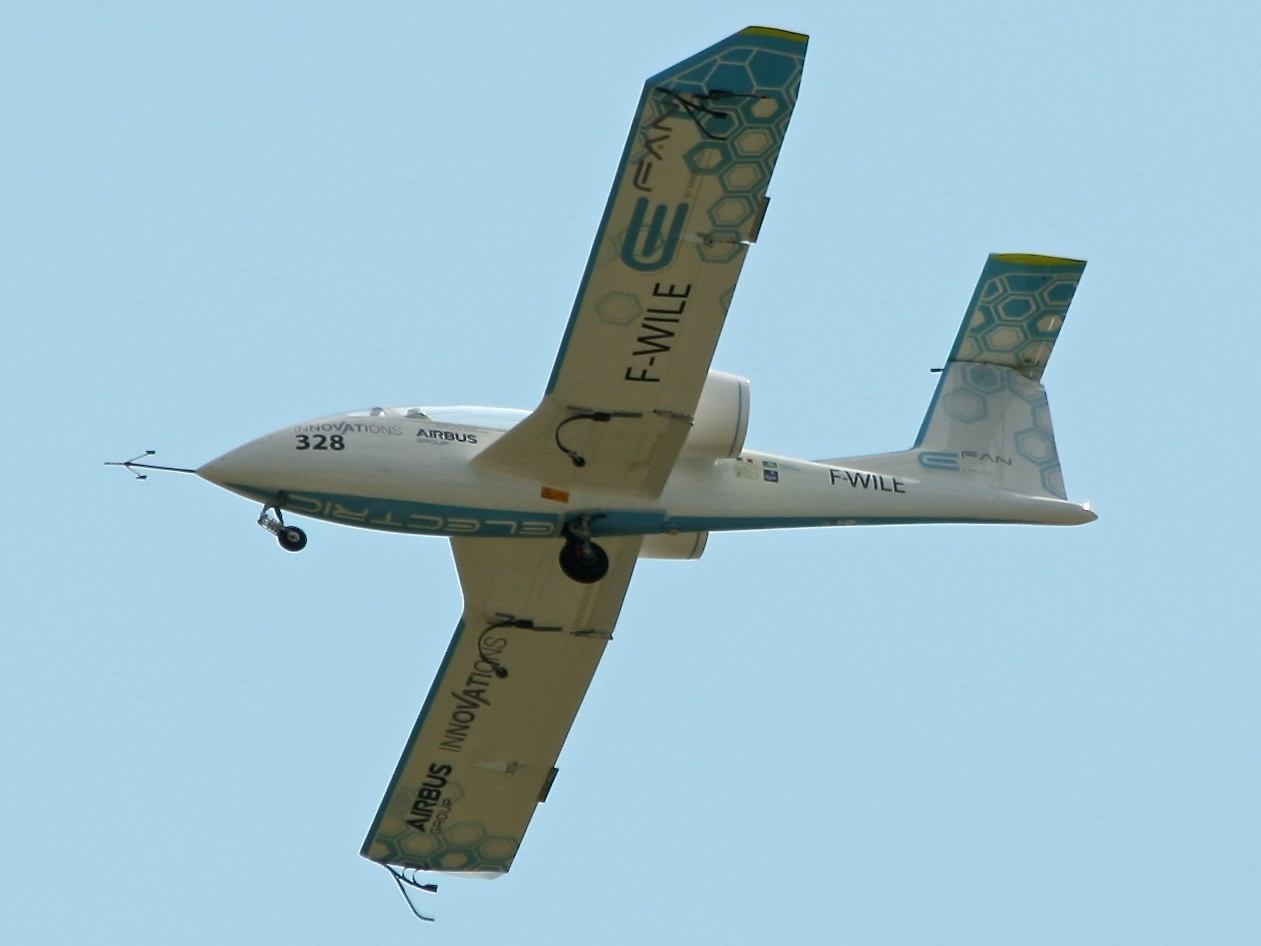
Concept Airbus E-Fan par Airbus (2016)

### Navette spatiale

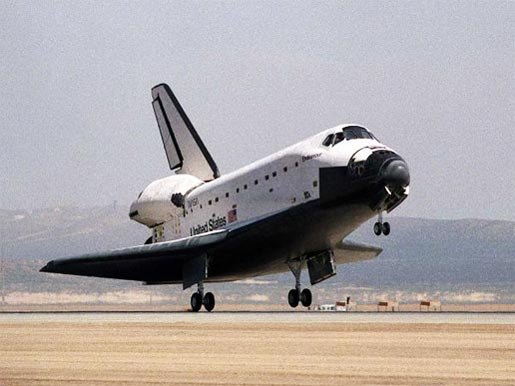
La navette spatiale Discovery.

La navette spatiale est un avion lors de sa rentrée dans l'atmosphère.